# Liste der Baudenkmäler in Eichstätt

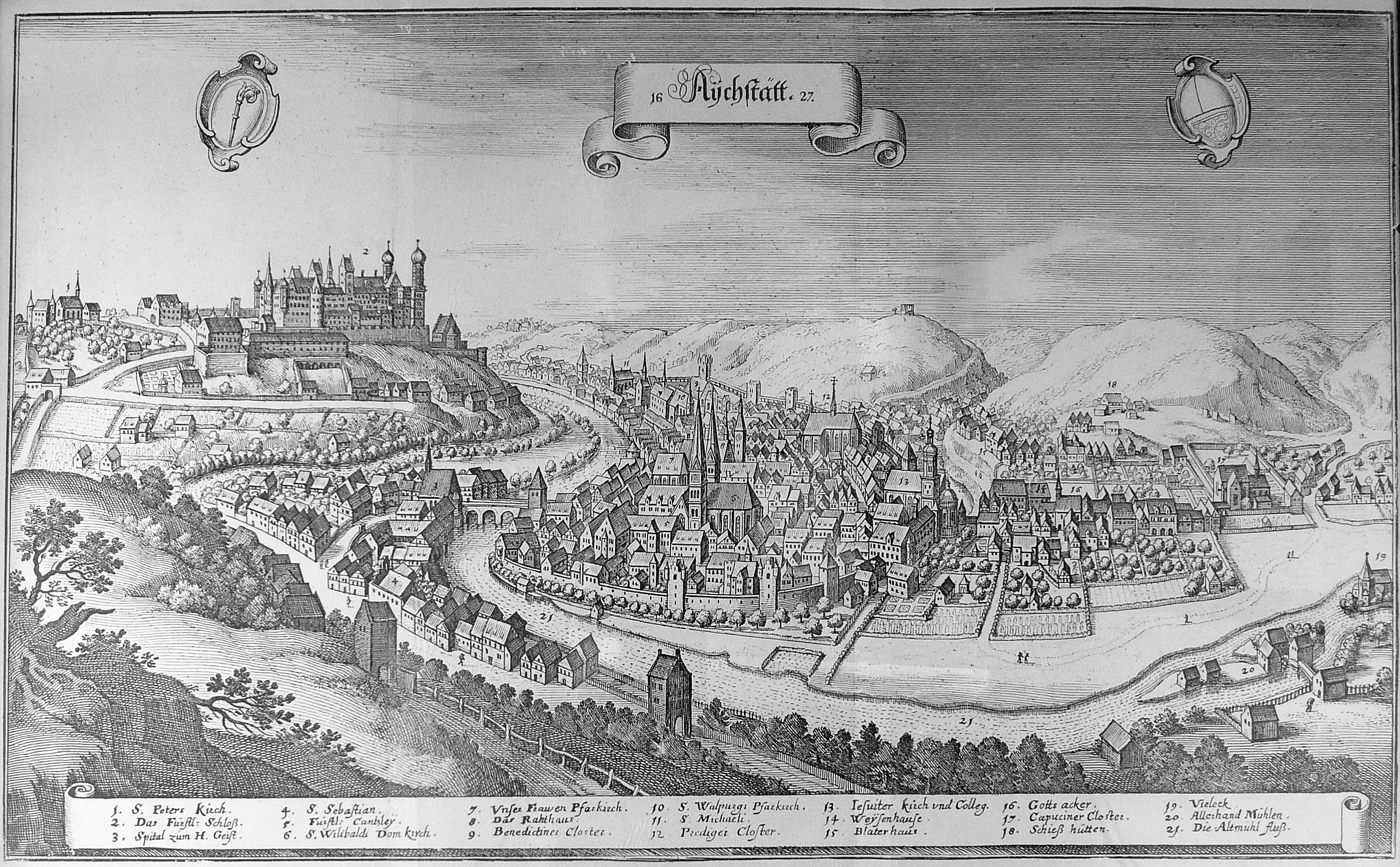
Eichstätt im Jahr 1627 (Merian)

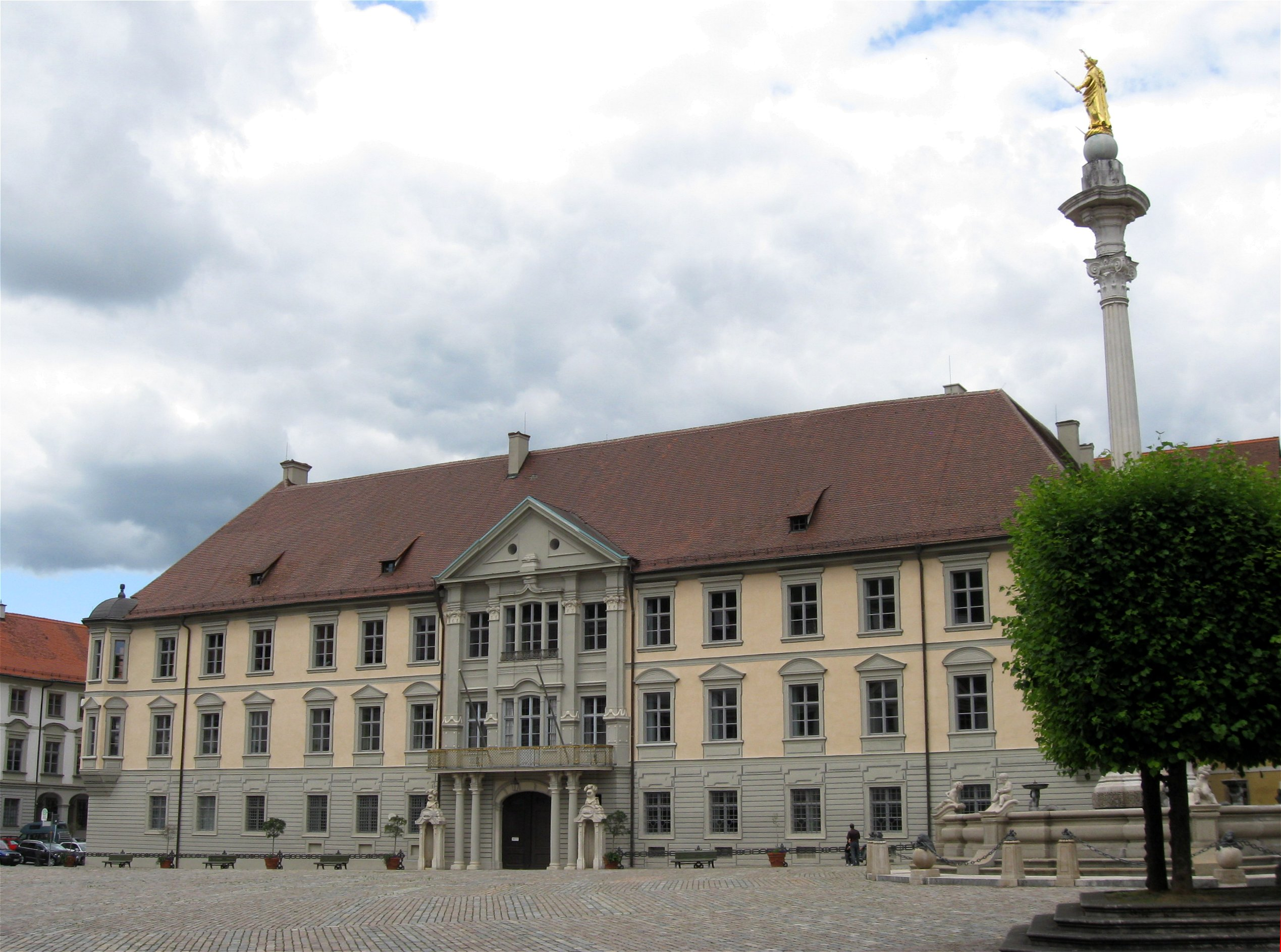
Residenz Eichstätt

Auf dieser Seite sind die Baudenkmäler in der oberbayerischen Großen Kreisstadt Eichstätt zusammengestellt. Diese Tabelle ist eine Teilliste der Liste der Baudenkmäler in Bayern. Grundlage ist die Bayerische Denkmalliste, die auf Basis des Bayerischen Denkmalschutzgesetzes vom 1. Oktober 1973 erstmals erstellt wurde und seither durch das Bayerische Landesamt für Denkmalpflege geführt wird. Die folgenden Angaben ersetzen nicht die rechtsverbindliche Auskunft der Denkmalschutzbehörde.

## Ensemble Altstadt Eichstätt

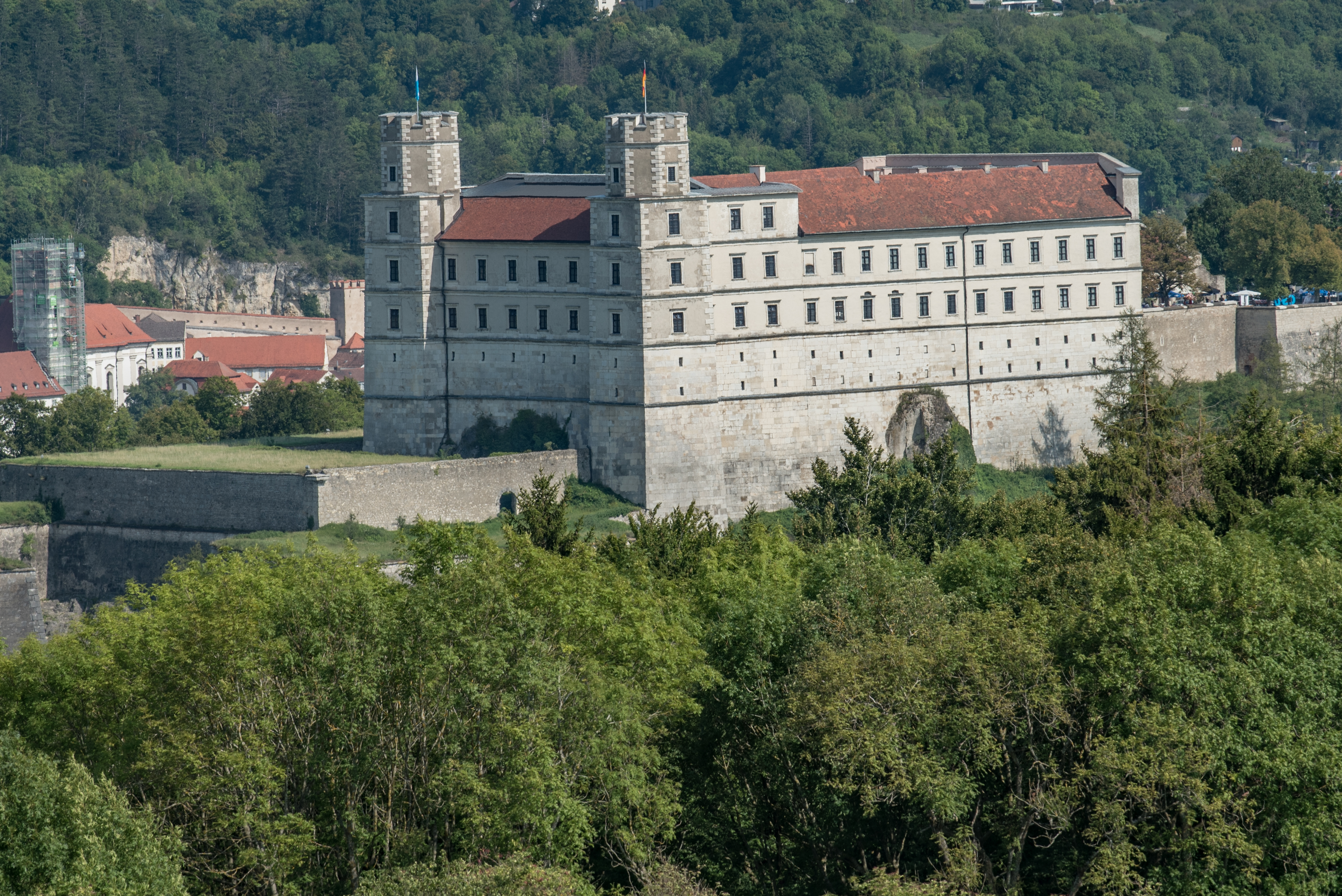
Die Willibaldsburg über Eichstatt

Die Bischofsstadt Eichstätt liegt im engräumigen, von Steilhängen und Jurakalkwänden eingefassten Altmühltal an einem Flussknie, das sich um eine Bergzunge legt. Der Platz der alten Eichstätter Bischofsburg, der Willibaldsburg, beherrscht das weitere Stadtbild und die Tallandschaft. Siedlungen aus keltischer und römischer Zeit konnte die Forschung vor allem im Bereich des Doms, nahe der wohl sehr alten Furt durch die Altmühl, nachweisen. In der Nähe Eichstätts bestanden römische Militärlager (Pfünz, Weißenburg) und unweit nördlich sicherte der Limes die Nordgrenze der römischen Provinz Raetien. Eine west-östliche Römerstraße am linken Talrand dürfte die spätere West-Ost-Ausdehnung der Stadt neben dem Zwang der topographischen Lage, besonders begünstigt haben.
In einem Durchdringungsgebiet des fränkischen mit dem bayerischen und dem alemannischen Stamm und im Grenzgebiet fränkischer und bayerischer Interessen, gründete der Hl. Willibald, ein Angelsachse und Verwandter des Hl. Bonifatius, in „Eihstat“, einem der Hauptorte auf dem bayerischen Nordgau, um 741 ein Missionskloster. Wurde diese Gründung sicher auch durch den Bayernherzog veranlasst, so erfolgte die Errichtung des Bischofssitzes bei diesem Kloster 744/45, kurz nach der Niederwerfung des bayerischen Herzogs durch die fränkischen Hausmeier, zweifellos in fränkischem Interesse, als Stützpunkt gegen Bayern.
Spuren des Klosters und der Kirchenbauten des ersten Bischofs Willibald konnten die Ausgrabungen 1970/72 aufdecken. Auf diesen Bauresten des 8. bis 10. Jahrhunderts erhob sich im 11. Jahrhundert der frühromanische, 1060 geweihte Dom mit dem Domkloster und der Bischofspfalz auf der Südseite und dem Domfriedhof und einer Taufkirche auf der Nordseite. Innerhalb eines ältesten inneren, auf der Südseite durch den Uferverlauf der Altmühl vorgegebenen Ringes schlossen sich um den Kathedralbezirk seit dem 10./11. Jahrhundert bischöfliche Amtsbauten, Ökonomiegebäude des Klosters, Domherrenkurien mit eigenen Befestigungstürmen und einige ältere Kapellen. Bis zum Ende des 12. Jahrhunderts war diese schon nach 908 befestigte und mit Markt- und Münzrecht ausgestattete Domstadt um einen zweiten äußeren Ring von Domherrenkurien erweitert worden. Im Grundriss der Stadt zeichnet sich dieser stufenweise Ausbau der
Domstadt noch deutlich ab; im Aufriss hat der Wiederaufbau und die barocke Neugestaltung nach dem Dreißigjährigen Krieg den geistlichen Charakter dieses Bezirks strikt bewahrt.
Im 11./12. Jahrhundert entfaltete sich vor dem Nordtor der Domstadt, wohl anstelle einer älteren Kaufmannsniederlassung, auf verhältnismäßig kleinem Raum die Bürgerstadt. Diese wurde planmäßig mit Reihen von Bürgerhäusern entlang weniger nordwest-südöstlich gerichteter Gassen und zu Seiten des dreieckigen Marktplatzes angelegt. Der Marktplatz gehörte in seinem südlichen Teil mit der 1022 begründeten und 1818 bis auf Reste abgebrochenen Pfarr- und Kollegiatkirche ursprünglich zur Domstadt.
Die bürgerliche Siedlung griff bereits im 12. Jahrhundert längs des schmalen Altmühlufers weit nach Nordwesten aus, bildete die älteste der Eichstätter Vorstädte, die Westenvorstadt, aus und holte das bereits am Hang gelegene, 1035 über der Grablege der Hl. Walburga errichtete große Benediktinerinnenkloster in den Stadtraum ein. 1199 waren Domstadt, Bürgerstadt, Westenvorstadt und das Walburgakloster von einer gemeinsamen Mauer umschlossen.
Kirche und Kloster der Hl. Walburga, der Schwester des Hl. Willibald, entfaltete sich zu einer bedeutenden Wallfahrt; die Bauten setzten den wichtigsten städtebaulichen Akzent im Stadtbild nach dem Dom. Der hoch- und spätmittelalterliche Ausbau der Stadt wird anschaulich in der Umgestaltung des romanischen Doms zum gotischen doppelchörigen Hallenbau im 14. Jahrhundert, in der Gründung des Dominikanerklosters 1271 am Ostrand der Bürgerstadt. in der Gründung des Spitals 1230 vor dem westlichen Kopf der Altmühlbrücke und dem Bau des bürgerlichen Rathauses 1444 am Marktplatz. Auch weitere Vorstadt-Ausbildungen sind, bei dem begrenzten Raum in der ummauerten Stadt, schon im 13./14. Jahrhundert als offene Vorstädte entstanden. Die Ostenvorstadt wuchs dem im 12. Jahrhundert gestifteten Schottenkloster zu, das Anfang des 17. Jahrhunderts in ein Kapuzinerkloster umgewandelt wurde und nahm 1534 den neuen großen Ostenfriedhof auf. Die Sebastians- und Frauenbergvorstadt entfalteten sich vor der kleinen Spitalvorstadt rechts der Altmühl. Kugelberg-, Schießstätt- und Buchtalvorstadt entstanden erst im 17./18. Jahrhundert im Nordosten der Bürgerstadt in zum Teil ansteigendem Gelände. Für alle Vorstädte verbindlich wurde vielleicht schon im Spätmittelalter, mit Sicherheit aber nach dem Dreißigjährigen Krieg, die giebelständige Wohnhausbebauung in charakteristischer Altmühljura-Bauweise, ursprünglich mit Kalkplattendächern. Diese Bauart, in den Vorstädten in meist dörflicher Ausprägung, herrschte auch bei den bürgerlichen Bauten der inneren Stadt vor, bis im 18. Jahrhundert daneben auch andere barocke Haustypen traten.
Nach großen Zerstörungen 1634 prägten das reichliche Jahrhundert des Wiederaufbaus und der barocken Neugestaltung Eichstätts zu einer Fürstbischöflichen Haupt- und Residenzstadt zwischen 1670 und etwa 1790 das Stadtbild. Ein erster barocker Einbruch in die mittelalterliche Stadtstruktur bedeutete die Errichtung der Jesuitenkirche und des Kollegs seit 1614 am Südostrand der Domstadt. Die drei großen Barockbaumeister Eichstätts, Jakob Engel, Gabriel de Gabrieli und Maurizio Pedetti sind dagegen weitgehend auf der Grundlage älterer Strukturen vorgegangen, als sie ringförmig um den Dom, am Roßmarkt und am Leonrodplatz Domherrenhöfe und Fürstbischöfliche Amtsbauten schufen. Höhepunkte dieser Neugestaltung wurden die barocke Dom-Westfassade Gabrielis und die Residenz Engels, Gabrielis und Pedettis an der Südseite des Doms, deren Vorplatz zu einem der schönsten Barockplätze Deutschlands wurde.
Das Walburgakloster in der Westenvorstadt war bereits im 17. Jahrhundert barock erneuert worden, in der Ostenvorstadt setzten Gabrielis Notre-Dame-Kloster und die Fürstbischöfliche Sommerresidenz mit dem Hofgarten neue Akzente in das Stadtbild. Auch in die innere Bürgerstadt drangen die Architekturgliederungen und Dekorationsformen des Barock und Rokoko ein, doch hatte das bürgerliche Haus am flachgiebeligen Kalkplattendach festzuhalten, während die fürstbischöflichen und adligen
Bauten ziegelgedeckte Walm- und Mansarddächer trugen. Diese differenzierte Dachlandschaft ist für Eichstätt ebenso charakteristisch wie der weithin ungestörte Zusammenklang von historischer Stadtlandschaft und Naturlandschaft. Aktennummer: E-1-76-123-1.

## Stadtbefestigung Eichstätt
Die erste Ummauerung der Domstadt ist nur noch im Stadtgrundriss erkennbar. Die bestehenden restlichen Züge des Berings, der um 1200 Domstadt, Bürgerstadt und Walburgakloster umschloss, wurden mehrfach erneuert, zum Teil reduziert und die Turmbekrönungen im 19. Jahrhundert verändert. Die Befestigung der Westenvorstadt wurde um 1400 errichtet. Der Abbruch des Buchtaltors und des inneren Westentors erfolgte 1816, der des Ostentors und des Spitaltors 1817, der des äußeren Westentors 1831.
Erhalten sind:
an der Westseite Teile der ehemals die Westenvorstadt umschließenden Befestigung:
- mittelalterlicher Wehrturm (Fuchsbräugasse 3) (Lage)
- Batterieturm, ehemaliges Rondell (Westenstraße 31), Fragment (Lage)
- Batterieturm, ehemaliges Rondell vor dem ehemaligen Westentor (Westenstraße 91), um 1460, seit 1865 als dreigeschossiges Wohnhaus ausgebaut (Lage)
- Rundturm der Klosterummauerung von St. Walburg (Walburgiberg 6/8), 15./16. Jahrhundert (Lage)
- Mauerzug vom ehemaligen Westentor (Westenstraße 82) (Lage) den Kapellbuck umgreifend bis zum Rundturm der Klosterummauerung von St. Walburg, 15. Jahrhundert
- ein Mauerrest mit Hochwasserstandsmarke von 1784 (zwischen Westenstraße 43 und 47)
- ein Mauerrest zwischen Westenstraße 42 und 44 (Lage)
- ein bei Westenstraße 40/44 beginnender am Rundturm von Walburgiberg 6/8 mit der Westenvorstadtummauerung verbundener und nach Osten abknickender bis zur Erweiterung des Klostergartens (siehe Walburgiberg 6/8) reichender Mauerzug (Lage)

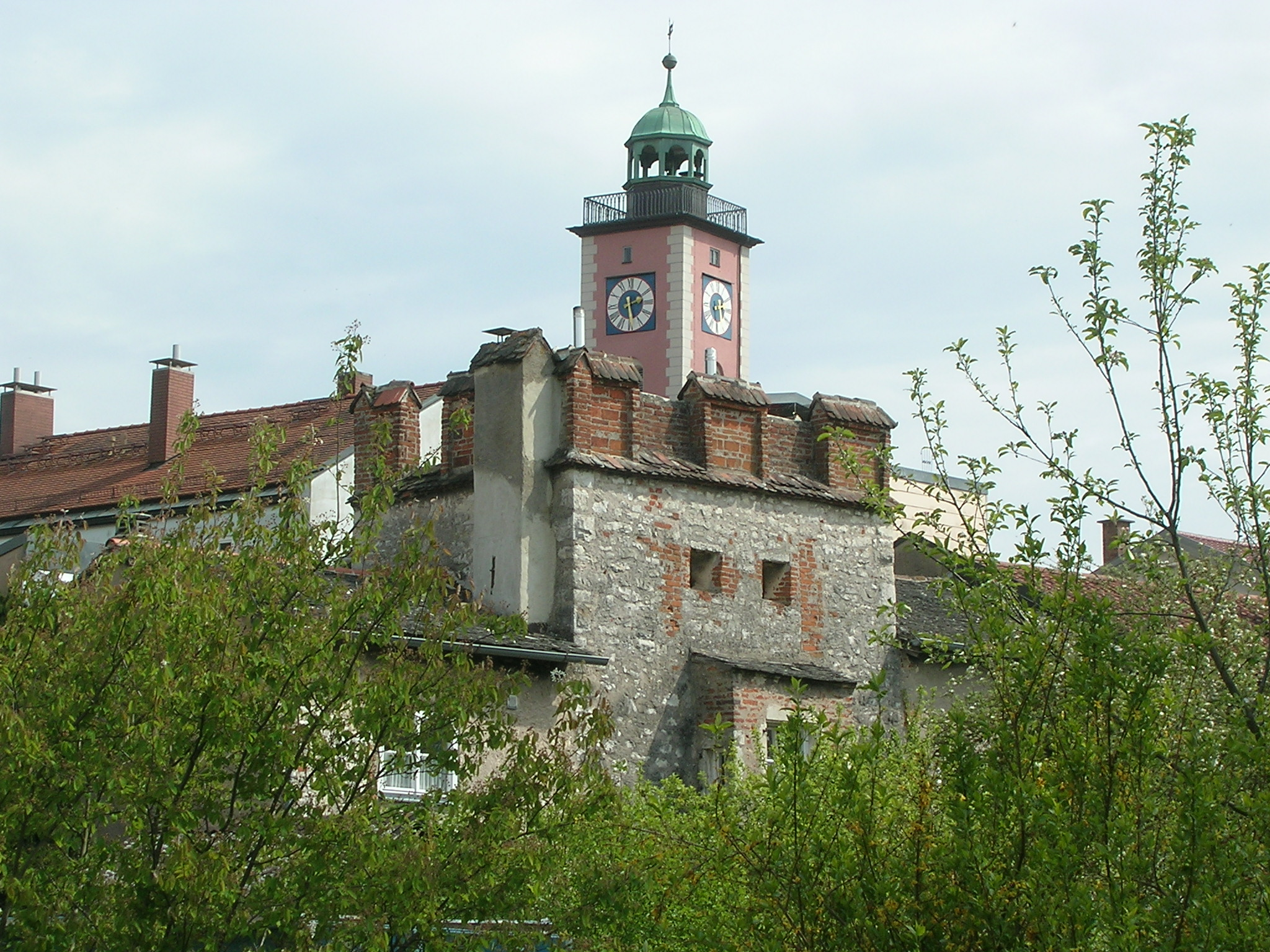
Wehrturm Fuchsbräugasse 3
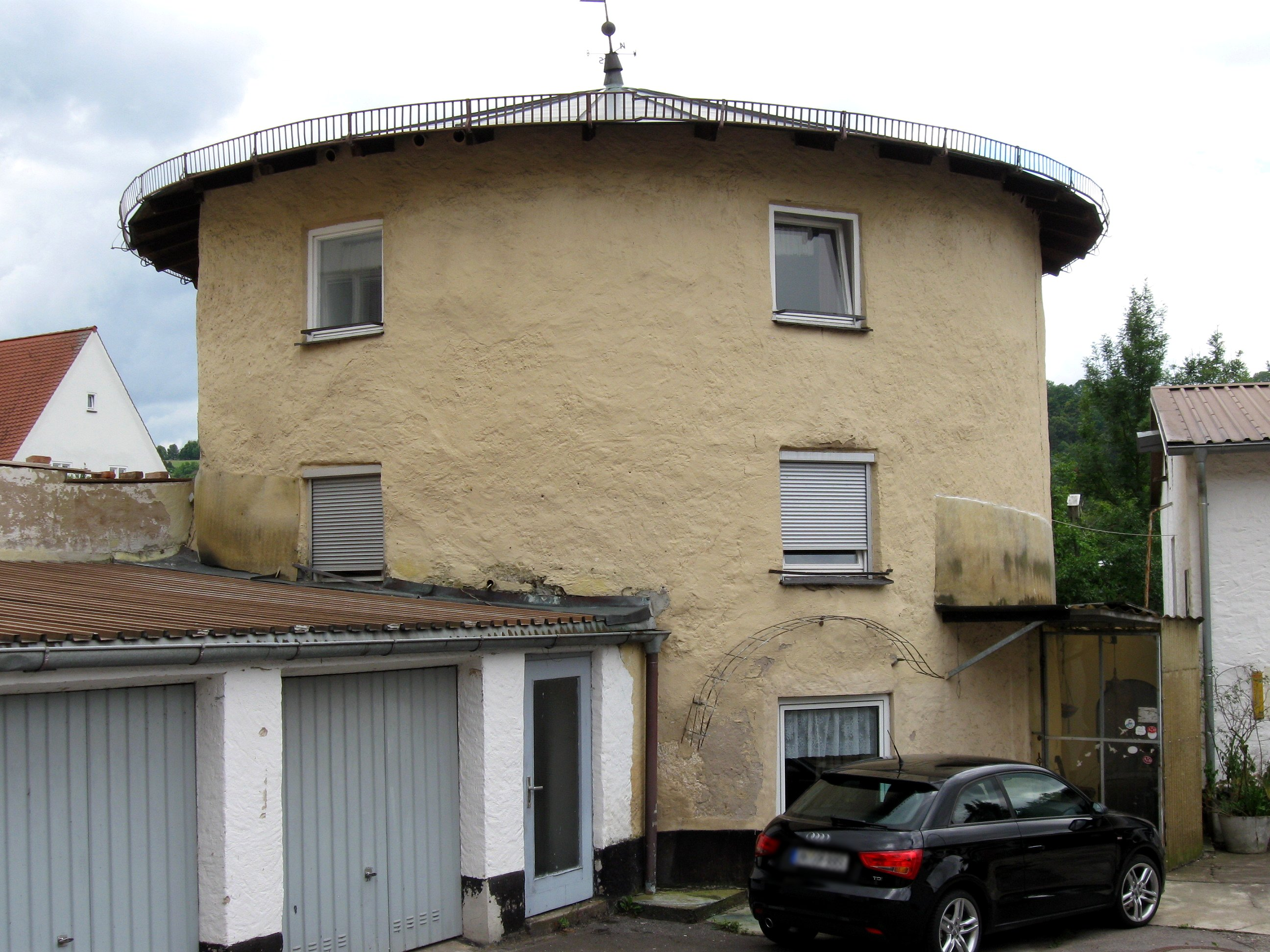
Batterieturm, ehemaliges Rondell Westenstraße 91
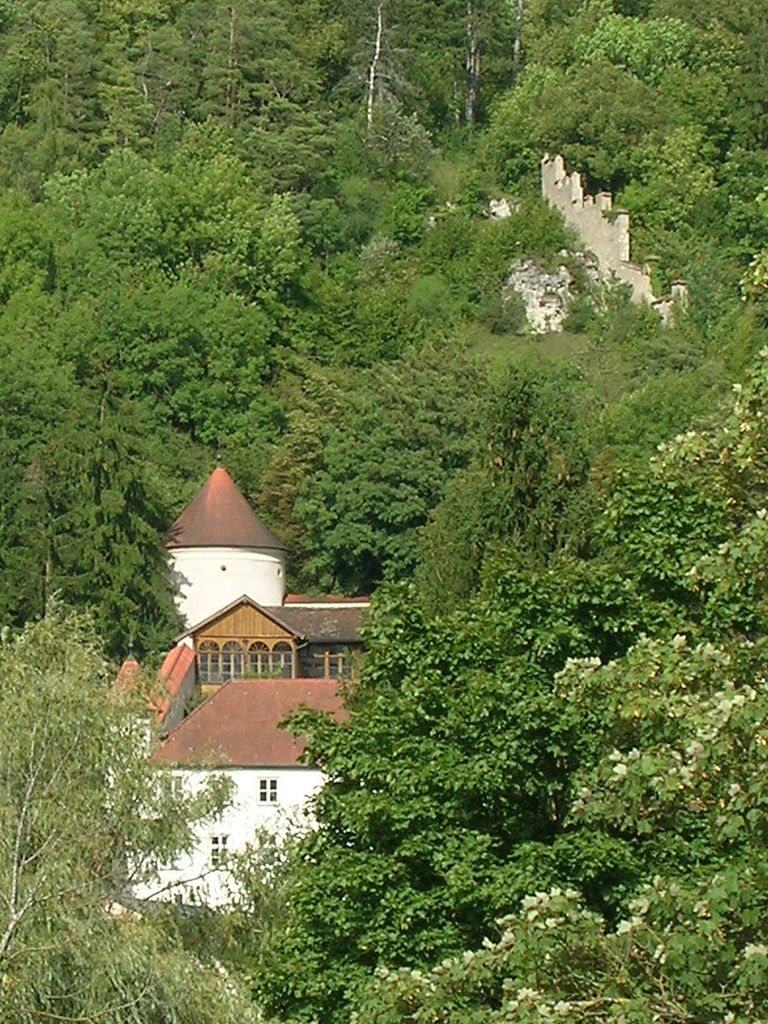
Rundturm der Klosterummauerung von St. Walburg

an der Nordseite:
- ein langer nördlicher Mauerzug, 13./14. Jahrhundert, zum Teil 1877 reduziert, mit vier Befestigungstürmen und Resten der spätmittelalterlichen Zwingeranlagen, 13./14. Jahrhundert und Anfang 15. Jahrhundert, der sich vom Walburgakloster bis zum ehemaligen Buchtaltor (Walburgiberg 6/8, Webergasse, Am Zwinger) erstreckt (Lage)
- sogenannter Gartenturm bei St. Walburg (hinter Webergasse 36/38) (Lage)
- Scharwachtturm (Walburgiberg 6/8) (Lage)
- sogenannter Zwingerturm (Am Zwinger 3) (Lage)
- Turm bei der ehemaligen Fronfeste zwischen Webergasse und Am Zwinger 4 (Lage)
- ehemalige Zwingeranlagen, 13./14. Jahrhundert und Anfang 15. Jahrhundert (Am Zwinger 4, 7/9) (Lage)

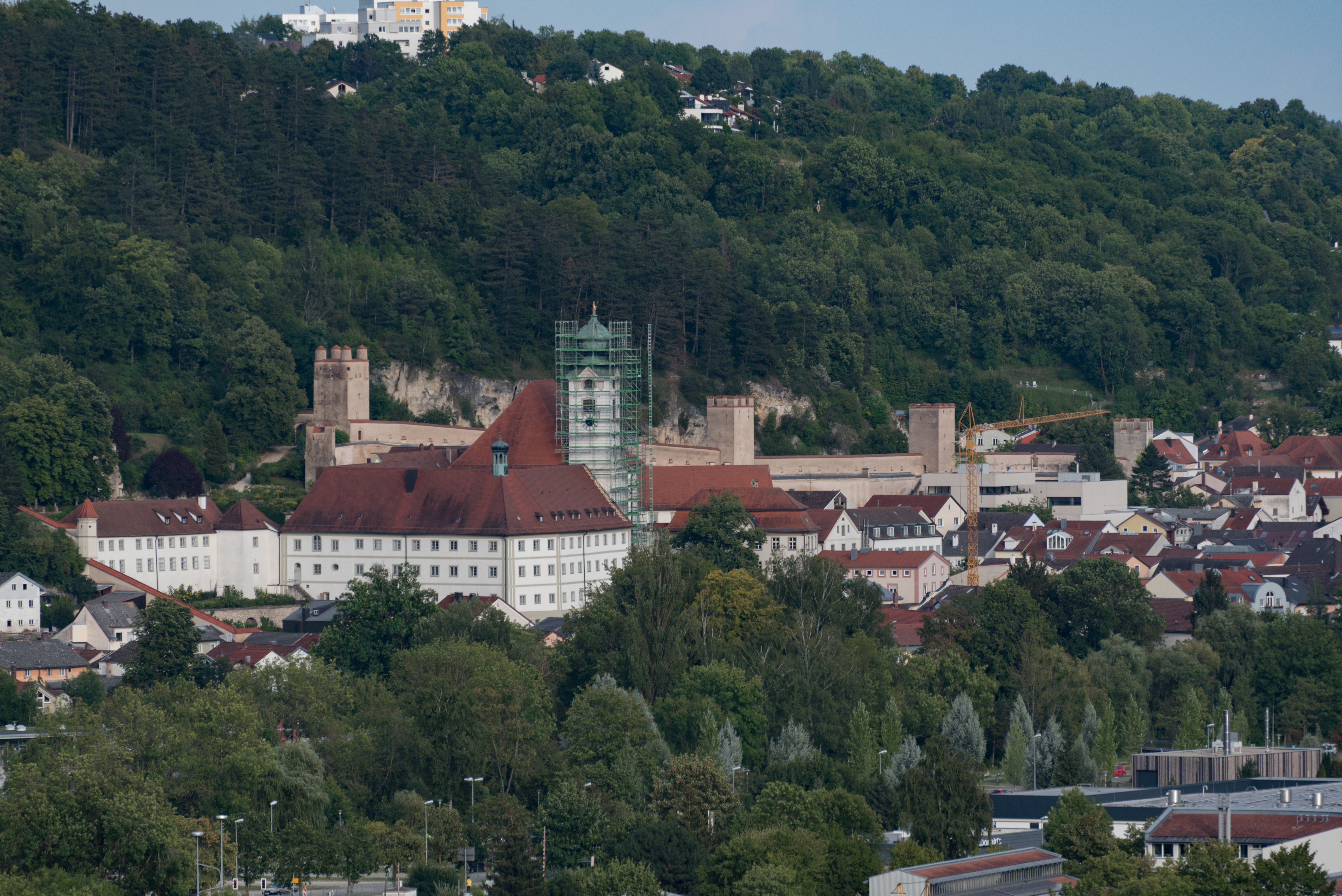
Nördlicher Mauerzug mit vier Mauertürmen
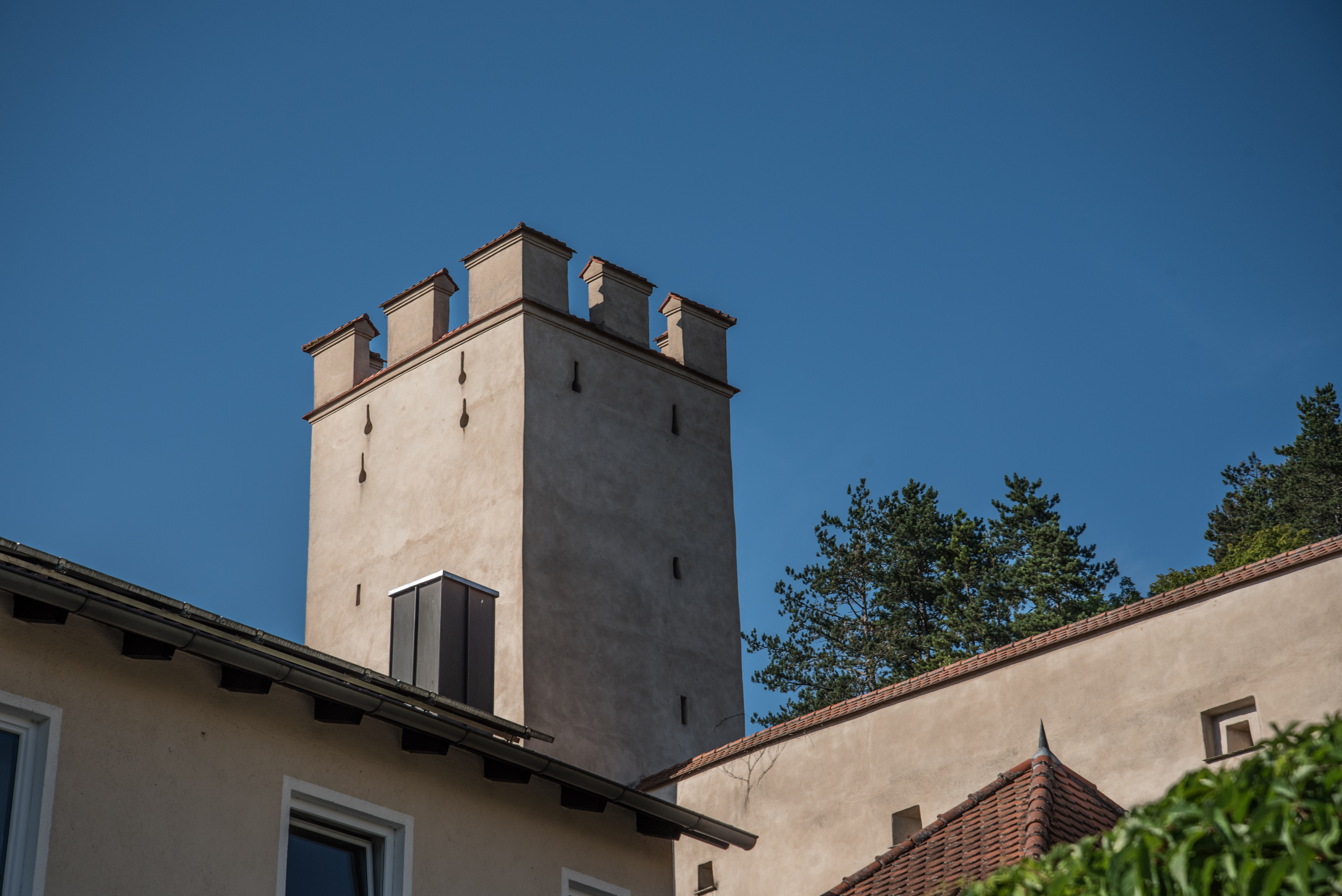
Gartenturm

an der Ostseite:
- Reste von Zwingeranlagen, Wehrerker und Mauerzug mit Befestigungstürmen zwischen Salzstadel und ehemaligem Buchtaltor (Am Graben 11, 21, Luitpoldstraße 8, 10/12, Wohlmuthgasse 2) (Lage)
- Wehrerker (Am Graben 11) (Lage)
- Halbturm (Am Graben 9) (Lage)
- Turm (Am Salzstadel 4/Am Graben 11) (Lage)
- Turm (im Bereich Wohlmuthgasse 2), spätmittelalterlich, mit wohl barocker Zinnenbekrönung und Tordurchfahrt von 1869 (Lage)
- Turm (am Gartenhaus von Luitpoldstraße 2) (Lage)
- Turmfragment (Luitpoldstraße 10/12) (Lage)
- Turm (zwischen Kardinal-Preysing-Platz 3 und Garten von Luitpoldstraße 8) (Lage)
- Zwingeranlagen (Am Graben 21) (Lage)

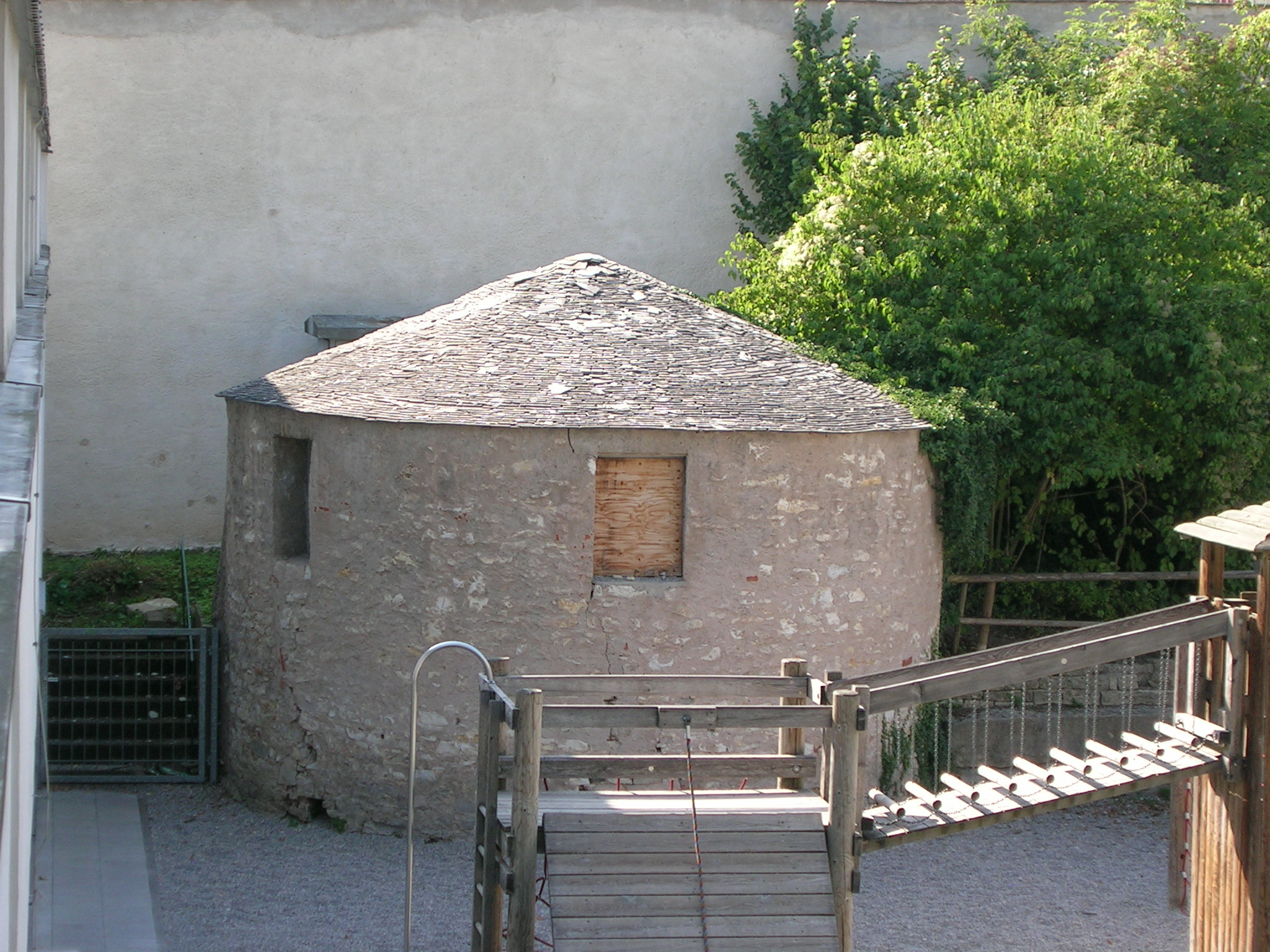
Wehrerker Am Graben 9
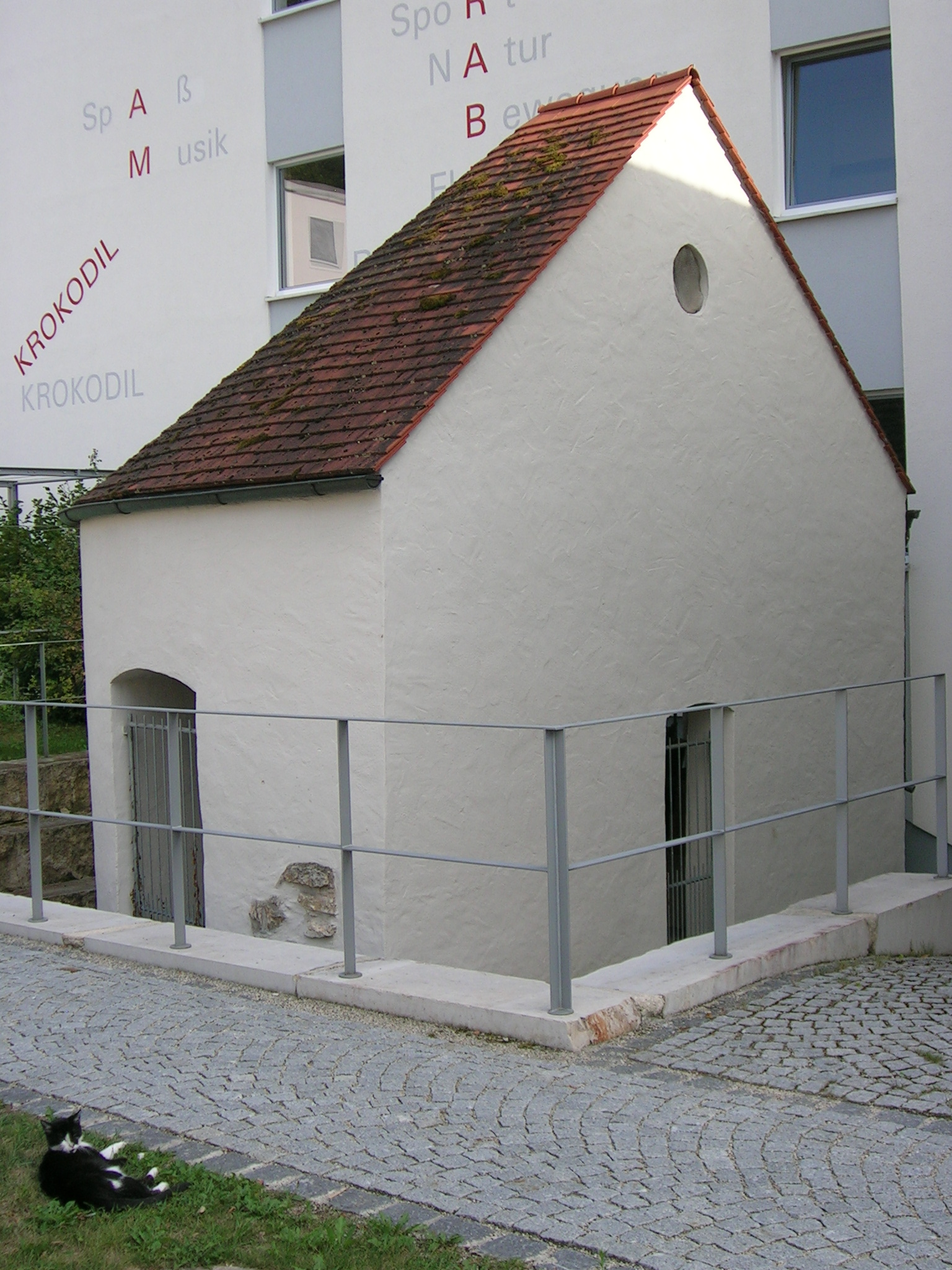
Halbturm Am Graben 11
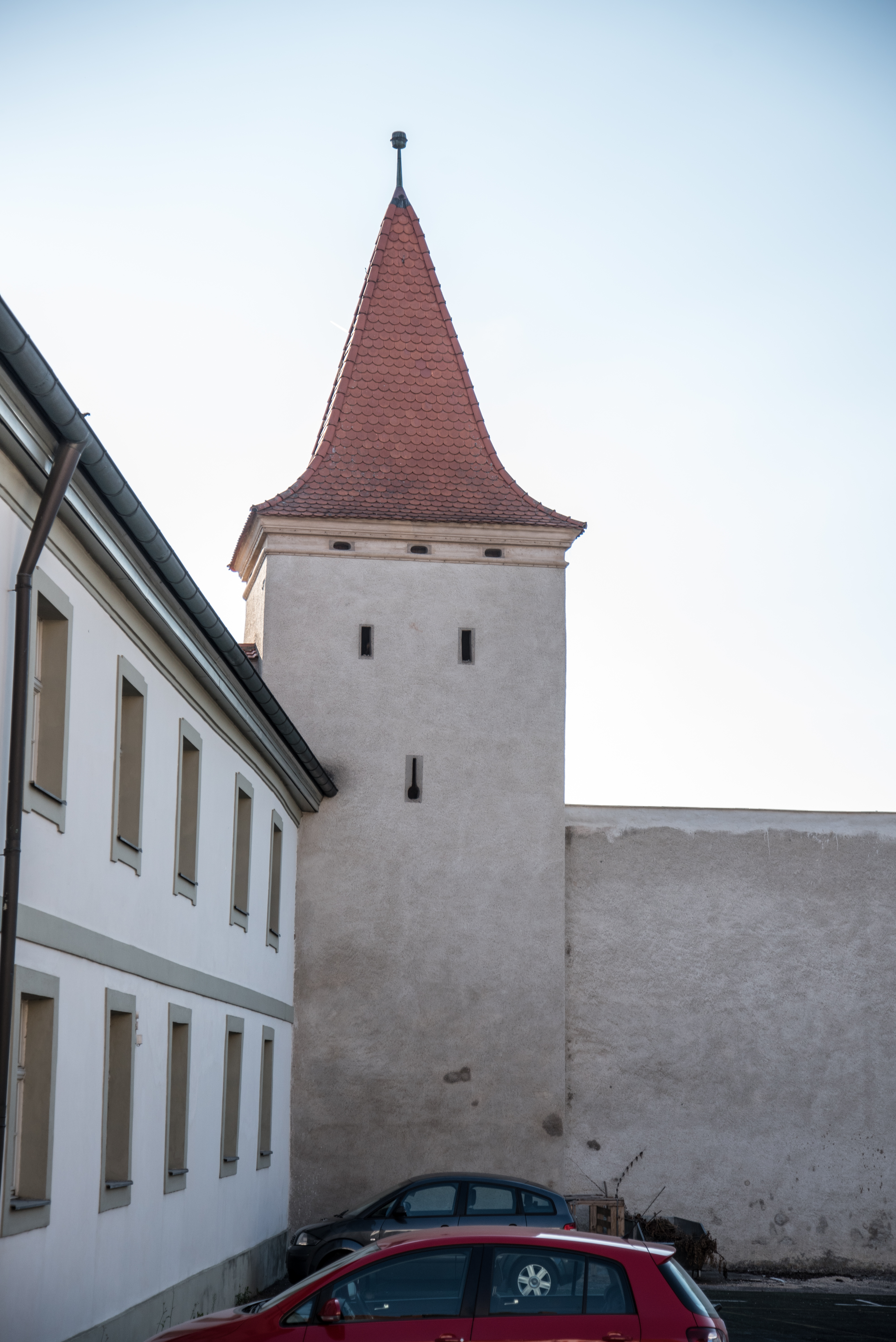
Turm Luitpoldstraße 8
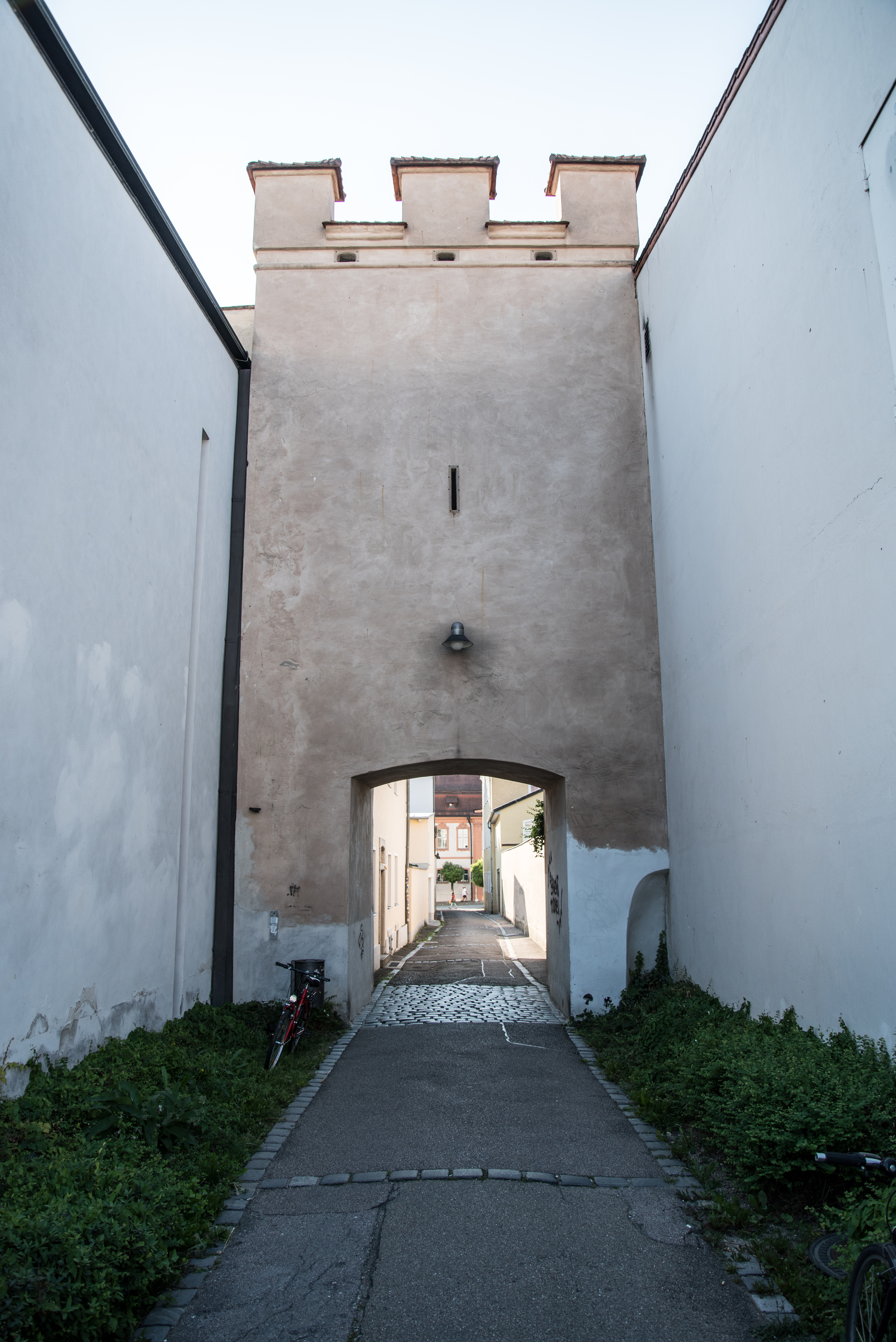
Turm im Bereich Wohlmuthgasse 2

im Süden:
- Mauerreste und drei Befestigungstürme hinter Residenzplatz 16, 18/30 und hinter Leonrodplatz 5 (Lage)
- Jakobturm beim Priesterseminar (hinter Leonrodplatz 5) (Lage)
- Sogenannter Gärtnerturm (hinter Residenzplatz 18, 30) (Lage)
- Turm (hinter Residenzplatz 16) (Lage)

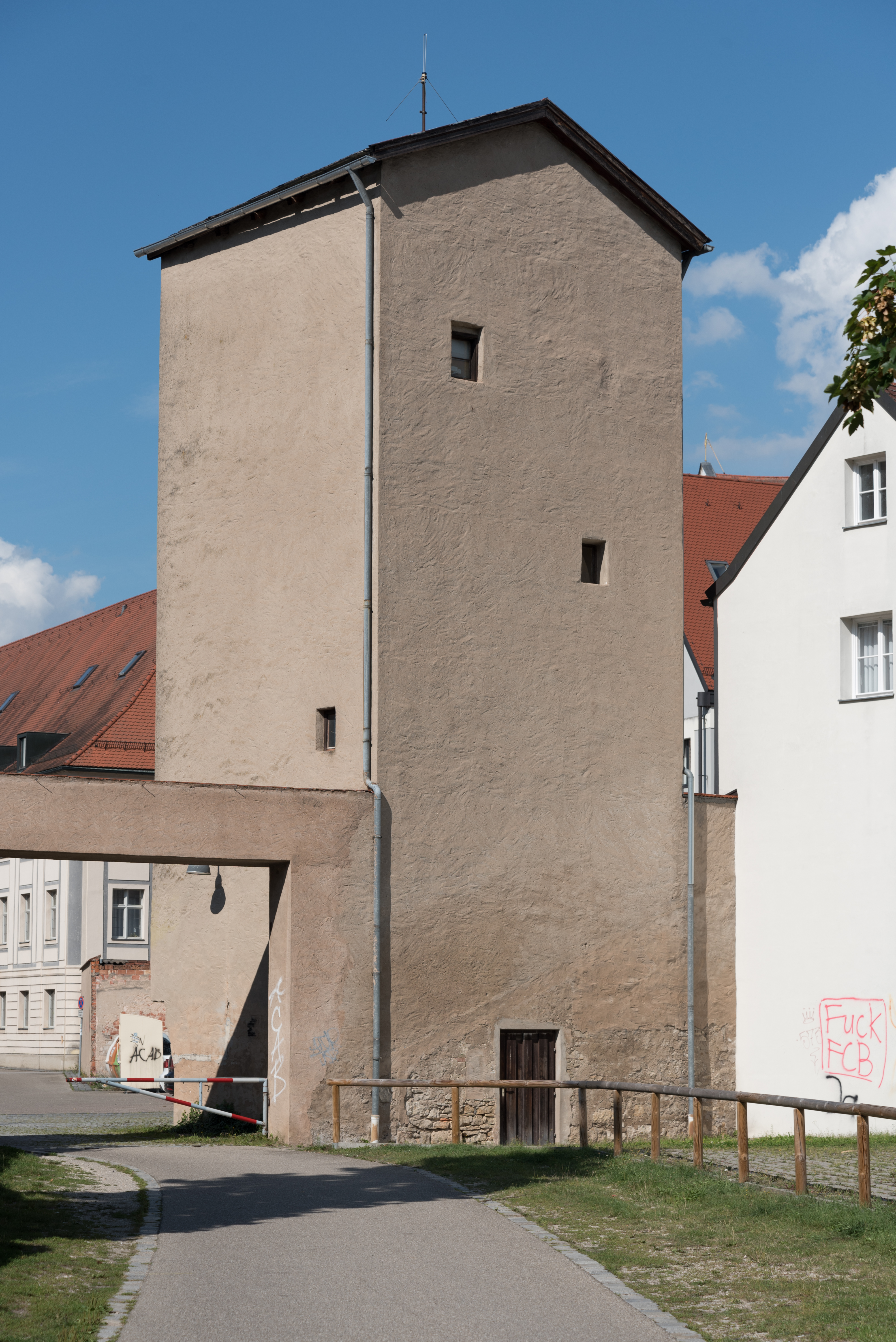
Jakobturm

Aktennummer: D-1-76-123-1
| Lage                                                                 | Objekt                                   | Beschreibung | Akten-Nr.               | Bild           |
| -------------------------------------------------------------------- | ---------------------------------------- | --- | ----------------------- | -------------- |
| Am Zwinger 2; Am Zwinger 4; Am Zwinger 7; Nähe Am Zwinger (Standort) | Hoftor                                   | Teil der ehemaligen Zwingeranlage, mit Hoftor des 18. Jahrhunderts (siehe Stadtbefestigung). | D-1-76-123-19 Wikidata  | weitere Bilder |
| Am Zwinger; Am Zwinger 7; Am Zwinger 9 (Standort)                    | Alte Kaserne                             | Sogenannte Alte Kaserne und ehemalige Zollkassierswohnung, Komplex aus drei aneinandergebauten Gebäuden, nach Westen schräg vor die Stadtmauer gesetzt, die Nr. 9, der östliche ursprünglich zweigeschossige, später aufgestockte dreigeschossige Flachwalmdachbau, bildet mit dem mit ihr in einer Flucht stehenden Südteil der Nr. 7 als langgestreckter Bau den nördlichen Abschluss des Zwingerplatzes, Mitte 17. Jahrhundert, 1786–1806 als „Soldaten-Arrestanten-Haus“ bzw. „Stockhaus“ eingerichtet; der südliche bzw. vordere Teil der Nr. 7 zweigeschossig mit Flachsatteldach, die ältesten datierbaren Ständer circa 1646 dendrologisch datiert, alle weiteren um 1700 dendrochronologisch datiert; der rückwärtig nachträglich firstparallel angebaute Nordteil von Nr. 7 ist ein zum Ökonomiehof gerichtetes Wohn- und Werkstattgebäude, zweigeschossig mit Satteldach, 1701/02 dendrologisch datiert, Renovierungen im 20. Jahrhundert; im westlich anschließenden Hof Scheune mit zwei Hoftoren, 18. Jahrhundert (siehe auch Stadtbefestigung). | D-1-76-123-20 Wikidata  | weitere Bilder |
| Fuchsbräugasse 3 (Standort)                                          | Wehrturm                                 | Mittelalterlicher Wehrturm der Stadtbefestigung (siehe auch dort), durch Wohnhaus des 18. Jahrhunderts umbaut. | D-1-76-123-71 Wikidata  | weitere Bilder |
| Westenstraße 45/47 (Standort)                                        | Stadtmauerrest mit Hochwasserstandsmarke | Mittelalterlicher Stadtmauerrest mit Hochwasserstandsmarke von 1784; zwischen Haus Nr. 45 und 47. | D-1-76-123-284 Wikidata | weitere Bilder |

## Baudenkmäler nach Gemeindeteilen

### Eichstätt
| Lage                                                                                   | Objekt                                                                                   | Beschreibung | Akten-Nr.               | Bild                                               |
| -------------------------------------------------------------------------------------- | ---------------------------------------------------------------------------------------- | --- | ----------------------- | -------------------------------------------------- |
| Am Graben 17 (Standort)                                                                | Wohnhaus                                                                                 | Walmdachbau mit Giebelrisalit und Putzgliederungen, erbaut 1890/91; im Inneren reiche dekorative Malereien in Schablonentechnik, um 1900. | D-1-76-123-366 Wikidata | weitere Bilder                                     |
| Am Graben 26 (Standort)                                                                | Ehemalige Klosterschule                                                                  | Ehemalige Klosterschule von Notre Dame (bzw. Schulhaus der Externen), jetzt zweites evangelisch-lutherisches Pfarrhaus; abgewinkelter zweigeschossiger Bau mit flachgeneigtem Walmdach und Putzgliederung, von Gabriel de Gabrieli, 1724 dendrochronologisch datiert (siehe auch: Kloster Notre Dame, Notre Dame 1 und Kardinal-Preysing-Platz 8–14). | D-1-76-123-11 Wikidata  | weitere Bilder                                     |
| Am Graben 32 (Standort)                                                                | Ehemaliges Handwerkerhaus                                                                | Ehemaliges Handwerkerhaus (Weberhaus), giebelständiger, rückseitig an die Stützmauer des Kugelbergs angelehnter Flachsatteldachbau mit Fachwerk-Kniestock, um 1700 erbaut, nach Mitte 18. Jahrhundert renoviert mit Ausmauerung des ehemaligen Fachwerk-Obergeschosses unter Erhalt der bauzeitlichen Bohlenbalkendecke, Renovierung um 1970. | D-1-76-123-400 Wikidata | weitere Bilder                                     |
| Am Graben 34 (Standort)                                                                | Ehemaliges Stadtbauernhaus                                                               | Giebelständiger Flachsatteldachbau, zweigeschossig mit verputztem Fachwerk-Kniestock und giebelseitiger ehemaliger Tenneneinfahrt, über Erdgeschoss des späten 17. Jahrhunderts um 1792 ausgebaut (Obergeschoss und Dachwerk dendrologisch datiert), im 20. Jahrhundert vereinfacht (Renovierungen 1925 und um 1960). | D-1-76-123-401 Wikidata | weitere Bilder                                     |
| Am Graben 36 (Standort)                                                                | Ackerbürgerhaus                                                                          | Giebelständig in Jurabauweise, mit Kalkplattendach, zweigeschossig mit Kniestock, Erdgeschoss um 1627–1634 dendrologisch datiert, Türsturz bezeichnet mit dem Jahr 1635, Dachwerk 1688 dendrologisch datiert, im zweigeschossigen Vorbau mit Pultdach Ladenfenster des späten 19. Jahrhunderts. | D-1-76-123-12 Wikidata  | weitere Bilder                                     |
| Am Kugelberg (Standort)                                                                | Ehemaliger Domherrengarten                                                               | Ummauerte und terrassierte Anlage, wohl im letzten Viertel des 18. Jahrhunderts neu gestaltet, mit Freitreppe und drei kleinen Pavillons; am Südhang des Kugelbergs oberhalb von Haus Nr. 37 und 39. | D-1-76-123-389 Wikidata | weitere Bilder                                     |
| Am Kugelberg 1 (Standort)                                                              | Wohnhaus                                                                                 | In Jurabauweise, über hohem Sockel zweigeschossig mit Kniestock, giebelseitig mit gerader zweiläufiger Freitreppe und Sandsteinportal mit barockem Oberlicht, erste Hälfte 18. Jahrhundert, wohl auf älterem Kern. | D-1-76-123-14 Wikidata  | weitere Bilder                                     |
| Am Kugelberg 2 (Standort)                                                              | Wohnhaus                                                                                 | In Jurabauweise, kleiner eingeschossiger giebelständiger Bau, bezeichnet mit dem Jahr 1744. | D-1-76-123-15 Wikidata  | weitere Bilder                                     |
| Am Kugelberg 8 (Standort)                                                              | Kleines zweigeschossiges Haus                                                            | In Jurabauweise, giebelständig mit Kalkplattendach, um 1721 dendrologisch datiert, ehemals horizontal geteilt mit separater Außenschließung beider Stockwerke entsprechend der Hangsituation. | D-1-76-123-367 Wikidata | weitere Bilder                                     |
| Am Kugelberg 31 (Standort)                                                             | Ehemaliges Gartenhaus                                                                    | Kleiner, in den steil abfallenden Hang gebauter Massivbau mit teilweise freiliegendem Untergeschoss, flachem Walmdach und Kalkplattendeckung, als Teil des benachbarten ehemaligen Domherrengartens errichtet Ende 18. Jahrhundert, später zu Wohnzwecken ausgebaut. | D-1-76-123-463 Wikidata | weitere Bilder                                     |
| Am Kugelberg 39 (Standort)                                                             | Ehemaliges Stadtbauernhaus                                                               | In Jurabauweise, giebelständig, zweigeschossig mit Kniestock und flachgeneigtem Satteldach, Stichbogenfenster, erste Hälfte 18. Jahrhundert. | D-1-76-123-16 Wikidata  | weitere Bilder                                     |
| Am Salzstadel 2 (Standort)                                                             | Wohnhaus                                                                                 | Mit großer Hofdurchfahrt, Obergeschosse in Fachwerk, verputzt, Kalkplattendach, wohl 18. Jahrhundert; baulich verbunden mit Nr. 3. | D-1-76-123-18 Wikidata  | weitere Bilder                                     |
| Am Salzstadel 3 (Standort)                                                             | Wirtschaftsgebäude und Werkstatt                                                         | Giebelständiger zweigeschossiger verputzter Massivbau mit Kniestock und flachgeneigtem Satteldach, die Öffnungen unter dem erhaltenen Kranausleger um 2000 verändert, am breiten korbbogigen Einfahrtstor bezeichnet mit dem Jahr 1768. | D-1-76-123-17 Wikidata  | weitere Bilder                                     |
| Am Salzstadel 6 (Standort)                                                             | Ehemaliges Lagerhaus                                                                     | Giebelständiger Satteldachbau mit Kranausleger über zu Fenstern umgebauten Aufzugsluken, wohl 17. Jahrhundert, Obergeschoss um Mitte 19. Jahrhundert ausgebaut, Sanierung 2008. | D-1-76-123-369 Wikidata | weitere Bilder                                     |
| Am Schellenberg; Auf der Willibaldsburg; Burgstraße 19; Nähe Willibaldsburg (Standort) | Willibaldsburg                                                                           | Heute Juramuseum; langgestreckte, auf einer Bergzunge gelegene Burganlage, von Befestigungsgürtel umgeben, begründet 1355 durch Fürstbischof Berthold, 1973–1976 von Karljosef Schattner zum Museum umgebaut; Vorburg: Erste Anlage Ende 14. Jahrhundert, Torbau mit nördlich angeschlossenem Stallbau, Anfang 17. Jahrhundert, auf Grundlage des 14. bis 16. Jahrhunderts, ehemaliges Spital, wohl 17. Jahrhundert, ausgebaut 1784 durch Maurizio Pedetti als Zuchthaus (zwei Mansarddachtrakte), ehemalige Zuchthauskapelle, Rundbau, gleichzeitig von Pedetti; ehemaliges Zeughaus, großer Rechteckbau nördlich des Torhauses, zweites Viertel 17. Jahrhundert; Schaumbergbau (mittlerer Teil der Burg), ehemals (bis 1870) vierseitig geschlossene Anlage, Gebäuderest an der Nordostseite mit Erker erhalten, um 1575, jetzt Burgschänke; rückwärtig Reste des Dirlitzturms, spätmittelalterlich; Gemmingenbau (Westteil der Burg), Hochrenaissanceanlage nach Plänen von Elias Holl 1609 und Folgejahre, um einen Innenhof geschlossener Dreiflügelbau, Haupttrakt im Westen mit talseitiger Zweitürmefront (vor 1829 mit weiterem Obergeschoss und Turmobergeschossen mit Zwiebelhauben), Südflügel mit erdgeschossigen Hofarkaden, Nordflügel im Kern spätmittelalterlich, bezeichnet mit dem Jahr 1495, Schildmauer im Osten spätmittelalterlich; Befestigungsgürtel; Gräben, Zwinger, Bastionen (Schellenbergbastion und Schmiedbastion im Osten, Hofmühlbastion und Nordbastion im Westen), Ringmauern, Kurtinen, Lünetten, 14. bis Anfang 18. Jahrhundert | D-1-76-123-46 Wikidata  | weitere Bilder                                     |
| Antonistraße 1 (Standort)                                                              | Steinfigur                                                                               | Figur des Hl. Antonius, spätgotische Steinfigur, 15. Jahrhundert, ursprünglich im Kapuzinerkloster, Mitte 20. Jahrhundert hier aufgestellt. | D-1-76-123-441 Wikidata | Steinfigur                                         |
| Antonistraße 2 (Standort)                                                              | Ehemaliger Sommerkeller des „Bummerlbräu“                                                | Langgestreckte, in drei Abschnitte unterteilte Kelleranlage mit leicht abgeflachtem Bruchstein-Tonnengewölbe, wohl 17. Jahrhundert, vor 1721, am ehemaligen Kellergebäude korbbogiges Torgewände aus Sandstein, um 1800, darüber Steintafel mit Bräuwappen, bezeichnet mit dem Jahr 1828. | D-1-76-123-21 Wikidata  | Ehemaliger Sommerkeller des „Bummerlbräu“          |
| Antonistraße 4; Antonistraße 6; Antonistraße 8 (Standort)                              | Ehemaliges Ökonomiegebäude des Klosters Notre Dame                                       | Ursprünglich bestehend aus Stadel (Nr. 4), Stall (Nr. 6) und Wohngebäude des Ökonomieverwalters (Nr. 8), stattliche zweigeschossige geschlossene traufständige Anlage in Jurabauweise mit großem rundbogigen Scheunentor, 1721–1727, wohl von Giovanni Domenico Barbieri, bei Renovierung das Stallgebäude 1966 zu einem Wohnhaus umgewandelt die Rückseiten von Nr. 4 und Nr. 6 stark überformt. | D-1-76-123-22 Wikidata  | Ehemaliges Ökonomiegebäude des Klosters Notre Dame |
| Antonistraße 31 (Standort)                                                             | Wohnhaus                                                                                 | Jurabauweise, giebelständig, zweigeschossig mit ausgebautem Kniestock, ursprünglich mit drei Eingangstüren für jedes Geschoss ohne innere Treppenverbindung, auf Kern des 17. Jahrhunderts, barocke Haustür in Steingewände mit bleiverglastem Oberlicht, darüber Relief Maria als Himmelskönigin im Strahlenkranz, 18. Jahrhundert. | D-1-76-123-24 Wikidata  | weitere Bilder                                     |
| Antonistraße 41 (Standort)                                                             | „Pfarrstiftszehentstadel“                                                                | Ehemaliger Zehentstadel, giebelständig mit Kalkplattendach, Bruchsteinmauerwerk im Obergeschoss durch innen liegendes Fachwerk verstärkt, erste Hälfte 18. Jahrhundert. | D-1-76-123-370 Wikidata | weitere Bilder                                     |
| Antonistraße 53 (Standort)                                                             | Wohnhaus                                                                                 | In Jurabauweise, erdgeschossig mit fachwerksichtigem Kniestock, vor 1796. | D-1-76-123-25 Wikidata  | Wohnhaus                                           |
| Antonistraße 59 (Standort)                                                             | Orgelbauwerkstätte                                                                       | Breitgelagerter dreiteiliger Bau, eingeschossiger traufständiger Mittelteil mit Werkstatt, zweigeschossige giebelständige Kopfbauten mit flachgeneigten Satteldächern (westlich Atelier, östlich Wohnhaus) giebelseitig an den Mittelbau angesetzt, 1900. | D-1-76-123-26 Wikidata  | weitere Bilder                                     |
| Aumühle (Standort)                                                                     | Aumühlbrücke                                                                             | Mit drei tonnengewölbten Jochen, Kalkstein, 1781; Brückenfigur des Hl. Johann Nepomuk, gleichzeitig, von Ignaz Alexander Breitenauer; 1977 um ein viertes Joch erweitert. | D-1-76-123-27 Wikidata  | weitere Bilder                                     |
| Aumühle 4 (Standort)                                                                   | Wegkreuz                                                                                 | Gegenüber Aumühle, überlebensgroßes Holzkreuz mit eisernem Bügeldach, Ende 19. Jahrhundert. | D-1-76-123-456 Wikidata | Wegkreuz                                           |
| Aumühle 7 (Standort)                                                                   | Mühlengebäude                                                                            | Im Kern 16./17. Jahrhundert, durch Wappenstein bezeichnet mit dem Jahr 1538, Türgewände bezeichnet mit dem Jahr 1725, zur dreigeschossigen Kunstmühle ausgebaut 1922, heute Sägemühle; rundbogigem Türgewände und Kalkplattendach, 17./18. Jahrhundert, aufgemalte Fenster und Ovalfenster am Kniestock, 18. Jahrhundert. | D-1-76-123-28 Wikidata  | weitere Bilder                                     |
| Bahnhofplatz 1 (Standort)                                                              | Hl. Geist-Spitalkirche                                                                   | Frühbarocker Wandpfeilerbau mit Satteldach, 1698–1703 von Giovanni Giacomo Engl errichtet, in baulicher Einheit mit dem viergeschossigen Spitalgebäude (Neubau in historischer Gestalt), der ehemalige steinerne Giebelreiter 1834 durch einen hölzernen ersetzt; mit Ausstattung. | D-1-76-123-29 Wikidata  | weitere Bilder                                     |
| Bahnhofplatz 12 (Standort)                                                             | Steilgiebelhaus                                                                          | Östlich der ehemaligen Fischersiedlung, Bruchstein und Fachwerkkonstruktion, im Kern Mitte 17. Jahrhundert; in Hauswand eingelassenes Kalksteinrelief mit Mariae Verkündigung, bezeichnet mit dem Jahr 1704. | D-1-76-123-30 Wikidata  | weitere Bilder                                     |
| Bahnhofplatz 13 (Standort)                                                             | Wohnhaus                                                                                 | Ehemaliges Büchsenmacheranwesen, zweigeschossiger giebelständiger Flachsatteldachbau in Jurabauweise mit Kniestock, Kalkplattendach, Türstock beziffert 1735, im Kern älterer Bestand. | D-1-76-123-471 Wikidata | weitere Bilder                                     |
| Bahnhofplatz 17 (Standort)                                                             | Bahnhofsgebäude                                                                          | Zweigeschossiger Trakt mit Eckpavillons und Walmdach, neubarock, erbaut 1898–1900; Güterhalle in Massivbauweise mit Verladerampe und Büro in Holzbauweise unter gemeinsamem flachgeneigtem Satteldach, 1898–1900. | D-1-76-123-31 Wikidata  | weitere Bilder                                     |
| Brodhausgasse 1 (Standort)                                                             | Bürgerhaus                                                                               | Dreigeschossig, über dem ersten Obergeschoss auskragend, traufständig mit Zweichgiebel, mit Spitzbogenportal und Stufenanstieg an der Seite zu Marktplatz 9, spätmittelalterlich, wohl 1453 dendrologisch datiert, 1988–1989 fachwerksichtig restauriert. | D-1-76-123-33 Wikidata  | weitere Bilder                                     |
| Buchtal (Standort)                                                                     | Kapelle Mariä Urlaub                                                                     | Katholische Kapelle Mariä Urlaub, kleiner barocker Giebelbau, um 1700; mit Ausstattung | D-1-76-123-38 Wikidata  | Kapelle Mariä Urlaub                               |
| Buchtal 1 (Standort)                                                                   | Wohnhaus                                                                                 | Schmales giebelständiges Eckhaus in Jurabauweise mit Kalkplattendeckung, zweigeschossig mit Kniestock, erbaut im späten 17. Jahrhundert (Dachstuhl 1680 dendrologisch datiert), traufseitiger Ladenanbau mit Pultdach und Erneuerung des Innenausbaues 1865. | D-1-76-123-371 Wikidata | weitere Bilder                                     |
| Buchtal 2 (Standort)                                                                   | Bürgerhaus                                                                               | In Jurabauweise, zweigeschossig mit Kniestock, wohl frühes 18. Jahrhundert, Haustür und Türgewände des 18. Jahrhunderts von einem flachen Standerkervorbau von 1897 überfangen, aus dieser Zeit auch weitere starke Überformungen sowie der Einbau der Hauskapelle, das Gebäude, die Ausstattung und die Grundstückseinfriedung wurden 1977 grundlegend erneuert. | D-1-76-123-34 Wikidata  | Bürgerhaus                                         |
| Buchtal 5 (Standort)                                                                   | Bürgerhaus                                                                               | In Jurabauweise, giebelständig, zweigeschossig mit Kniestock, ehemals bezeichnet mit dem Jahr 1715, wohl auf älterem Kern, Jugendstil-Putzfassade und Ladenausbau des Erdgeschosses 1906/07. | D-1-76-123-35 Wikidata  | Bürgerhaus                                         |
| Buchtal 12 (Standort)                                                                  | Wohnhaus                                                                                 | Ehemaliges Nagelschmied-Anwesen, giebelständiges Eckhaus mit der Traufseite zum Sonnenwirtsgässchen, ursprünglich vertikal geteiltes Doppelhaus, Obergeschoss und ausgebauter Kniestock in verputztem Fachwerk, mit Kalkplattendach, um 1700. | D-1-76-123-372 Wikidata | Wohnhaus                                           |
| Buchtal 16; Buchtal 20 (Standort)                                                      | Ehemaliges Gasthaus                                                                      | Ehemaliges Gasthaus „Zum Stern“, traufständiges Wohnhaus (Nr. 16), Flachsatteldachbau mit breitem Zwerchhaus, Dachgeschoss 1678 (dendrochronologisch datiert auf), 1849 verändert, Haustürgewände mit Oberlicht bezeichnet mit dem Jahr 1733, Wandgemälde des Hl. Wendelin; giebelständiger Stadel (Nr. 18), Flachsatteldachbau mit flachbogiger Einfahrt, 1758 (dendrologisch datiert auf); ehemaliges Rossstallgebäude (Nr. 20), zweigeschossiger, traufständiger Satteldachbau, im Kern 1693–1700 (dendrologisch datiert auf). | D-1-76-123-36 Wikidata  | weitere Bilder                                     |
| Buchtal 23 (Standort)                                                                  | Wohnhaus                                                                                 | Giebelständig in Jurabauweise, zweigeschossig, Obergeschoss und Kniestock in verputztem Fachwerk, mit Kalkplattendach, 1690–1700 (dendrologisch datiert auf), ursprünglich geteiltes Stockwerkseigentum. | D-1-76-123-373 Wikidata | Wohnhaus                                           |
| Buchtal 25 (Standort)                                                                  | Wohnhaus                                                                                 | Giebelständig in Jurabauweise, mit Fachwerkobergeschoss und -kniestock, 1690–1700 (dendrologisch datiert auf), auf älteren Fundamenten errichtet. | D-1-76-123-374 Wikidata | weitere Bilder                                     |
| Buchtal 28 (Standort)                                                                  | Ökonomiegebäude                                                                          | Zugehöriges stattliches Ökonomiegebäude, zweigeschossig mit Kniestock und mit Rundbogenfenstern, klassizistisch, 1896. | D-1-76-123-37 Wikidata  | Ökonomiegebäude                                    |
| Burgstraße 9 (Standort)                                                                | Kleiner Heustadel                                                                        | Ehemaliger kleiner Heustadel der fürstbischöflichen Hofmeisterei („Burgstadel“), später Bauernhaus, langgestreckter Satteldachbau mit giebelseitig erschlossenem Wohnteil und dreischiffigem Stall-/Tennenteil, auf Grundlage des späten 17. Jahrhunderts um 1820 zum Bauernhaus ausgebaut; am Grundstückszugang als Toraufsatz Gemmingenwappen, zwei Kartuschen mit Maskaron, um 1600. | D-1-76-123-45 Wikidata  | weitere Bilder                                     |
| Büttelgasse 1 (Standort)                                                               | Bürgerhaus                                                                               | Schmaler viergeschossiger giebelständiger Bau mit auskragenden Obergeschossen, baulich verbunden mit Nr. 3, wohl 16. Jahrhundert. | D-1-76-123-39 Wikidata  | weitere Bilder                                     |
| Büttelgasse 4 (Standort)                                                               | Kleines Handwerkerhaus                                                                   | Traufständig, dreigeschossig, straßenseitig breites Stichbogenfenster, rückwärtig ein tonnengewölbter Raum im Erdgeschoss, Türeinfassung mit Oberlicht, 18. Jahrhundert, 1989 für Dachgeschossausbau erhöht. | D-1-76-123-42 Wikidata  | Kleines Handwerkerhaus                             |
| Büttelgasse 7 (Standort)                                                               | Handwerkerhaus                                                                           | Giebelständig, dreigeschossig mit Kniestock und Flachsatteldach, barockes Gemälde, Flucht nach Ägypten, 18. Jahrhundert. | D-1-76-123-43 Wikidata  | weitere Bilder                                     |
| Büttelgasse 9 (Standort)                                                               | Handwerkerhaus                                                                           | Giebelständig, dreigeschossig mit Kniestock, kleiner Pultdachanbau nördlich, Rundbogenportal und Stichbogenfenster, 17. Jahrhundert, wohl auf älterem Kern. | D-1-76-123-44 Wikidata  | weitere Bilder                                     |
| Clara-Staiger-Straße 31 (Standort)                                                     | Wohnhaus                                                                                 | zweigeschossiges Gebäude mit flachem Satteldach, in Jurabauweise, teilweise Fachwerk, 1630 (dendro.dat.), um 1706 (dendro.dat.) erweitert, teilweise verändert | D-1-76-123-720          | BW                                                 |
| Domplatz (Standort)                                                                    | Kriegerdenkmal                                                                           | Neuromanisch, hohes Postament mit eine Löwenfigur tragender Säule, 1911 von Heinrich Waderé. | D-1-76-123-59 Wikidata  | weitere Bilder                                     |
| Domplatz 1 (Standort)                                                                  | Eckhaus                                                                                  | Dreigeschossiges traufständiges Eckhaus zur Pfarrgasse, über mittelalterlicher gewölbter Kelleranlage im 18. Jahrhundert wohl als Domherrenhaus weitgehend neu erbaut und ausgestattet; Außenerscheinung im 20. Jahrhundert vereinfacht und Erdgeschoss entkernt. | D-1-76-123-402 Wikidata | weitere Bilder                                     |
| Domplatz 2 (Standort)                                                                  | Bürgerhaus                                                                               | Mansardwalmdach mit Zwerchhäuschen, zwei Eckerker, Tordurchgang zum Marktplatz, Hofportal bezeichnet mit dem Jahr 1810. | D-1-76-123-48 Wikidata  | weitere Bilder                                     |
| Domplatz 3 (Standort)                                                                  | Ehemaliger Domherrenhof Speth                                                            | Jetzt Gasthaus „Krone“; ehemals befestigte, geschlossene Vierflügelanlage; Wohnhaus, jetzt Gasthaus, zum Domplatz dreigeschossiger, barocker Giebelbau mit Eckerker, bezeichnet 1675, traufständiger, zweigeschossiger Westflügel mit rundbogigem Einfahrtstor, von Giovanni Giacomo Engl; nördlich anschließend fünfgeschossiger, mittelalterlicher Wohnturm mit Zeltdach und Eckquaderung, 13. Jahrhundert, 1690 erhöht, barock stuckierter Turmsaal, gleichzeitig. | D-1-76-123-49 Wikidata  | weitere Bilder                                     |
| Domplatz 4 (Standort)                                                                  | Ehemaliges Chorvikarierhaus                                                              | Kleiner, zweigeschossiger Traufseitbau, an der Nordseite vorkragendes Obergeschoss, im Kern von 1542 (dendrologisch datiert), 1763 barockisiert, über dem Eingang spätgotischer Konsolstein. | D-1-76-123-50 Wikidata  | weitere Bilder                                     |
| Domplatz 5 (Standort)                                                                  | Ehemaliger Domherrenhof Arzat-Gebsattel                                                  | Elfachsiger Barockbau mit Mansarddach, um 1715 von Gabriel de Gabrieli erbaut, Stuckfassade um 1770/80; spätmittelalterlicher Seitenflügel mit Wappensteinen, 16. Jahrhundert und 1715 (siehe auch Widmanngasse 2). | D-1-76-123-51 Wikidata  | weitere Bilder                                     |
| Domplatz 7 (Standort)                                                                  | Postamt                                                                                  | Zweigeschossige dreiflügelige neubarocke Anlage in Art eines Stadtpalais, der straßenseitige Traufenbau mit Mittelrisalit, Lisenen- bzw. Pilastergliederung, rustiziertem Erdgeschoss und seitlichem Hofportal mit Gangpforte, erbaut 1903. | D-1-76-123-52 Wikidata  | weitere Bilder                                     |
| Domplatz 8 (Standort)                                                                  | Ehemaliges Vizedomamt                                                                    | Barocker, dreigeschossiger Walmdachbau mit polygonalem Eckerker, von Giovanni Giacomo Engl 1694 unter Einbeziehung der Vorgängerbauten von 1634 und 1586 errichtet. | D-1-76-123-186 Wikidata | weitere Bilder                                     |
| Domplatz 10 (Standort)                                                                 | Katholischer Dom St. Mariä Himmelfahrt und St. Willibald                                 | Gotische Pfeilerhalle mit Querschiff, Ostchor und seitlichen Kapellenreihen, um 1350 bis 1396 unter Einbezug der romanischen Chorflankentürme von 1188 bis 1210 (Giebel und Helm am Nordturm 1280/90, am Südturm wohl 15. Jahrhundert) und des frühgotischen Westchors von 1256 bis 69 erbaut auf Grundlage frühmittelalterlicher Vorgängerbauten (8. bis 10. Jahrhundert) und des frühromanischen Doms (Weihe 1060), an der Langhausnordseite das als Vorhalle geöffnete gotische Hauptportal, bezeichnet mit dem Jahr 1396, mit Figurenschmuck um 1420/1440, Verlängerung des Westchors 1471, Kapitelsakristei vollendet 1480 von Matthäus Roritzer, bis 1616 Querhausgiebel in Formen der Spätrenaissance, barocke Westfassade des Doms am Willibaldschor 1714/18 von Gabriel de Gabrieli, Sakristei am Willibaldschor 1724, Renovierungen 1881–1893, 1939–1947 und 1971–1975; mit Ausstattung; - angeschlossener Domkreuzgang und Mortuarium – siehe Residenzplatz 5. | D-1-76-123-54 Wikidata  | weitere Bilder                                     |
| Domplatz 14 (Standort)                                                                 | Wohn- und Geschäftshaus                                                                  | Ursprünglich wohl Domkapiteloblei, später Nebengebäude der domkapitelschen Apotheke, dreigeschossiger Massivbau über ca. 3,5 Meter hohem, tonnengewölbtem Keller, flach geneigtes Walmdach mit Zwerchflügeln über den seitlichen Fensterachsen, an den Seiten an der Nordostecke bezeichnet mit dem Jahr 1487, Ladeneinbau 1881, Umbau erstes Obergeschoss bezeichnet mit dem Jahr 1890 am gusseisernen Balkongitter, Dach 1949, Veränderungen im Innern um 1975. | D-1-76-123-56 Wikidata  | Wohn- und Geschäftshaus                            |
| Domplatz 16 (Standort)                                                                 | Domapotheke                                                                              | Freistehender barocker Mansardwalmdachbau, Anfang 18. Jahrhundert, 1932 (Bezeichnet mit dem Jahr) überformt. | D-1-76-123-57 Wikidata  | weitere Bilder                                     |
| Domplatz 18 (Standort)                                                                 | Ehemalige Taufkapelle St. Johannes Baptist                                               | polygonal geschlossene dreijochige dreischiffige Halle, Neubau 1520–1527 auf den Resten der romanischen ehemaligen Domfriedhofskapelle, profaniert 1803. | D-1-76-123-58 Wikidata  | weitere Bilder                                     |
| Parkhausstraße; Frauenberg (Standort)                                                  | Sühnekreuz                                                                               | Kalkstein in Kreuzform, mittelalterlich; am östlichen Waldrand Richtung Parkhaus. | D-1-76-123-64 Wikidata  | weitere Bilder                                     |
| Frauenberg 11; Frauenberg 13 (Standort)                                                | Jurahaus                                                                                 | Giebelständiges Jurahaus, aus zwei Hausteilen mit jeweils eigenem Eingang, zweigeschossig, 1452–1462 dendrologisch datiert, Türgewände bezeichnet mit dem Jahr 1548. | D-1-76-123-60 Wikidata  | Jurahaus                                           |
| Frauenberg 52 (Standort)                                                               | Frauenbergkapelle                                                                        | Katholische Marienkapelle auf dem Frauenberg, kleiner längsrechteckiger Zentralbau mit abgerundeten Ecken und Doppelkuppel, östlicher Altarnische und kurzem westlichem Vorraum, 1738–1739 von Gabriel de Gabrieli; mit Ausstattung; das östlich angefügte heutige Mesnerhaus vor 1767 als Eremitenklause errichtet. | D-1-76-123-61 Wikidata  | weitere Bilder                                     |
| Frauenberg; Ochsenfelder Weg (Standort)                                                | Kreuzweg in Kastanienallee                                                               | 14 Kreuzwegstationen, Bildstöcke ehemals mit Gusseisenreliefs, 1856; in ab 1875 angepflanzter Kastanienallee. | D-1-76-123-62 Wikidata  | weitere Bilder                                     |
| Friedhofgasse 1 (Standort)                                                             | Wohnhaus                                                                                 | In Jurabauweise, Putzgliederungen über Fachwerk, frühes 18. Jahrhundert (vor 1761), hölzerner Türstock mit Oberlicht wohl 19. Jahrhundert, das aufgedoppelte Türblatt 18. Jahrhundert. | D-1-76-123-66 Wikidata  | Wohnhaus                                           |
| Friedhofgasse 4 (Standort)                                                             | Wohnhaus                                                                                 | Ursprünglich freistehendes zweigeschossiges Traufseithaus von 1616 (dendrologisch datiert), Wappenstein über Rundbogenportal, bezeichnet mit dem Jahr 1616, bauzeitlicher Inschriftstein mit Verszitat aus Psalm 127. | D-1-76-123-67 Wikidata  | Wohnhaus                                           |
| Friedhofgasse 10 (Standort)                                                            | Steintafel                                                                               | Mit beschrifteter Kartusche, bezeichnet mit dem Jahr 1557. | D-1-76-123-69 Wikidata  | Steintafel                                         |
| Gabrielistraße 1 (Standort)                                                            | Bürgerhaus                                                                               | Dreigeschossig, traufständig mit flach geneigtem Zwerchgiebel, Konsolerker und Putzfassade, Mitte 19. Jahrhundert, im Kern wohl älter. | D-1-76-123-72 Wikidata  | weitere Bilder                                     |
| Gabrielistraße 2, Marktgasse 1 (Standort)                                              | Bürgerhaus                                                                               | Viergeschossig, Ende 17. Jahrhundert, Stuckfassade um 1740. | D-1-76-123-73 Wikidata  | weitere Bilder                                     |
| Gabrielistraße 4, Marktgasse 3 (Standort)                                              | Wohnhaus Gabriel de Gabrielis                                                            | 1686 erbaut, dreigeschossig, mittig mit zweigeschossigem Erker und Zwerchhaus, barocke Fassadengestaltung von Gabriel de Gabrieli 1733. | D-1-76-123-74 Wikidata  | weitere Bilder                                     |
| Gabrielistraße 6, Marktgasse 5 (Standort)                                              | Stadtamtmannshaus und Stadtgericht                                                       | Wohn- und Geschäftshaus mit Gaststätte, dreigeschossiger Traufseitbau mit Zwerchhaus, von zwei Straßen aus erschlossen, wohl von Giovanni Giacomo Engl 1683. | D-1-76-123-461 Wikidata | weitere Bilder                                     |
| Gabrielistraße 8, Marktgasse 7 (Standort)                                              | Bürgerhaus                                                                               | Dreigeschossig mit Mittelerker, wohl Ende 17. Jahrhundert, barocke Stuckfassade bezeichnet mit dem Jahr 1738. | D-1-76-123-75 Wikidata  | weitere Bilder                                     |
| Galgenberg (Standort)                                                                  | Henkerskapelle auf dem Hochgericht                                                       | Am ehemaligen Galgenberg, stattliche giebelständige Wegkapelle mit Kreuzigungsgruppe und Kalkplattendeckung, bezeichnet mit dem Jahr 1788. | D-1-76-123-156 Wikidata | weitere Bilder                                     |
| Gesellenhausweg 3 (Standort)                                                           | Ehemaliges Gartenhaus                                                                    | Unterbau aus längsgerichtetem, tonnengewölbtem Keller und hohem Lagergeschoss, wohl erste Hälfte 18. Jahrhundert, zum Teil in den Hang reichend, 1895 Wohnungseinbau im Obergeschoss (ehemaliger Tanzsaal) und Aufstockung um Kniestock mit flachgeneigtem Satteldach (ursprünglich Gartenhaus von Kolpingstraße 3, siehe dort). | D-1-76-123-408 Wikidata | weitere Bilder                                     |
| Glasgarten 13 (Standort)                                                               | Gartenmauer                                                                              | Seitliche Gartenmauern des sogenannten Glasgartens und rückwärtiger Mauerzug entlang der Gottesackergasse, 17. Jahrhundert, letzterer mit rundbogigem Steinportal, bezeichnet mit dem Jahr 1604 (zwischen Gottesackergasse 12 und 16) | D-1-76-123-170 Wikidata | weitere Bilder                                     |
| Glasgarten 9; Glasgarten 11 (Standort)                                                 | Gartenpavillons                                                                          | Zwei gleichartige Gartenpavillons mit Walmdächern, um 1782/83 (dendrologisch datiert), wohl von Maurizio Pedetti; Glasgarten 9 und 11, ehemals zugehörig zum Gärtnerei-Anwesen Ostenstraße 17 (siehe auch dort). | D-1-76-123-79 Wikidata  | weitere Bilder                                     |
| Nähe Gottesackergasse (Standort)                                                       | Ostenfriedhof                                                                            | Anlage 1535, erweitert 1607 und im 19. Jahrhundert; Umfassungsmauer mit Grabdenkmälern des 16. bis späten 19. Jahrhunderts; katholische Friedhofskapelle Maria Schnee, ehemals Allerheiligenkapelle genannt, kleiner Saalbau mit offener Vorhalle und Dachreiter, bezeichnet mit dem Jahr 1535, umgebaut 1717, Veränderungen 1790; mit Ausstattung; Ölberg, 16. Jahrhundert; Gedenkobelisk, erstes Drittel 19. Jahrhundert; zwei klassizistische Soldatendenkmäler, 1827 und 1832; Aussegnungshalle, neuromanisch, 1886; Grabdenkmäler des 16. bis 20. Jahrhunderts. | D-1-76-123-78 Wikidata  | weitere Bilder                                     |
| Gottesackergasse 12 (Standort)                                                         | Wohnhaus                                                                                 | Kleines zweigeschossiges Wohnhaus mit Mansardwalmdach, in der Art der barocken Gartenpavillons, erdgeschossiges Zeichenatelier von 1898, aufgestockt und zum Wohnhaus ausgebaut 1922. | D-1-76-123-390 Wikidata | weitere Bilder                                     |
| Gottesackergasse 16; Gottesackergasse (Standort)                                       | Ehemaliger Gartenpavillon                                                                | Zweigeschossig über hohem Sockelgeschoss, mit Walmdach und aufgemalter Architekturgliederung, erbaut 1719 (dendrochronologisch datiert), die Nordwand gleichzeitig Teil der Gartenmauer; Gartenpfortenrahmung mit zwei Wappen; In der westlich anschließenden Gartenmauer Wandnische mit Angelus-Andachtsbild, 18. Jahrhundert | D-1-76-123-80 Wikidata  | weitere Bilder                                     |
| Gutenberggasse 1 (Standort)                                                            | Wohnhaus                                                                                 | Eckbau zur Gutenbergstraße polygonal abgeschrägter Front und mit vorkragendem Obergeschoss und Kniestock, im Kern 15./16. Jahrhundert | D-1-76-123-53 Wikidata  | weitere Bilder                                     |
| Heidingsfelderweg 88, Zum Tiefen Tal 2 (Standort)                                      | Ehemaliger Brauerei-Sommerkeller                                                         | Breitgelagerter Bau mit Portalrisalit und Legschieferdach, klassizistisch, bezeichnet mit dem Jahr 1837 | D-1-76-123-81 Wikidata  | Ehemaliger Brauerei-Sommerkeller                   |
| Hofgarten 1 (Standort)                                                                 | Teilbibliothek III                                                                       | Ehemalige Staats- und Bischöfliche Seminarbibliothek, heute Teilbibliothek III der Katholischen Universität Eichstätt-Ingolstadt, kubusförmiger, hoher Magazinbau mit Flachdach, Stahlbetonkonstruktion mit Sichtbetonscheiben, gegliedert durch vertikale Fensterstreifen, umfasst von eingeschossigen, verbundenen Flachdachtrakten, mit Einfriedung, von Karljosef Schattner, 1963–1965; gestaltete Grünfläche von Gerhart Teutsch, gleichzeitig | D-1-76-123-687 Wikidata | weitere Bilder                                     |
| Nähe Hofmühlstraße (Standort)                                                          | Lagerkeller                                                                              | Zweigeschossiger Keller mit vier Räumen und Einfahrt, laut Inschrift 1787 belegt, bis 1924 Lagerkeller der Hofmühl-Brauerei; Treppenstein, bezeichnet mit dem Jahr 1744, in der Terrassenmauer | D-1-76-123-154 Wikidata | weitere Bilder                                     |
| Hofmühlstraße 10 (Standort)                                                            | Fürstbischöfliche Hofmühle und Brauerei                                                  | Mehrflügelige Baugruppe mit mehreren Wappensteinen; Wohnbau aus zwei Flügeln mit Satteldach, im Kern Teile des 1492 bis 1515/1516 errichteten Ursprungsbaus, nach dem Brand von 1752 durch Pedetti und wohl Matthias Seybold wiederhergestellt, Tordurchfahrt und Erker bezeichnet mit dem Jahr 1680 und 1860 (Erneuerung); Ökonomiebauten, dreiteiliger Westflügel mit Kalkplattendach, bezeichnet mit dem Jahr 1516 und 1707; Ostflügel, dreigeschossiger Giebelbau, mit Wappenstein bezeichnet mit dem Jahr 1639 und Wappenstein von Christian Handschuher bezeichnet mit dem Jahr 1686 (modern erhöht), nördlich angeschlossener Langtrakt mit Satteldach und Gauben, bezeichnet mit dem Jahr 1515. | D-1-76-123-84 Wikidata  | weitere Bilder                                     |
| Industriestraße 13 (Standort)                                                          | Bildstock, sogenannte Martersäule                                                        | Pfeiler mit geschwungener Haube, in Kalkstein gearbeitet, mit Inschrift und abgesetztem Relieffeld, bezeichnet mit „1646“ | D-1-76-123-718          | BW                                                 |
| Ingolstädter Straße 3 (Standort)                                                       | Getreidekasten der Sebastiansbruderschaft                                                | Dreigeschossig mit Treppengiebeln, an Inschrifttafel mit Wappen bezeichnet mit dem Jahr 1521 (1520/21 dendrologisch datiert) (siehe auch Sebastiangasse 7) | D-1-76-123-86 Wikidata  | weitere Bilder                                     |
| Ingolstädter Straße 8 (Standort)                                                       | Wohnhaus                                                                                 | Jurahaus, zweigeschossiger, giebelständiger Flachsatteldachbau, 1688 (urkundlich), 1687 (dendrologisch datiert) Instandsetzung des Kernbaus des 16. Jahrhunderts, wohl zweitversetztes spätgotisches Türgewände, Renovierungen im 19. Jahrhundert und 20. Jahrhundert. | D-1-76-123-87 Wikidata  | Wohnhaus                                           |
| Ingolstädter Straße 32 (Standort)                                                      | Cobenzlschlösschen                                                                       | Querovaler, durch Attika überhöhter Mittelteil mit kurzen zweiachsigen Querflügeln, 1730/40 von Gabriel de Gabrieli erbaut, siebenachsiger östlicher Anbau, 1904, 1863–1964 Gaswerk; südlich Reste der Terrassenanlagen des Gartens; Am Hang Gartenpavillon, Giebelbau mit rückwärtigem Querflügel, 1730/40 von Gabriel de Gabrieli (Cobenzlweg 1) | D-1-76-123-88 Wikidata  | weitere Bilder                                     |
| Nähe Ingolstädter Straße 36 (Standort)                                                 | Gedenkstein                                                                              | Gedenkstein für den Stifter des Cobenzlparks, Ludwig von Cobenzl, von seinem Freund Wilhelm von Hompesch, beziffert 1789, 1793 errichtet. | D-1-76-123-698 Wikidata | weitere Bilder                                     |
| Ingolstädter Straße 36 (Standort)                                                      | Siechhof                                                                                 | Ehemaliger Siechhof St. Lazarus, durch Einfriedungsmauern miteinander verbundene Gebäudegruppe aus giebelständigem Pfarrhaus (sogenanntes Benefiziatenhaus), in Jurabauweise, 17./18. Jahrhundert, im Untergeschoss gotisch; ehemaliges Siechenhaus, später zur Scheune umgebaut, langgestreckter erdgeschossiger Bau mit Fachwerkkniestock, 1417 dendrochronologisch datiert; Siechenkapelle St. Lazarus und St. Magdalena, Saalbau mit Schweifgiebeln und mit eingezogenem Rechteckchor, 17. Jahrhundert, im Untergeschoss gotisch (1346 gestiftet) | D-1-76-123-89           | weitere Bilder                                     |
| Kapellbuck; Kapellbuck 3 (Standort)                                                    | Hoftor und Stützmauer                                                                    | Hoftor (Kapellbuck 3), bezeichnet mit dem Jahr 1568, und Stützmauer am Kapellbuck, 17./18. Jahrhundert | D-1-76-123-90 Wikidata  | weitere Bilder                                     |
| Kapellbuck 4 (Standort)                                                                | Wohnhaus                                                                                 | Zweigeschossig, mit ausgebautem Fachwerk-Kniestock und Kalkplattendach, 1723/24 dendrologisch datiert | D-1-76-123-365 Wikidata | weitere Bilder                                     |
| Kapellbuck 7 (Standort)                                                                | Wohnhaus                                                                                 | In Jurabauweise, zweigeschossiges Mittelflurhaus mit Kniestock und Kalkplattendach sowie Vortreppe, um 1700 bis 1716 (dendrologisch datiert) erneuert, auf älterem Fundament. | D-1-76-123-91 Wikidata  | weitere Bilder                                     |
| Kapuzinergasse 2 (Standort)                                                            | Kapuzinerkirche, Klostergebäude und Klostermauer                                         | Katholische Kapuzinerkirche Hl. Kreuz und zum Hl. Grab, erbaut 1623–1625, großer, im Stil von Bettelordenskirchen, betont schlicht gehaltener Saalbau mit eingezogenem, gerade geschlossenem Chor, der Chor 1905 um ein Bibliotheksgeschoss aufgestockt, südlich am Schiff die fast gleich hohe Kapelle für das Hl. Grab; mit Ausstattung; Heiliges Grab der Zeit um 1160, beim Abriss der Schottenkapelle 1610 abgetragen und 1623 am heutigen veränderten Standort nunmehr in Nord-Süd-Ausrichtung neu aufgemauert; von der Klosteranlage des 17. Jahrhunderts nur der Ostflügel erhalten, die übrigen 1986 abgebrochen und bis 1988 von dem Münchener Architekten Christian Kronenbitter durch einen in der Kubatur der alten Klosteranlage angepassten Neubau ersetzt; Brunnen im Hof bezeichnet mit dem Jahr 1621; Klostergarten mit Ummauerung, 17. Jahrhundert; im nördlichen Teilstück der Gartenmauer Figurennische mit überlebensgroßer, farbig gefasster Madonnenstatue, wohl Modell für die Marienfigur der Brunnensäule auf dem Residenzplatz, von Johann Jakob Berg, um 1778/80. | D-1-76-123-93 Wikidata  | weitere Bilder                                     |
| Kapuzinergasse 5 (Standort)                                                            | Sogenanntes Hirschbeck-Haus                                                              | Wohnhaus mit hohen Dachgaubenfenstern und abgetrepptem Zwerchgiebel zur Gartenseite, im Kern frühes 18. Jahrhundert, 1897 erhöht und überformt. | D-1-76-123-375 Wikidata | weitere Bilder                                     |
| Kapuzinergasse 1; Kapuzinergasse 3 (Standort)                                          | Gartenmauer mit Tor                                                                      | Zugehörige Gartenmauer mit Tor, 16./17. Jahrhundert, rundbogiges Tor bezeichnet mit dem Jahr 1560. | D-1-76-123-92 Wikidata  | weitere Bilder                                     |
| Kardinal-Preysing-Platz 1 (Standort)                                                   | Hofstall                                                                                 | Teil einer Vierflügelanlage, Anfang 18. Jahrhundert, neubarocker Ausbau mit Zwerchgiebel, Putzgliederung und Portal 1904; siehe auch Ostenstraße 1. | D-1-76-123-2 Wikidata   | Hofstall                                           |
| Kardinal-Preysing-Platz 3 (Standort)                                                   | Hofstall                                                                                 | Langgestreckter Giebelbau, mit Putzgliederungen, erste Hälfte 18. Jahrhundert; südlich anschließend Toreinfahrt und Gartenmauer, wohl Mitte 19. Jahrhundert. | D-1-76-123-3 Wikidata   | Hofstall                                           |
| Kardinal-Preysing-Platz 6 (Standort)                                                   | Huf- und Waffenschmiede                                                                  | Eckhaus mit Flachsatteldach, im Kern 1688/89 (dendrologisch datiert), Portal bezeichnet mit dem Jahr 1858, Vordach auf Gusseisenstützen und Eisenzaun, Ende 19. Jahrhundert; in der Werkstatt Kamin, Amboss, Gusseisenbrunnen, bezeichnet mit dem Jahr 1875; an der Nordseite des Hauses Wandbrunnen, Neurenaissance, und mehrere Gussplatten, wohl aus Obereichstätt, 18. und 19. Jahrhundert, rückwärtig zur Gottesackergasse Hoftor von 1881. | D-1-76-123-5 Wikidata   | Huf- und Waffenschmiede                            |
| Kipfenberger Straße 2 a (Standort)                                                     | Ehemalige Kuratiekirche, katholische Pfarrkirche „Zur Heiligen Familie“, Gemeindezentrum | bestehend aus Pfarrhaus und ehem. Kindergarten, Sichtbetonbau mit Ziegelausfachung und freistehendem Glockenturm, von Karljosef Schattner, unter Mitarbeit von Andreas Fürsich, 1963–65; mit Ausstattung; ehem. Kindergarten, heute Pfarrheim, eingeschossiger Betonfertigteilbau mit Kiespressdach, gleichzeitig; Pfarrhaus, zweigeschossiger Betonfertigteilbau, teils mit Backsteinausfachung, gleichzeitig; freistehender Glockenturm, Sichtbetonscheibe mit rechteckigem Glockenständer, Treppenanlage und quadratischer Vorhof der Kirche, gleichzeitig | D-1-76-123-682 Wikidata | weitere Bilder                                     |
| Kolpingstraße 1 (Standort)                                                             | Fürstbischöfliche Hausmeisterei                                                          | Ab 1884 Haus des katholischen Gesellenvereins, heute Kolpinghaus, stattliches Jurawohnhaus mit Straßendurchfahrt und rückwärtigem ehemaligem Wirtschaftsteil, nach Zerstörung im Dreißigjährigen Krieg 1692 vermutlich von Giovanni Giacomo Engl wiederaufgebaut, im Wappenstein bezeichnet mit dem Jahr 1692. | D-1-76-123-94 Wikidata  | weitere Bilder                                     |
| Kolpingstraße 3 (Standort)                                                             | Sogenanntes Hofer-Haus                                                                   | Ehemaliges Wohnhaus des Fürstbischöflichen Leibarztes Dr. Andreas von Starkmann, dreigeschossig mit flach geneigtem Kalkplattendach, im Kniestock Ovalfenster, um 1730, Erneuerung des Dachstuhls zwischen 1789 und 1802; mit Garteneinfriedung (ehemalig zugehöriger Gartenpavillon siehe Gesellenhausweg 3). | D-1-76-123-95 Wikidata  | weitere Bilder                                     |
| Kolpingstraße 9 (Standort)                                                             | Wohnhaus                                                                                 | Giebelständig mit Fachwerk-Kniestock und talseitig freiliegendem Keller, nach Brand 1794–1797 (1794/95 dendrologisch datiert) auf älterem Kern, steinernes Türgewände bezeichnet mit dem Jahr 1612, wohl vom Vorgängerbau, Relieftafel, Kreuzabnahme. | D-1-76-123-376 Wikidata | Wohnhaus                                           |
| Leonrodplatz (Standort)                                                                | Wittelsbacher Brunnen                                                                    | Neubarockes Brunnenbecken mit Ädikula von Carl Sattler, Ädikulafigur der Patrona Bavariae von Irene Hildebrand, bezeichnet mit dem Jahr 1906. | D-1-76-123-100 Wikidata | weitere Bilder                                     |
| Leonrodplatz 1; Leonrodplatz 3; Seminarweg 3; Wiesengäßchen (Standort)                 | Jesuitenkollegium mit Schutzengelkirche                                                  | Katholische Schutzengel-Kirche (Jesuitenkirche), Wandpfeilerbau mit eingezogenem Chor, Fassade mit geschweiftem Giebel, südlich zurückgesetzter Turm, 1617–1620 wohl von Hans Alberthal erbaut, nach Brand 1634 bis 1661 (Wiedereinwölbung) wiederaufgebaut durch Frater Oswald Kaiser, Neugestaltung im Innern 1717 mit Rokokostuckierung von Franz de Gabrieli und Fresken von Johann Michael Rosner, Renovierung 1961–1964; mit Ausstattung; ehemaliges Jesuitenkollegium, jetzt Bischöfliches Seminar, Komplex des 17. Jahrhunderts, Erweiterungen mit zwei Innenhöfen 1772 und 1930, Neu- und Umbau 1981–1984 durch Karljosef Schattner; mit Ausstattung; Teile der Stadtmauer, spätmittelalterlich. | D-1-76-123-96 Wikidata  | weitere Bilder                                     |
| Leonrodplatz 2 (Standort)                                                              | Hof Welden                                                                               | Seit 1886 Evangelisch-lutherisches Pfarrhaus, Barockbau mit Pilastergliederung und Mansarddach, wohl von Gabriel de Gabrieli um 1720, rückseitig mit Verbindung zur Pfarrkirche (vergleiche Residenzplatz 19) und einbezogenem rundem Treppenturm, Ende 16. Jahrhundert; historistische Einfriedung mit Steinpfosten und gusseisernem Zaun- und Torgitter letztes Viertel 19. Jahrhundert. | D-1-76-123-97 Wikidata  | weitere Bilder                                     |
| Leonrodplatz 4 (Standort)                                                              | Ehemalige Domdechantei                                                                   | Jetzt Bischöfliches Ordinariat, freistehender dreigeschossiger Bau mit Schweifgiebel und Eckerkern, wohl von Maurizio Pedetti, 1765 erbaut, 1965/66 durch Karljosef Schattner im Innern völlig entkernt und die maroden Außenmauern zum Teil niedergelegt, wieder neu aufgemauert und durch ein neues, anderthalbgeschossiges Portal verändert. | D-1-76-123-98 Wikidata  | weitere Bilder                                     |
| Leonrodplatz 5 (Standort)                                                              | Ehemaliges Jesuitengymnasium (Konvikt)                                                   | An das ehemalige Jesuitenkolleg anschließend, schlichter dreieinhalbgeschossiger Putzbau, bezeichnet mit dem Jahr 1626. | D-1-76-123-99 Wikidata  | Ehemaliges Jesuitengymnasium (Konvikt)             |
| Leuchtenbergstraße 1 (Standort)                                                        | Ehemaliger Großscher Domherrenhof                                                        | Wohnbau am Domplatz mit Durchfahrt zur Leuchtenbergstraße, 16./17. Jahrhundert, Flügelbau zur Leuchtbergstraße mit Mansardwalmdach, von Gabriel de Gabrieli 1737 erbaut. | D-1-76-123-101 Wikidata | weitere Bilder                                     |
| Leuchtenbergstraße 2 (Standort)                                                        | Wohn- und Geschäftshaus                                                                  | Zweigeschossiger, barocker Walmdachbau, 18. Jahrhundert. | D-1-76-123-102 Wikidata | weitere Bilder                                     |
| Leuchtenbergstraße 3 (Standort)                                                        | Wohnhaus                                                                                 | Zweiflügelbau, mit Barockportal und Putzgliederungen, wohl 18. Jahrhundert. | D-1-76-123-103 Wikidata | Wohnhaus                                           |
| Luitpoldstraße 1 (Standort)                                                            | Ehemaliger Ostein-Riedheim-Hof                                                           | Rokokopalais mit Mansardwalmdach, Mittelrisalit und stuckierten Fassaden, erbaut von Gabriel de Gabrieli, um 1730; Umbau 1992–1994 zum Diözesanarchiv durch Karljosef Schattner. | D-1-76-123-104 Wikidata | weitere Bilder                                     |
| Luitpoldstraße 2 (Standort)                                                            | Ehemalige Dompropstei                                                                    | Jetzt Bischöfliches Ordinariat, barocker zweiflügeliger Eckbau mit polygonalem Eckerker, erbaut von Giovanni Giacomo Engl 1672, Erneuerung und Putzfassade mit Pilastergliederungen 1770; rückwärts, Barockgarten; Gartenpavillon um 1700, an einen Stadtmauerturm (siehe auch Stadtbefestigung) angefügt; Einfriedung durch ein Stadtmauerstück (vgl. Stadtbefestigung) und eine Gartenmauer zur Ostenstraße um 1700. | D-1-76-123-105 Wikidata | weitere Bilder                                     |
| Luitpoldstraße 4 (Standort)                                                            | Ehemaliges Domkapitularhaus                                                              | Dreigeschossiger Traufseitbau mit Kniestock in Jurabauweise, Bauinschrift bezeichnet mit dem Jahr 1553, Umbau 1776, in die Giebelfassade zur Wohlmuthgasse eingefügt zwei Reliefbüsten, Kaiser Karl V. und Herzog Wilhelm IV., von Loy Hering um 1553. | D-1-76-123-106 Wikidata | weitere Bilder                                     |
| Luitpoldstraße 5 (Standort)                                                            | Ehemaliger Domherrenhof Thurn-Valsassina                                                 | Viergeschossig, erste Hälfte 18. Jahrhundert, wohl von Benedikt Ettl. | D-1-76-123-107 Wikidata | weitere Bilder                                     |
| Luitpoldstraße 8 (Standort)                                                            | Ehemaliger Domherrenhof Schönau-Schrattenbach                                            | Schlichter traufständiger Wohnbau, dreigeschossig mit Kniestock; rückwärts um einen Innenhof geordnete Flügelbauten, 16. Jahrhundert, 1741 umgebaut, im Gartenflügel stuckierter Saal; Teile der Stadtmauer und Befestigungsturm, spätmittelalterlich, an den Garten angrenzend (siehe Unterdatensatz Stadtbefestigung). | D-1-76-123-108 Wikidata | Ehemaliger Domherrenhof Schönau-Schrattenbach      |
| Luitpoldstraße 9 (Standort)                                                            | Bürgerhaus                                                                               | Giebelständig in Jurabauweise, dreigeschossig, bezeichnet mit dem Jahr 1702. | D-1-76-123-109 Wikidata | Bürgerhaus                                         |
| Luitpoldstraße 10 (Standort)                                                           | Ehemaliger Domherrenhof Andlau                                                           | Klassizistischer Traufseitbau, 1830/40; ursprüngliches Hauptgebäude im Hof, Giebelbau, bezeichnet mit dem Jahr 1525, auf mittelalterlichem Kern, Umgestaltung 18. Jahrhundert; Nebengebäude, wohl 18. Jahrhundert; Teile der mittelalterlichen Stadtmauer mit Wehrturm, an den Garten angrenzend (siehe Stadtbefestigung). | D-1-76-123-110 Wikidata | Ehemaliger Domherrenhof Andlau                     |
| Luitpoldstraße 11 (Standort)                                                           | Bürgerhaus                                                                               | Giebelständig, dreigeschossig, Anfang 18. Jahrhundert, reicher neubarocker Fassadenstuck, Ende 19. Jahrhundert. | D-1-76-123-111 Wikidata | weitere Bilder                                     |
| Luitpoldstraße 14 (Standort)                                                           | Bürgerhaus                                                                               | Dreigeschossige breiter Giebelbau, bezeichnet mit dem Jahr 1718. | D-1-76-123-112 Wikidata | weitere Bilder                                     |
| Luitpoldstraße 15 (Standort)                                                           | Bürgerhaus                                                                               | Nach drei Seiten freistehender Mansardgiebelbau, mit Putzgliederungen, zweite Hälfte 18. Jahrhundert. | D-1-76-123-113 Wikidata | Bürgerhaus                                         |
| Luitpoldstraße 16 (Standort)                                                           | Bürgerhaus (Geburtshaus von Max von Widnmann)                                            | Dreigeschossig mit Kniestock und Horizontalbänderteilung, aus Bauteilen verschiedener Zeitstellung zusammengewachsen, der Kernbau vor Mitte 15. Jahrhundert über dem Keller eines romanischen Wohnturms errichtet, eingemauerter spätgotischer Reliefstein Maria und Johannes, an eingemauertem Domkapitelwappenstein bezeichnet mit dem Jahr 1613, Dachgerüst um 1700. | D-1-76-123-114 Wikidata | weitere Bilder                                     |
| Luitpoldstraße 18 (Standort)                                                           | Bürgerhaus                                                                               | Traufseitig, mit Zwerchgiebel und Putzgliederungen, bezeichnet mit dem Jahr 1748. | D-1-76-123-115 Wikidata | weitere Bilder                                     |
| Luitpoldstraße 19 (Standort)                                                           | Bürgerhaus                                                                               | Breites giebelständiges Jurahaus, zweigeschossig mit Kniestock, zwei Eckerkern und Putzgliederungen, 1727 von Benedikt Ettl erbaut. | D-1-76-123-116 Wikidata | weitere Bilder                                     |
| Luitpoldstraße 20 (Standort)                                                           | Wohnhaus                                                                                 | Eckbau mit Risaliterker und Dreiecksgiebel, von Matthias Seybold über älterem Kern erbaut, Wappenstein bezeichnet mit dem Jahr 1744. | D-1-76-123-117 Wikidata | weitere Bilder                                     |
| Luitpoldstraße 22 (Standort)                                                           | Bürgerhaus                                                                               | Schmaler Eckbau, im Türbogen bezeichnet mit dem Jahr 1587, mit hohem, rund abschließendem Mansardgiebel des 18. Jahrhunderts, stark überformt. | D-1-76-123-118 Wikidata | weitere Bilder                                     |
| Luitpoldstraße 23 (Standort)                                                           | Keller                                                                                   | Mit Längstonne aus Kalkbruchstein überwölbt, mittelalterlich. | D-1-76-123-377 Wikidata | BW                                                 |
| Luitpoldstraße 26 (Standort)                                                           | Wohnhaus                                                                                 | Giebelständiges Doppelhaus mit zwei Hauseingängen, verputztes Fachwerk, bezeichnet mit dem Jahr 1576, auf Kelleranlage 13./14. Jahrhundert. | D-1-76-123-119 Wikidata | weitere Bilder                                     |
| Luitpoldstraße 29 (Standort)                                                           | Bürgerhaus                                                                               | Dreigeschossiger Satteldachbau, Eckbau mit polygonalem Eckerker, um 1695 von Giovanni Giacomo Engl erbaut. | D-1-76-123-121 Wikidata | weitere Bilder                                     |
| Luitpoldstraße 34 (Standort)                                                           | Bürgerhaus                                                                               | Traufseitig, mit vorkragenden Fachwerk-Obergeschossen, Kranluke und stichbogiger Toreinfahrt, wohl 16. Jahrhundert. | D-1-76-123-123 Wikidata | Bürgerhaus                                         |
| Luitpoldstraße 35 (Standort)                                                           | Statue des Hl. Willibald                                                                 | Wohl 17. Jahrhundert, vielleicht von Christian Handschuher, an der Front des Hauses. | D-1-76-123-124 Wikidata | Statue des Hl. Willibald                           |
| Luitpoldstraße 36 (Standort)                                                           | Fürstbischöfliche Oberstjägermeisterei                                                   | Traufständiges Barockpalais mit stuckierter Fassade und flachem Walmdach sowie breitem Mittelrisalit mit aufwendigem Portal (bezeichnet mit dem Jahr 1722), ionischer Pilastergliederung und Dreiecksgiebel, von Gabriel de Gabrieli 1722; Rückgebäude entlang der Dominikanergasse, Erdgeschoss mit Renaissance-Gewänden, 16. Jahrhundert, erstes Obergeschoss wohl barock, 1892 Aufstockung um das zweite Obergeschoss. | D-1-76-123-125 Wikidata | weitere Bilder                                     |
| Luitpoldstraße 38, 40, Dominikanergasse 1 (Standort)                                   | Ehemaliges Dominikanerkloster                                                            | 1806 säkularisiert, ab 1834 Lehrerbildungsanstalt, ab 1950 Gymnasium, seit 1965 Gabrieli-Gymnasium genannt, nördlich an die Kirche angeschlossene, um einen Hof geordnete Dreiflügelanlage, 1649 und 1661, im Zuge von Neubau- und Instandsetzungsmaßnahmen 1903–06 der Nordflügel (1903/04) errichtet, Ostflügel nach Brand (1918) 1919–1921 erneuert; ehemalige Dominikanerkirche St. Peter und Paul (Dominikanergasse 1), frühgotisch, um 1278, Umgestaltung und barocke Fassade 1713 und Folgejahre durch Benedikt Ettl, nach Zerstörungen durch Brand (1918) 1919–1924 wiederhergestellt, weitere Veränderungen 1977–1979. | D-1-76-123-127 Wikidata | weitere Bilder                                     |
| Marktgasse 2 (Standort)                                                                | Bürgerhaus                                                                               | Giebelständig, viergeschossig, mit gegliederter Putzfassade und hohem übergiebeltem Portal, erste Hälfte 18. Jahrhundert. | D-1-76-123-128 Wikidata | weitere Bilder                                     |
| Marktgasse 8 (Standort)                                                                | Bürgerhaus                                                                               | Viergeschossig, mit Putzgliederungen, eingesetzte Spolie und Portal, bezeichnet mit dem Jahr 1743, zur Widmanngasse. | D-1-76-123-131 Wikidata | Bürgerhaus                                         |
| Marktgasse 9 (Standort)                                                                | Wohnhaus                                                                                 | Dreigeschossiger, dreiseitig freistehender Eckbau zur Luitpoldstraße mit zwei Eckerkern, erbaut von Giovanni Giacomo Engl 1680–1685, aufwendige Stuckfassade um 1740, opulente Haustür mit Oberlicht um 1900. | D-1-76-123-132 Wikidata | weitere Bilder                                     |
| Marktgasse 10; Marktgasse 12 (Standort)                                                | Bürgerhaus                                                                               | Giebel- und traufseitiger Teil durch einheitliche Putzgliederung verbunden, wohl Anfang 18. Jahrhundert, Putzgliederung von 1900. | D-1-76-123-133 Wikidata | weitere Bilder                                     |
| Marktgasse 14; Marktgasse 16; Winkelwirtsgasse 1 (Standort)                            | Kelleranlage                                                                             | Kelleranlage einer ehemaligen Brauerei, unter den Gebäuden Marktgasse 14, 16 und Winkelwirtsgasse 1, verzweigte, mehrgeschossige Anlage mit Verbindungstreppen, tief angesetzte Tonnengewölbe aus Werkstein, mittelalterlich. | D-1-76-123-696 Wikidata | BW                                                 |
| Marktgasse 20 (Standort)                                                               | Wohn- und Geschäftshaus                                                                  | Eckbau, dreigeschossig mit Mansardwalmdach, Eckerker auf Löwenkonsolen, Mitte 17. Jahrhundert, reiche Putzgliederung und Wandgemälde um 1900. | D-1-76-123-135 Wikidata | weitere Bilder                                     |
| Marktplatz (Standort)                                                                  | Willibaldsbrunnen                                                                        | Vierpassförmiges Becken, 1695 von Giovanni Giacomo Engl, auf dem Brunnenpfeiler Bronzefigur des Hl. Willibald von Hans Krumpper. | D-1-76-123-153 Wikidata | weitere Bilder                                     |
| Marktplatz 1 (Standort)                                                                | Ehemaliger Domherrenhof                                                                  | Dreigeschossiger Eckbau mit zweigeschossigem Flacherker und Renaissanceportal an der Gutenberggasse, bezeichnet mit dem Jahr 1581, steinerner Neidkopf am Eck, Putzfassade mit Wandgemälde, Maria Immaculata, an der Traufseite 18. Jahrhundert, Umbauten 1912 und zweite Hälfte 20. Jahrhundert. | D-1-76-123-136 Wikidata | weitere Bilder                                     |
| Marktplatz 2 (Standort)                                                                | Wohn- und Geschäftshaus                                                                  | Langgestreckter dreigeschossiger Bautrakt mit Kniestock und zwei polygonalen Eckerkern, bezeichnet mit dem Jahr 1894. | D-1-76-123-137 Wikidata | weitere Bilder                                     |
| Marktplatz 3 (Standort)                                                                | Ehemaliges Domherrenhaus                                                                 | Traufseitiger Barockbau, 18. Jahrhundert, aus dieser Zeit die hohe Portalbekrönung, der Kernbau von einem urkundlich in das Jahr 1541 datierten Umbau. | D-1-76-123-138 Wikidata | weitere Bilder                                     |
| Marktplatz 5 (Standort)                                                                | Ehemaliger Pappenheimer Domherrenhof                                                     | Eckbau mit polygonalem Eckerker und Rundbogenportal zur Loy-Hering-Gasse, älteste Teile vielleicht um 1484, vielfach verändert, Wappensteine über Eingangsportal bezeichnet mit dem Jahr 1699, 1725 (Chronistchon) und 1902. | D-1-76-123-139 Wikidata | weitere Bilder                                     |
| Marktplatz 6 (Standort)                                                                | Bürgerhaus                                                                               | Traufständiger klassizistischer Bau, dreigeschossig, Portal an der Giebelseite, Ende 18. Jahrhundert; vielleicht auf älterem Kern, schmiedeeisernes Balkongitter am ersten Obergeschoss bezeichnet mit dem Jahr 1895, gleichzeitig die Dachbrüstung, Erdgeschoss zweite Hälfte 20. Jahrhundert entkernt. | D-1-76-123-140 Wikidata | weitere Bilder                                     |
| Marktplatz 7 (Standort)                                                                | Reste der ehemaligen Kollegiat- und Pfarrkirche Unserer Lieben Frauen                    | Im Neubau eines Bankgebäudes erhalten, spätgotisch, 1472–1546 wohl von Magnus Dreer und Erhard Reich errichtet, abgebrochen 1818, überbaut durch eine nach 1818 errichtete Vierflügelanlage. | D-1-76-123-141 Wikidata | weitere Bilder                                     |
| Marktplatz 9 (Standort)                                                                | Bürgerhaus                                                                               | An drei Seiten freistehend, zweigeschossig mit Schweifgiebel, im Kern 1313 dendrologisch datiert, mit Fassade des 18. Jahrhunderts, das massive Erdgeschoss 1970 total verändert. | D-1-76-123-142 Wikidata | weitere Bilder                                     |
| Marktplatz 10 (Standort)                                                               | Bürgerhaus                                                                               | Dreigeschossig mit Schweifgiebel zum Marktplatz, 18. Jahrhundert. | D-1-76-123-143 Wikidata | weitere Bilder                                     |
| Marktplatz 11 (Standort)                                                               | Rathaus                                                                                  | Freistehender Giebelbau mit seitlichem zur Pfahlstraße angefügtem Turm, 1444, Fassade mit Lisenengliederung und Schweifgiebel sowie die Turmbekrönung 1823–1824. | D-1-76-123-144 Wikidata | weitere Bilder                                     |
| Marktplatz 12 (Standort)                                                               | Bürgerhaus                                                                               | Eckbau, 16./17. Jahrhundert, vorgeblendete Lisenengliederung und Putzfassaden mit Schweifgiebeln, 18./19. Jahrhundert. | D-1-76-123-145 Wikidata | weitere Bilder                                     |
| Marktplatz 13 (Standort)                                                               | Bürgerhaus                                                                               | Giebelständiger Bau, an der Südostseite bezeichnet mit dem Jahr 1665 und 1805, Fassadengliederungen um 1900. | D-1-76-123-146 Wikidata | weitere Bilder                                     |
| Marktplatz 14 (Standort)                                                               | Ehemaliges Bürgerhaus                                                                    | Viergeschossig, freistehend, mit Walmdach und zwei Eckerkern, 1696 nach Plänen von Jakob Engel, Putzfassade 19. Jahrhundert. | D-1-76-123-147 Wikidata | weitere Bilder                                     |
| Marktplatz 15 (Standort)                                                               | Marienapotheke                                                                           | Eckbau mit klassizistischer Giebelfront, 1797, auf älterer Grundlage. | D-1-76-123-148 Wikidata | weitere Bilder                                     |
| Marktplatz 16 (Standort)                                                               | Ehemalige Normalschule                                                                   | Schlichter dreigeschossiger giebelständiger Bau mit flachgeneigtem Satteldach, 18./19. Jahrhundert, Normalschule von 1787 bis 1804, im Kern wohl 17. Jahrhundert. | D-1-76-123-149 Wikidata | weitere Bilder                                     |
| Marktplatz 18 (Standort)                                                               | Hotel Traube                                                                             | Giebelbau mit auskragenden Obergeschossen, an der Ostseite Flacherker, Anfang 17. Jahrhundert (bezeichnet mit dem Jahr 1615), Ausbau im 18. Jahrhundert, Obergeschoss und Treppengiebel 1929. | D-1-76-123-150 Wikidata | weitere Bilder                                     |
| Marktplatz 22 (Standort)                                                               | Hotel Adler                                                                              | Traufseitbau, zweites Obergeschoss vorkragend, 17./18. Jahrhundert; vielleicht auf älterem Kern, Putzfassade und breiter Fenstereinbau im Erdgeschoss Ende 19. Jahrhundert; baulich verbunden mit Haus Nr. 24. | D-1-76-123-151 Wikidata | weitere Bilder                                     |
| Marktplatz 24 (Standort)                                                               | Hotel Adler                                                                              | Eckhaus mit hohem Schweifgiebel, 17./18. Jahrhundert, vielleicht auf älterem Kern, Putzfassade Ende 19. Jahrhundert; baulich verbunden mit Haus Nr. 22. | D-1-76-123-152 Wikidata | weitere Bilder                                     |
| Neuer Weg 1 (Standort)                                                                 | Ehemaliges Scharfrichterhaus                                                             | Stadtbauernanwesen, ehemaliges Scharfrichterhaus; drei aneinandergereihte Bauten entlang der Straße; das leicht zurückgesetzte giebelständige Wohnhaus zweigeschossig in Jurabauweise mit Kalkplattendach und mit Ladeluke mit Aufzugsgalgen, 18. Jahrhundert, vielleicht auf älterem Kern; nördlich anschließend giebelständiges Stallgebäude zweigeschossig in Jurabauweisem, wohl 18. Jahrhundert; südlich anschließend traufständiger Stadel mit geschlämmtem Fachwerkoberteil, mit Kalkplattendach, wohl 18. Jahrhundert. | D-1-76-123-155 Wikidata | Ehemaliges Scharfrichterhaus                       |
| Notre Dame 1, Gottesackergasse 1, Kardinal-Preysing-Platz 8, 10, 12, 14 (Standort)     | Ehemaliges Augustiner-Chorfrauenkloster und Klosterkirche                                | Ehemaliges Augustiner-Chorfrauenkloster und Klosterkirche de Notre Dame du Sacre Coeur, heute Informationszentrum Naturpark Altmühltal, Zentralbau mit konvexer Fassade und Kuppel, flankiert von zwei dreigeschossigen Seitenflügeln zu je drei Fensterachsen mit Pilastergliederungen, von Gabriel de Gabrieli ab 1719 erbaut, im Innern Fresken von Johann Georg Bergmüller, 1809 säkularisiert; baulich verbunden mit dem ehemaligen Konventbau (Kardinal-Preysing-Platz 14), barocker Walmdachbau, dreigeschossig, Rundbogenportal mit Sprenggiebel, am Wappenstein im Giebelfeld bezeichnet mit dem Jahr 1713, darüber Nische mit Nepomukfigur von 1760; anschließend weitere Klostergebäude: Gottesackergasse 1, rückwärtiger viergeschossiger Pavillonanbau, entstanden 1714 ff., grundlegend umgebaut 1964 und 1971; Kardinal-Preysing-Platz 8/10/12, bis 1719 Unterrichtsräume, danach Mädchenpensionat, viergeschossiger, barocker Mansarddachbau, 1714–1716 von Gabriel de Gabrieli; siehe auch: Am Graben 26 (ehemaliges Schulhaus der Externen), Antonistraße 4,6,8 und Notre-Dame-Weg 5. | D-1-76-123-9 Wikidata   | weitere Bilder                                     |
| Notre-Dame-Weg 5 (Standort)                                                            | Pavillon                                                                                 | Zweigeschossiger Walmdachbau, zum ehemaligen Notre-Dame-Kloster gehörig, um 1721, wohl nach Plänen von Giovanni Domenico Barbieri oder Gabriel de Gabrieli (siehe auch Notre Dame 1), 1984 umgebaut. | D-1-76-123-157 Wikidata | Pavillon                                           |
| Ostenstraße 1 (Standort)                                                               | Aula                                                                                     | Teil des ehemaligen Hofstalles, Anfang 18. Jahrhundert, 1868/69 und 1903/04 zur Aula umgebaut, mit neubarocker Putzgliederung (siehe auch Kardinal-Preysing-Platz 1, 3). | D-1-76-123-158 Wikidata | weitere Bilder                                     |
| Ostenstraße 2 (Standort)                                                               | Wohnhaus                                                                                 | Kleiner zweigeschossiger Satteldachbau, traufständig, Teil bis 1876 als Flankenbau ins Ostentor integriert, im Kern wohl 15. Jahrhundert, um 1718 erneuert ausgebaut gegen Mitte 19. Jahrhundert, Umbau 1993. | D-1-76-123-159 Wikidata | Wohnhaus                                           |
| Ostenstraße 4 (Standort)                                                               | Ehemalige Bäckerei                                                                       | Zweigeschossiger massiver Traufseitbau, in Jurabauweise, ursprünglich mit Kalkplattendach, frühes 18. Jahrhundert, rückwärtiger Anbau mit Kalkplattendach im Südosten und Altane mit Erkervorsprung an der Traufseite zum Garten von 1888, Erdgeschoss bei Umbau 1964 entkernt. | D-1-76-123-161 Wikidata | Ehemalige Bäckerei                                 |
| Ostenstraße 5 (Standort)                                                               | Portal                                                                                   | Steinernes profiliertes Portalgewände mit zweiflügeliger, reich geschnitzter Haustüre, um 1769. | D-1-76-123-162 Wikidata | Portal                                             |
| Ostenstraße 7 (Standort)                                                               | Bäckerei und Wohnhaus                                                                    | Giebelständig, zweigeschossig mit hohem Kniestock und flach geneigtem Satteldach, im Giebel Rundfenster, 1691 (urkundlich), Dachstuhl 1689/90 (dendrologisch datiert), Putzgliederungen 1925 verändert, Umbauten des Innern in den 1950er und 1960er Jahren, Erdgeschoss entkernt. | D-1-76-123-164 Wikidata | Bäckerei und Wohnhaus                              |
| Ostenstraße 11 (Standort)                                                              | Bürgerhaus                                                                               | Zweigeschossiger Eckbau mit Steilgiebel, 1708 (dendrologisch datiert), Überformungen durch Umbauten 1933 und 1968. | D-1-76-123-165 Wikidata | Bürgerhaus                                         |
| Ostenstraße 13 (Standort)                                                              | Wohn- und Geschäftshaus                                                                  | Dreigeschossig, giebelständig, mit reicher Putzgliederung, Erd- und erstes Obergeschoss wohl 17. Jahrhundert, Umbau mit Aufstockung von zweitem Obergeschoss und Dachwerk 1767/68 (dendrologisch datiert) von Maurizio Pedetti begonnen (in baulicher Verbindung mit Nr. 15, siehe dort), Umbauten 1897 und 1938. | D-1-76-123-166 Wikidata | Wohn- und Geschäftshaus                            |
| Ostenstraße 14 (Standort)                                                              | Wohnhaus                                                                                 | Stattliches giebelständiges Mittelflurhaus mit Steilsatteldach und reich gearbeiteter zweiflügeliger Haustür mit Oberlicht, 1706 (dendrologisch datiert), im Kern älter. | D-1-76-123-167 Wikidata | Wohnhaus                                           |
| Ostenstraße 15 (Standort)                                                              | Pultdachbau                                                                              | Verbunden mit Nr. 13 (siehe dort), mit Blendbalustrade vor dem Kalkplatten-Pultdach, reiche Putzgliederung, 1768, ursprünglich Nebengebäude von Nr. 13, 1895 abgetrennt. | D-1-76-123-168 Wikidata | Pultdachbau                                        |
| Ostenstraße 17 (Standort)                                                              | Gärtnerei-Anwesen                                                                        | Ehemals fürstbischöfliche „Späthengärtnerei“; giebelständiges Wohnhaus mit steilem Satteldach, 1707 erbaut (dendrologisch datiert), Umbauten 1961 bis 1966 und 1972/73; ursprünglich zugehörige Mauerzüge des 16. Jahrhunderts zu den seitlichen Nachbaranwesen und zwei spätbarocke Gartenpavillons (siehe Glasgarten Nr. 9 und Nr. 11) an der nördlichen Grundstücksmauer zur Gottesackergasse; 2016/2017 umfassend renoviert. | D-1-76-123-392 Wikidata | weitere Bilder                                     |
| Ostenstraße 18 (Standort)                                                              | Bürogebäude für die Katholische Universität                                              | Gelenkbau aus zwei versetzt angeordneten zwei- bis dreigeschossigen Baukörpern mit flachem Satteldach, verbunden durch ein gläsernes Treppenhaus, von Karljosef Schattner, Jörg Homeier und Andreas Fürsich, Eichstätt sowie Gerold Richter, München, 1978–80 | D-1-76-123-683          | Bürogebäude für die Katholische Universität        |
| Ostenstraße 20 (Standort)                                                              |                                                                                          | Gebäude des Lehrstuhls für Journalistik, durch eine gläserne Halle verbundene, gegeneinander versetzte zweigeschossige Flügelbauten, von Karljosef Schattner, Norbert Diezinger und Hans Polak, 1985–87, in baulicher Verbindung mit dem ehemaligen Kavalierhaus (Ostenstraße 22) sowie der ehemaligen Orangerie (Ostenstraße 24) | D-1-76-123-703          | BW                                                 |
| Ostenstraße 22 (Standort)                                                              | Ehemaliges Kavalierhaus                                                                  | Ehemals Dreiflügelanlage Mansardwalmdach, heute auf den zur Straße gerichteten Flügel reduziert, wohl von Gabriel de Gabrieli, 1737/38, durch Hofeinfahrt mit rustizierten Pfeilern mit der Fürstbischöflichen Sommerresidenz (Ostenstraße 26) verbunden und ehemals durch die Flügel mit dem Orangeriebau (Ostenstraße 24) verbunden. | D-1-76-123-169 Wikidata | weitere Bilder                                     |
| Ostenstraße 25 (Standort)                                                              | Ehemaliges Waisenhaus                                                                    | Zwei dreigeschossige giebelständige Häuser des 16. Jahrhunderts, von Giovanni Domenico Barbieri nach Plänen Maurizio Pedettis 1758 zu einer Vierflügelanlage mit hohem dreigeschossigem Giebel zur Straße und Pultdach zum Innenhof vereint, bezeichnet mit dem Jahr 1695 und 1715, im Zuge der Umnutzung zum Institut für Psychologie der Katholischen Universität 1985–1988 durch Karljosef Schattner rückwärtig ein neues Treppenhaus angebaut. | D-1-76-123-172 Wikidata | weitere Bilder                                     |
| Ostenstraße 26 (Standort)                                                              | Ehemalige Fürstbischöfliche Sommerresidenz mit Hofgarten                                 | Ehemalige Fürstbischöfliche Sommerresidenz, seit 1977 Universität, langgestreckte barocke Anlage, symmetrisch mit mittlerem überhöhtem Corps de Logis und schmalen Galerieflügeln, die in Eckpavillons enden, 1735–1737 von Gabriel de Gabrieli erbaut; südlich anschließender Hofgarten mit drei durch Einfriedungsmauern verbundenen Gartenpavillons von Gabriel de Gabrieli, Mittelpavillon 1736, umgestaltet zum Belvedere mit Fontäne durch Maurizio Pedetti, 1779–1781, Gartenfiguren, 18. Jahrhundert, davon zwei 1765 von Johann Jakob Berg signiert; Orangeriebau (Ostenstraße 24) um 1740. | D-1-76-123-171 Wikidata | weitere Bilder                                     |
| Ostenstraße 27 (Standort)                                                              | Hofbeamtenhaus                                                                           | Dreigeschossiger Walmdachbau, ehemals mit Schleppgauben und Zwerchhaus, 1719/20 dendrologisch datiert, Eingangstür um 1790. | D-1-76-123-173 Wikidata | weitere Bilder                                     |
| Ostenstraße 28; Ostenstraße 28a (Standort)                                             | Kollegiengebäude                                                                         | Gruppe von quaderförmigen Baukörpern in Stahlbetonskelettbauweise mit Ausfachung aus Bruchsteinmauerwerk in Jurakalk, um zentralen Hofbereich angeordnet, teilweise mit Gängen verbunden, um 1960 geplant von Karljosef Schattner, Eichstätt, und Josef Elfinger, Ingolstadt: Seminarbau/Hörsaalgebäude (1962), Haus des Verwalters bzw. Hausmeisters (1962–1965), Kunstbau (1965, ergänzt 1979/80), Sportbau (1963), Musikbau (1967), Aula (1967); Freiflächen mit Brunnenhof und Freilichtbühne, von Gerhart Teutsch, 1960–1965. (Zugehörige Mensa siehe Universitätsallee 2) | D-1-76-123-684          | weitere Bilder                                     |
| Ostenstraße 29 (Standort)                                                              | Spätmittelalterliche Baugruppe                                                           | Kleine spätmittelalterliche Baugruppe in Fachwerk-Ständer-Bauweise mit barocker Erneuerung der straßenseitigen Fassaden in verputztem Mauerwerk; giebelständiger Hauptbau zweigeschossig mit Kniestock und Kalkplattendach, um 1442/43 erbaut und um 1562 an der östlichen Längsseite erweitert, Veränderungen 1699, 1756–1766 und 1887 (Daten dendrologisch datiert), 2000 umfassend umgebaut; nach Osten schmaler traufständiger Anbau, zweigeschossig mit Kniestock und steilem Satteldach, um 1572 (dendrologisch datiert). | D-1-76-123-393 Wikidata | weitere Bilder                                     |
| Ostenstraße 31a (Standort)                                                             | Ehemaliger Spethscher Domherrenhof                                                       | Dreigeschossiger Walmdachbau mit Eckerker, 1690 von Giovanni Giacomo Engl erbaut, 1710 als Priesterseminar eingerichtet und ausgebaut, 1763 Seitenflügel mit Kapelle, 1783 als Arbeitshaus, 1841 als Krankenhaus ausgebaut; mit Ausstattung. | D-1-76-123-174 Wikidata | weitere Bilder                                     |
| Parkhausstraße; Hintere Facette (Standort)                                             | Kreuzstein                                                                               | Mittelalterlich; am Frauenberg, etwa 600 m südöstlich der Frauenbergkapelle auf freiem Feld Richtung Flugplatz westlich der Straße zum Parkhaus. | D-1-76-123-65 Wikidata  | weitere Bilder                                     |
| Parkhausstraße; Hintere Facette; (Standort)                                            | Bildstock mit Vesperbild                                                                 | Unter den nördlichen Alleebäumen an der Parkhausstraße zwischen Vogelherdweg und Parkhaus, zwei Inschrift- und zwei Reliefseiten, bezeichnet mit dem Jahr 1689. | D-1-76-123-63 Wikidata  | weitere Bilder                                     |
| Parkhausstraße 28 (Standort)                                                           | Hirschparkhaus                                                                           | Sogenanntes „Hirschparkhaus“, spätklassizistisch-biedermeierlicher Walmdachbau, als Herzoglich-Leuchtenbergisches Forsthaus um 1820/30 erbaut, nach 1854 als staatliches Försterwohnhaus genutzt; mit landwirtschaftlichen Nebengebäuden. | D-1-76-123-404 Wikidata | weitere Bilder                                     |
| Pater-Philipp-Jeningen-Platz 1 (Standort)                                              | Wohnhaus                                                                                 | Giebelseitiger, zweigeschossiger Flachsatteldachbau mit Kniestock, Fachwerkobergeschoss, 1467/68 (dendrologisch datiert). | D-1-76-123-586 Wikidata | weitere Bilder                                     |
| Pater-Philipp-Jeningen-Platz 2 (Standort)                                              | Ehemalige Domschule                                                                      | Dreigeschossiger Bau, 15. Jahrhundert, barockisiert, mit spätgotischem Portal zum Kreuzgang und Rundbogenportal des 17. Jahrhunderts (siehe auch Domplatz 12). | D-1-76-123-175 Wikidata | weitere Bilder                                     |
| Pater-Philipp-Jeningen-Platz 4 (Standort)                                              | Dompfarramt                                                                              | Ehemalige Domkapiteltrinkstube, jetzt Dompfarramt, an drei Seiten freistehender dreigeschossiger Barockbau auf Grundlage der Vorgängerbauten von 1649 und 1510, mit Schweifgiebeln, Risalit, Erker und Stuckfassaden, 1749/50 von Giovanni Domenico Barbieri erbaut. | D-1-76-123-177 Wikidata | weitere Bilder                                     |
| Pater-Philipp-Jeningen-Platz 5 (Standort)                                              | Bischöfliches Palais                                                                     | Ehemaliger Domherrenhof Schönborn, zwei- bis dreigeschossige barocke Vierflügelanlage mit rustiziertem Erdgeschoss und mit Eckerker zum Leonrodplatz, nach 1736 von Gabriel de Gabrieli unter Einbeziehung älterer Teile errichtet, 1970/71 durch Karljosef Schattner umgebaut. | D-1-76-123-176 Wikidata | weitere Bilder                                     |
| Pater-Philipp-Jeningen-Platz 6 (Standort)                                              | Ulmer Hof                                                                                | Ehemaliger Domherrenhof Ulm, jetzt Teil der Gesamthochschule Eichstätt, dreigeschossige Vierflügelanlage mit Eckerkerturm, um 1625 erbaut, Ausgestaltung zum barocken Palais durch Giovanni Giacomo Engl 1688, Hofeinfahrt bezeichnet mit dem Jahr 1578, Umbau 1978–1980 durch Karljosef Schattner zur Fachbereichs-Bibliothek Theologie der Katholischen Universität. | D-1-76-123-178 Wikidata | weitere Bilder                                     |
| Pedettistraße 13a; Westenstraße 10 (Standort)                                          | Bürgerhaus                                                                               | Einen Innenhof umschließende Baugruppe mit Seiten- und Rückgebäude; traufständiger, dreigeschossiger Steilsatteldachbau, das 2. Obergeschoss als Lagergeschoss in Fachwerk, 1411 (dendrologisch datiert), Dachwerk 1587 (dendrologisch datiert) verstärkt; Seitenflügel, zweigeschossiger Pultdachbau, 1553 (dendrologisch datiert), im 18. Jahrhundert erneuert; Rückgebäude zur Pedettistraße, dreigeschossiger Pultdachbau mit oberem Fachwerkgeschoss, zum Innenhof vorkragend, im 2. Obergeschoss Bohlenstube, 1457 (dendrologisch datiert), auf älterem Kern; über umfangreicher, tiefer Kelleranlage, die die Pedettistraße quert, 14. Jahrhundert. | D-1-76-123-695          | weitere Bilder                                     |
| Pedettistraße 14 (Standort)                                                            | Torbogen                                                                                 | Torbogen mit Weintraubenrelief, bezeichnet mit dem Jahr 1786. | D-1-76-123-179 Wikidata | Torbogen                                           |
| Pedettistraße 15; Westenstraße 12 (Standort)                                           | Wohn- und Geschäftshaus                                                                  | Baugruppe auf winkelförmigem Grundriss aus ursprünglich drei Einzelbauten in geschlossener Bebauung, zwei zur Pedettistraße giebelständige Bauten rahmen einen Traufseitbau, zur Westenstraße vorgesetztes Pultdach bzw. Abwalmung über viergeschossigen spätklassizistischen Fassaden um 1860, die Bauten im Kern wohl 18. Jahrhundert, Erdgeschoss entkernt. | D-1-76-123-271 Wikidata | Wohn- und Geschäftshaus                            |
| Pedettistraße 16 (Standort)                                                            | Wohnhaus                                                                                 | Dreigeschossiger Eckbau, 18. Jahrhundert, auf älterem Kern. | D-1-76-123-180 Wikidata | weitere Bilder                                     |
| Pedettistraße 18 (Standort)                                                            | Ehemalige Schmiede und Bürgerhaus                                                        | Dreigeschossiger Eckbau mit vorkragenden Obergeschossen, im Kern wohl 16. Jahrhundert, schmiedeeiserner Balkon um 1900; 2017–2019 umfassend renoviert. | D-1-76-123-181 Wikidata | weitere Bilder                                     |
| Pedettistraße 24 (Standort)                                                            | Bürgerhaus                                                                               | Zweigeschossiger Traufseitbau mit hohem Kniestock und Flachsatteldach, im Kern spätmittelalterlich, später verändert. | D-1-76-123-464 Wikidata | weitere Bilder                                     |
| Pedettistraße 38 (Standort)                                                            | Wohnhaus                                                                                 | Traufseitiger, zweigeschossiger Flachsatteldachbau mit hohem Kniestock und ausgedehnten Gewölbekellern, 17./18. Jahrhundert, am Hausteinportal bezeichnet 1773 (dendrologisch datiert); 2016/2017 umfassend renoviert. | D-1-76-123-182 Wikidata | weitere Bilder                                     |
| Petersleite 9 (Standort)                                                               | Ehemaliges Söldenanwesen                                                                 | Giebelständiges Wohnhaus mit Fachwerk-Kniestock, 1718/19 (dendrologisch datiert), traufseitig angeschlossen Stadel des 19. Jahrhunderts mit ummauerter Hofraum mit Ställen, am Wohnhaus Kalksteinrelief mit Wappen, bezeichnet mit dem Jahr 1760, darüber Madonnenfigur des 18./19. Jahrhunderts. | D-1-76-123-184 Wikidata | weitere Bilder                                     |
| Pfahlstraße 1 (Standort)                                                               | Ehemaliges fürstbischöfliches Kavaliershaus                                              | Dreigeschossiger barocker Eckbau mit zweigeschossigem polygonalem Eckerker, Stuckfassade und hohem Schweifgiebel, im Kern 17. Jahrhundert, barocke Umgestaltung von Giovanni Domenico Barbieri oder Matthias Seybold, erste Hälfte 18. Jahrhundert, in einem Fensterfeld 1913 angebrachte Schmuckkartusche mit Reliefdarstellung des 1816 abgebrochenen Spitaltors von 1673 nach einer Zeichnung von Johann Maurer. | D-1-76-123-185 Wikidata | weitere Bilder                                     |
| Pfahlstraße 4 (Standort)                                                               | Bürgerhaus                                                                               | Giebelständig, dreigeschossig, mit zweigeschossigem Erker, 17./18. Jahrhundert. | D-1-76-123-188 Wikidata | Bürgerhaus                                         |
| Pfahlstraße 5 (Standort)                                                               | Bürgerhaus                                                                               | Dreigeschossiger Giebelbau mit Mansarddach und Schweifgiebel, im Kern 16./17. Jahrhundert, reiche Stuckfassade um 1730, wohl von Giovanni Domenico Barbieri. | D-1-76-123-189 Wikidata | weitere Bilder                                     |
| Pfahlstraße 6 (Standort)                                                               | Bürgerhaus                                                                               | Zweigeschossig mit Steilgiebeldach und flachem Konsolerker, 17. Jahrhundert. | D-1-76-123-190 Wikidata | Bürgerhaus                                         |
| Pfahlstraße 7 (Standort)                                                               | Bürgerhaus                                                                               | Dreigeschossig, mit steilem Giebel, 18. Jahrhundert, wohl auf älterem Kern, Umbauten Anfang 19. Jahrhundert. | D-1-76-123-191 Wikidata | weitere Bilder                                     |
| Pfahlstraße 9 (Standort)                                                               | Giebelständiger Putzbau                                                                  | Dreigeschossig mit flachgeneigtem Satteldach, 17. Jahrhundert (Bohlendecke, Treppenhaus, Dachwerk) und 18. Jahrhundert (Fassaden teilweise erneuert), Rundbogenportal und zwei Türblätter, Anfang 19. Jahrhundert; Nebengebäude bis zum Altmühlufer. | D-1-76-123-192 Wikidata | weitere Bilder                                     |
| Pfahlstraße 16 (Standort)                                                              | Bürgerhaus                                                                               | Dreigeschossiger Eckbau mit flachgeneigtem Walmdach, um 1820–1840 unter Beibehaltung der Außenwände der ehemaligen Westvorhalle der mittelalterlichen Pfarrkirche errichtet, im Erdgeschoss gewölbter Raum mit 2 × 4 Jochen über Pfeilern mit Gurtbogentrennung, gartenseitig als Spolie ein Türgewände vermauert, im Bogen Chronogramm bezeichnet mit dem Jahr 1758. | D-1-76-123-193 Wikidata | Bürgerhaus                                         |
| Pfahlstraße 18 (Standort)                                                              | Bürgerhaus                                                                               | Stattlicher Eckbau, vier niedrige Geschosse, die Obergeschosse vorkragend, Kalkplattendach, 15./16. Jahrhundert, wohl auf älterem Kern. | D-1-76-123-194 Wikidata | weitere Bilder                                     |
| Pfahlstraße 23 (Standort)                                                              | Wohnhaus                                                                                 | Bis 1789 sogenanntes Eich-Bad, stattlicher Satteldachbau, wohl im 17./18. Jahrhundert erneuert unter Verwendung älterer Bausubstanz; mit einbezogenem Stadtmauer-Teilstück des 13. Jahrhunderts an der Giebelseite zur Altmühl. | D-1-76-123-378 Wikidata | Wohnhaus                                           |
| Pfahlstraße 25 (Standort)                                                              | Sogenanntes Heimbäckenhaus                                                               | Eckbau mit Mansarddach und Rokoko-Putzfassade, bezeichnet mit dem Jahr 1727, von Gabriel de Gabrieli. | D-1-76-123-196 Wikidata | Sogenanntes Heimbäckenhaus                         |
| Pfahlstraße 27 (Standort)                                                              | Bummerlbräu                                                                              | Ehemaliges Brauereianwesen Bummerlbräu, aus der Straßenflucht vortretender giebelständiger Bau mit flachgeneigtem Satteldach, dreigeschossig mit Kniestock, Obergeschosse auskragend, im Kern frühes 14. Jahrhundert (1322–1327 dendrologisch datiert), 1727 um das zweite Obergeschoss und Kniestock aufgestockt, 1919 und 1995-1996 aufwendig umgebaut von Architekt und Denkmalpfleger Andreas Mühlbauer mit Bauingenieur Johann Grad und Lichtplaner Walter Bamberger | D-1-76-123-197 Wikidata | weitere Bilder                                     |
| Pfahlstraße 29 (Standort)                                                              | Weißes Rößl                                                                              | Ehemaliges Gasthof Weißes Rößl, dreigeschossiger Traufseitbau mit reich gegliederter Putzfassade, Neurenaissance, um 1870, vorspringender Flügel älter, bei moderner Renovierung Erdgeschoss völlig entkernt. | D-1-76-123-198 Wikidata | Weißes Rößl                                        |
| Pfahlstraße 35 (Standort)                                                              | Herzogbräu                                                                               | Gasthof Herzogbräu, Giebelbau, 18./19. Jahrhundert, mit Neurenaissance-Fassade, um 1900. | D-1-76-123-199 Wikidata | weitere Bilder                                     |
| Pfahlstraße 39 (Standort)                                                              | Bürgerhaus                                                                               | Im Kern 18. Jahrhundert, giebelständig, dreigeschossig mit Kniestock und Flachsatteldach, mit Neurenaissance-Haustür und neubarocker Putzfassade, um 1870. | D-1-76-123-200 Wikidata | Bürgerhaus                                         |
| Pfahlstraße 41 (Standort)                                                              | Bürger- und Handwerkerhaus                                                               | (Ehemalig Wachszieherei), dreieinhalbgeschossiger Giebelbau in Jurabauweise, Stuckfassade über zwei Geschosse, im Portal bezeichnet mit dem Jahr 1747. | D-1-76-123-201 Wikidata | Bürger- und Handwerkerhaus                         |
| Pfahlstraße 45 (Standort)                                                              | Sogenanntes Pappenheimer-Haus                                                            | Stattlicher Eckbau in Jurabauweise, verputzter Fachwerkbau mit auskragende Obergeschosse, 15. Jahrhundert. | D-1-76-123-202 Wikidata | Sogenanntes Pappenheimer-Haus                      |
| Pfahlstraße 51 (Standort)                                                              | Bürgerhaus                                                                               | Giebelständiger Mansarddachbau mit Fassadenstuck in Bandelwerkformen, um 1730, im Kern wohl älter. | D-1-76-123-203 Wikidata | Bürgerhaus                                         |
| Pfarrgasse 3 (Standort)                                                                | Bürgerhaus                                                                               | Eckbau, mit vorkragendem Obergeschoss, 16. Jahrhundert, wohl nach einem Umbau bezeichnet mit dem Jahr 1765, barocke Figurennische an der Ecke. | D-1-76-123-204 Wikidata | weitere Bilder                                     |
| Pietenfelder Straße ()                                                                 | Grenzstein                                                                               | Um 1720/30. | D-1-76-123-205 Wikidata |                                                    |
| Pirkheimerstraße 3 (Standort)                                                          | Jägerkaserne                                                                             | Stabsgebäude der vormaligen Jägerkaserne, jetzt der II. Bereitschaftspolizeiabteilung Eichstätt, langgestreckter, symmetrisch gegliederter Putzbau, Mittelteil zweigeschossig mit Satteldach und Zwerchgiebeln, beiderseits angeschlossen dreigeschossige Kopfbauten mit Zeltdach und zweigeschossigen Standerkern an den Ecken, in reduziert-historisierenden Formen, erbaut 1915. | D-1-76-123-462 Wikidata | weitere Bilder                                     |
| Rebdorfer Straße 14 (Standort)                                                         | Wohnhaus                                                                                 | Ehemaliges Wohn- und Wirtschaftsgebäude des Englischen Gartens, Wohnhaus, zweigeschossiger Flachsatteldachbau mit Kniestock, 15./16. Jahrhundert, Stadel, eintenniger Flachsatteldachbau mit Kniestock und Legschieferdach, teilweise aus zweitverwendeten Hölzern, 1752/53 (dendrochronologisch datiert), im 19. Jahrhundert Einbau eines Stalls. | D-1-76-123-694 Wikidata | BW                                                 |
| Rebdorfer Straße 16, 18, 20, 22, 24, Clara-Staiger-Straße 33 f (Standort)              | Ehemaliger Englischer Garten                                                             | 1750/51 von Giovanni Domenico Barbieri angelegt, mit zwei Gartenpavillons, Mauer und Tor; Gartenpavillon Rebdorfer Straße 18, zweigeschossig, mit flachgeneigtem Walmdach; Gartenpavillon Rebdorfer Straße 20, zweigeschossig, mit flachgeneigtem Walmdach; Mauer und Tor; Nebengebäude (Clara-Staiger-Straße 33 f), ursprünglich wohl Orangerie, später Teil der hier angesiedelten Bierwirtschaft, erdgeschossig mit Kalkplattendach und giebelseitigem Anbau (jetzt Atelier), Ende 18. / Anfang 19. Jahrhundert. | D-1-76-123-206 Wikidata | weitere Bilder                                     |
| Rebdorfer Straße 66 (Standort)                                                         | Unteres Jägerhaus                                                                        | Ehemaliges Unteres (neueres) Jägerhaus, stattlicher Satteldachbau, am Wappenstein bezeichnet mit dem Jahr 1687, Hochwasserstandsmarke bezeichnet mit dem Jahr 1845. | D-1-76-123-207 Wikidata | Unteres Jägerhaus                                  |
| Rebdorfer Straße 68 (Standort)                                                         | Oberes Jägerhaus                                                                         | Ehemaliges Oberes (älteres) Jägerhaus, zweigeschossiger Satteldachbau mit Treppengiebeln und rundbogigen Türgewänden, Wappenstein über Haupteingang bezeichnet mit dem Jahr 1605. | D-1-76-123-208 Wikidata | weitere Bilder                                     |
| Residenzplatz (Standort)                                                               | Platzabschluss                                                                           | Schmuckplatz, durch steinerne Abstufung, acht eisernen Vasen auf Steinpostamenten und zweireihiger Lindenbepflanzung gefasster Platzabschluss, apsisartig um die Mariensäule angelegt, um 1730. | D-1-76-123-442 Wikidata | weitere Bilder                                     |
| Residenzplatz (Standort)                                                               | Marienbrunnen                                                                            | Geschweiftes Becken mit eingestellter monumentaler Mariensäule, Figurenschmuck und Ketteneinfassung, 1777 bis zirka 1780, von Maurizio Pedetti, Figuren von Johann Jakob Berg, die Marienstatue kupfergetrieben und feuervergoldet | D-1-76-123-229 Wikidata | weitere Bilder                                     |
| Residenzplatz 1 (Standort)                                                             | Ehemals Fürstbischöfliche Residenz                                                       | Ehemalige Fürstbischöfliche Residenz, jetzt Landratsamt, an die Südseite des Domes angeschlossene große barocke Dreiflügelanlage, West- und Ostflügel von Giovanni Giacomo Engl erbaut, dreigeschossig mit rustiziertem Erdgeschoss, aufwendigen Risaliten, polygonalen Eckerkern und Wachthäuschen seitlich vor den Portalen, bezeichnet mit dem Jahr 1702, Südflügel 1725/27 von Gabriel de Gabrieli, Prunk-Treppenhaus und Spiegelsaal 1767/68 von Maurizio Pedetti, Neugestaltung der Südfassade 1791 durch Pedetti; mit Ausstattung. | D-1-76-123-210 Wikidata | weitere Bilder                                     |
| Residenzplatz 2 (Standort)                                                             | Ehemaliges Fürstbischöfliches Kanzleigebäude                                             | Barocke dreigeschossige Dreiflügelanlage mit Mittelrisalit, Erdgeschoss rustiziert und im Mittelteil in Arkaden geöffnet, 1728 von Gabriel de Gabrieli erbaut. | D-1-76-123-211 Wikidata | weitere Bilder                                     |
| Residenzplatz 3 (Standort)                                                             | Ehemaliges Syndikatshaus                                                                 | Dreigeschossiger Eckbau zwischen Residenz und Mortuarium, mit abgerundeter Ecke und Speichergaube, bezeichnet mit dem Jahr 1613, Dachwerk um 1467 (dendrologisch datiert). | D-1-76-123-212 Wikidata | weitere Bilder                                     |
| Residenzplatz 4 (Standort)                                                             | Vermessungsamt                                                                           | Ehemaliges Generalvikariat, jetzt Vermessungsamt, dreigeschossiger kubischer Barockbau mit Mansardwalmdach und Stuckfassade, von Gabriel de Gabrieli nach 1730 erbaut. | D-1-76-123-213 Wikidata | weitere Bilder                                     |
| Residenzplatz 5; Pater-Philipp-Jeningen-Platz; Am Dom (Standort)                       | Domkreuzgang und Mortuarium                                                              | An der Südseite des Dom-Ostchors anliegende gotische Vierflügelanlage, zweigeschossig, Nordflügel 1410/20, Ost- und Südflügel 1460/70, Westflügel als Mortuarium, zweischiffige Halle, um 1480 bis 1510; mit Ausstattung. | D-1-76-123-55 Wikidata  | weitere Bilder                                     |
| Residenzplatz 6; Residenzplatz 8; Residenzplatz 10; Residenzplatz 12 (Standort)        | Ehemalige Kavalierhöfe                                                                   | Vier einheitlich zusammengefasste barocke Wohnbauten zu 28 Fensterachsen, mit Portalen und Zwerchgiebeln, um 1730/36 von Gabriel de Gabrieli erbaut. | D-1-76-123-215 Wikidata | weitere Bilder                                     |
| Residenzplatz 7 (Standort)                                                             | Diözesanmuseum                                                                           | Ehemaliger Getreidekasten des Domkapitels, sogenannter Kipfenberger Speicher, viereinhalbgeschossiger Traufseitbau, 16. Jahrhundert, 1979–1982 von Karljosef Schattner zum Diözesanmuseum umgebaut. | D-1-76-123-216 Wikidata | weitere Bilder                                     |
| Residenzplatz 9; Residenzplatz 11; Residenzplatz 13; Residenzplatz 15 (Standort)       | Ehemalige Kanonikatshöfe                                                                 | Zwei barocke Doppelhäuser mit Mansardwalmdach, durch ein Portal mit Wappenkartusche miteinander verbunden, um 1732 von Gabriel de Gabrieli. | D-1-76-123-218 Wikidata | weitere Bilder                                     |
| Residenzplatz 14 (Standort)                                                            | Ehemaliger Domherrenhof Pfürdt                                                           | Später Domdechantei, dreigeschossiger barocker Traufseitbau mit Zwerchgiebel und Stuckfassade, 1730/40 vielleicht von Giovanni Domenico Barbieri über älterem Kern erbaut; Garten mit Pavillon, schmiedeeisernes Gartenportal, um 1760, 1976–1978 von Karljosef Schattner umgebaut; Zug der Stadtmauer, mittelalterlich, im Grundstück. | D-1-76-123-223 Wikidata | weitere Bilder                                     |
| Residenzplatz 16 (Standort)                                                            | Ehemaliger Domherrenhof Dietrichstein                                                    | Bis 2014 Maria-Ward-Mädchenrealschule, langgestreckte Anlage, östlicher Teil 1732 von Gabriel de Gabrieli, Ende 18. Jahrhundert verändert, 1905/06 zur dreigeschossigen Anlage mit geschweiften Zwerchgiebeln aufgestockt und nach Westen verlängert; Teile der Stadtmauer mit Turm, mittelalterlich, im Grundstück (siehe Stadtbefestigung). | D-1-76-123-225 Wikidata | weitere Bilder                                     |
| Residenzplatz 17 (Standort)                                                            | Huttenstadel                                                                             | Ehemaliger Fürstbischöflicher Getreidekasten, heute Kino, langgestreckter, mit der östlichen Traufseite den Holbeinplatz abschließender Steilgiebelbau, dreigeschossig mit Eckquaderungen, an der Westseite Treppenturm, nach 1545. | D-1-76-123-85 Wikidata  | weitere Bilder                                     |
| Residenzplatz 19 (Standort)                                                            | Erlöserkirche                                                                            | Evangelisch-lutherische Pfarrkirche (Erlöserkirche), neuromanischer basilikaler Backsteinbau, mit seitlich hinter die polygonale Vorhalle gestelltem Turm als Pendant zum 5/8-Chor mit seitlich anschließender offener Loggia zum Pfarrhaus, 1885–1887 von August Thiersch erbaut. | D-1-76-123-226 Wikidata | weitere Bilder                                     |
| Residenzplatz 30 a; Seminarweg (Standort)                                              | Ehemaliger Gartenpavillon                                                                | Heute als Gefallenendenkmal beider Weltkriege eingerichtet, um 1730, wohl von Gabriel de Gabrieli, ehemals zur Domdechantei gehörig (siehe Leonrodplatz 4); zwei umgebaute Wehrtürme und Teil der Stadtmauer, mittelalterlich. | D-1-76-123-228 Wikidata | weitere Bilder                                     |
| Römerstraße 8 (Standort)                                                               | Stadtvilla                                                                               | zweigeschossiger Walmdachbau über Sockelgeschoss, mit abgerundetem Risalit und Zwerchhaus sowie polygonalem Eckerker im Obergeschoss, im Reformstil erbaut, um 1910; Nebengebäude, Werkstatt und Lagerraum, massiver eingeschossiges Pultdach, gleichzeitig; erhaltene Teile der Einfriedung mit Gartenmauer und schmiedeeisernem Zaun über Steinsockel, gleichzeitig | D-1-76-123-717          | BW                                                 |
| Römerstraße 10 (Standort)                                                              | Villa                                                                                    | Walmdachbau mit zwei Seitenrisalite suggerierenden Zwerchgiebeln an der streng symmetrischen Straßenfront, Heimatschutzstil, bezeichnet mit dem Jahr 1914. | D-1-76-123-230 Wikidata | weitere Bilder                                     |
| Römerstraße 17 (Standort)                                                              | Türgerüst                                                                                | 17. Jahrhundert. | D-1-76-123-231 Wikidata | BW                                                 |
| Römerstraße 26 (Standort)                                                              | Villa                                                                                    | Eingeschossig mit flach geneigtem Schopfwalmdach und Mittelrisalit, Putzbau mit Backsteingliederungen, historistisch, bezeichnet mit dem Jahr 1910; Einfriedungsmauer mit Zinnentürmchen. | D-1-76-123-232 Wikidata | weitere Bilder                                     |
| Rot-Kreuz-Gasse 1 (Standort)                                                           | Wohnhaus                                                                                 | Dreiseitig freistehender Giebelbau, Obergeschoss und Kniestock in Fachwerk, um 1700 erbaut; im 18. Jahrhundert stockwerksweise geteilt. | D-1-76-123-379 Wikidata | Wohnhaus                                           |
| Rot-Kreuz-Gasse 3 (Standort)                                                           | Ehemaliges Ackerbürgerhaus                                                               | Zeitweise auch Gastwirtschaft, stattliches zweigeschossiges giebelständiges Seitenflurhaus mit ausgebautem Kniestock und flachgeneigtem Satteldach, 1706/07 (dendrologisch datiert), Fassade durch Renovierung 1860 geprägt; mit rückseitig angebautem Stadel und ehemaliges Gesindehaus, zweigeschossig mit Flachsatteldach. | D-1-76-123-388 Wikidata | weitere Bilder                                     |
| Rot-Kreuz-Gasse 8 (Standort)                                                           | Wohn- und Wirtschaftsgebäude                                                             | In Jurabauweise, giebelständig, zweigeschossig mit Kranluke, um 1724, dendrologisch datiert | D-1-76-123-233 Wikidata | Wohn- und Wirtschaftsgebäude                       |
| Rot-Kreuz-Gasse 9 (Standort)                                                           | Ehemaliges Blatterhaus                                                                   | Traufständiges Doppelwohnhaus, der südliche Hausteil im Kern wohl noch um 1640; der nördliche Hausteil ein Neubau von 1964 mit älterem Türstürz, dieser mit drei Wappen und bezeichnet mit dem Jahr 1640. | D-1-76-123-234 Wikidata | weitere Bilder                                     |
| Rot-Kreuz-Gasse 17 (Standort)                                                          | Handwerkerhaus                                                                           | Kleines ehemaliges Handwerkerhaus, traufständig, zweigeschossig, mit flachgeneigtem Kalkplattendach am Portal mit Eselsrückenbogen bezeichnet mit dem Jahr 1606, Dachstuhl um 1658 (dendrologisch datiert). | D-1-76-123-235 Wikidata | weitere Bilder                                     |
| Schießstättberg 4 (Standort)                                                           | Villa                                                                                    | Zweigeschossiger breitgelagerter Bau mit Putzgliederung und flachgeneigtem Walm, die durch einen schmalen Mittelrisalit betonte Hauptfront zur südlichen Gartenseite, 1783 von Domenico Sale; Reste des ehemaligen Terrassengartens, Ende 18. Jahrhundert; Gartenmauer zum Schießstättberg, 18./19. Jahrhundert. | D-1-76-123-236 Wikidata | weitere Bilder                                     |
| Schießstättberg 8 (Standort)                                                           | Ehemalige Schießstätte                                                                   | Ehemalige Schießstätte und Gasthaus, freistehender Putzbau mit flachgeneigtem Mansardschopfwalmdach, erste Hälfte 18. Jahrhundert, bei grundlegender Renovierung 1979/80 stark überformt und entkernt; mit Vorplatz (ehemals Wirtsgarten) und rückwärtigem Wirtsgarten, 18./19. Jahrhundert. | D-1-76-123-237 Wikidata | weitere Bilder                                     |
| Schlagbrücke (Standort)                                                                | Nepomuk-Figur                                                                            | Figur des Hl. Johann Nepomuk, Steinplastik wohl von Matthias Seybold, um 1730, auf schlanker spätgotischer Säule. | D-1-76-123-238 Wikidata | weitere Bilder                                     |
| Schottenau 6 (Standort)                                                                | Wohnhaus                                                                                 | Eingeschossiger Bau mit steilem Satteldach, Holzständerkonstruktion mit Mauerausfachungen in Ziegelstein, Freisitz mit Pultdach und flachgedeckter Garagenbau, von Karljosef Schattner unter Mitarbeit von Anton Nitsch, 1968/1969; Gartenanlage mit Einfriedung, gestaltet von Gerhart Teutsch, gleichzeitig. | D-1-76-123-677 Wikidata | weitere Bilder                                     |
| Sebastiangasse 1 (Standort)                                                            | Ehemaliges Rotgerberanwesen                                                              | In Altmühl-Jura-Bauweise mit Fachwerk-Kniestock und Kalkplattendach, vorderer Teil 1660, rückwärtiger Teil 1736/37. | D-1-76-123-380 Wikidata | Ehemaliges Rotgerberanwesen                        |
| Sebastiangasse 6 (Standort)                                                            | Ehemaliges Handwerkerhaus                                                                | Seitenflurhaus, giebelständig mit Kalkplattendach, Obergeschoss und Kniestock in verputztem Fachwerk, 1690/91 (dendrologisch datiert und nach den Schriftquellen). | D-1-76-123-385 Wikidata | BW                                                 |
| Sebastiangasse 7 (Standort)                                                            | Ehemaliges Bruderhaus St. Sebastian                                                      | Profaniert, zweigeschossiger traufständiger Wohnbau mit eingezogenem polygonalem Kapellenanbau, im Kern 1513 ff., 1635 Dachstuhl erneuert, Umbau nach der Säkularisation 1816/17, seit 1948 mehrfach verändert und überformt, dabei unter anderem Dachausbau 1963 (siehe auch Ingolstädter Straße 3). | D-1-76-123-239 Wikidata | weitere Bilder                                     |
| Sebastiangasse 16 (Standort)                                                           | Ehemalige Gastwirtschaft                                                                 | Stattlicher freistehender giebelständiger Altmühl-Jura-Bau mit Kniestock und Kalkplattendach, etwas abgerückt auf einer Böschung durch eine Freitreppe mit der Straße verbunden, ab 1687 erbaut (dendrologisch datiert auf 1686). | D-1-76-123-381 Wikidata | weitere Bilder                                     |
| Spindeltal 32, 34 (Standort)                                                           | Wohnhaus Schattner                                                                       | zweiflügeliger winkelförmiger Gelenkbau, ein- bis zweigeschossige Bauten mit Pultdach, Karljosef Schattner 1957, Erweiterung 1967 | D-1-76-123-704          | BW                                                 |
| Spitalbrücke (Standort)                                                                | Brückenfigur                                                                             | Hl. Johann Nepomuk, von Matthias Seybold, 1725. | D-1-76-123-240 Wikidata | Brückenfigur                                       |
| Stadtweg (Standort)                                                                    | Wegkreuz                                                                                 | Nordwestlich der Frauenbergkapelle, schlanke Metallkonstruktion mit barockisierendem Gekreuzigten, spätes 19. Jahrhundert. | D-1-76-123-447 Wikidata | Wegkreuz                                           |
| Turmgasse 5 (Standort)                                                                 | Wohnhaus                                                                                 | Dreigeschossiger, ursprünglich traufständiger Flachsatteldachbau mit vorkragenden Obergeschossen, unter Einbezug eines Vorgängerbaus errichtet um 1300 und zweite Hälfte 14. Jahrhundert, (dendrologisch datiert auf 1297, 1367 und 1384), Firstdrehung mit straßenseitigem Giebel 18. Jahrhundert; zugehörig hölzerne Remise, zweigeschossiger Ständerbau, 18. Jahrhundert. | D-1-76-123-243 Wikidata | Wohnhaus                                           |
| Turmgasse 13 (Standort)                                                                | Wohnhaus                                                                                 | Ständer-Fachwerkbau mit traufseitig vorkragendem Obergeschoss, Kniestock, im Kern zweite Hälfte 14. Jahrhundert, barockzeitlich und um 1900 überformt. | D-1-76-123-409 Wikidata | Wohnhaus                                           |
| Ulrichsteig 1 (Standort)                                                               | Bauernhaus                                                                               | Zweigeschossiges, ursprünglich giebelgeteiltes Wohnstallhaus mit Kalkplattendach, im Kern 17. Jahrhundert; rückwärts angebaut großer Stadel mit Kalkplattendach, 18. Jahrhundert. | D-1-76-123-386 Wikidata | weitere Bilder                                     |
| Ulrichsteig 2a (Standort)                                                              | Wappentafel                                                                              | 18. Jahrhundert, an der Front. | D-1-76-123-246 Wikidata | Wappentafel                                        |
| Ulrichsteig 4 (Standort)                                                               | Ehemaliger Gartenpavillon                                                                | Talseitig zweigeschossig, mit Kniestock und Kalkplattendach, Lisenengliederung und Grisaille-Malereien auf je drei Putzfeldern an beiden Traufseiten, um 1780/81 (dendrochronologisch datiert) | D-1-76-123-394 Wikidata | BW                                                 |
| Universitätsallee 2 (Standort)                                                         | Mensa                                                                                    | Zweigeschossiges Gebäude mit Flachdach, Stahlbetonkonstruktion, mit vorgehängter Aluminiumfassade, aufgeglaster Vorbau, von Karljosef Schattner mit Jörg Homeier, Norbert Diezinger, Wilhelm Huber, 1985–1988. (Zugehörige Kollegiengebäude siehe Ostenstraße 28) | D-1-76-123-684 (Mensa)  | weitere Bilder                                     |
| Vordere Facette; Frauenberg (Standort)                                                 | 1000-Jahr-Stein                                                                          | Gedenkstein zum 1000-jährigen Stadtjubiläum, 1908 errichtet, zwischen Willibaldsburg und Frauenbergkapelle | D-1-76-123-183 Wikidata | 1000-Jahr-Stein                                    |
| Walburgiberg 1 (Standort)                                                              | Wohnhaus                                                                                 | Später Marienheim, giebelständig, zweigeschossig, mit flachgeneigtem Satteldach, 18. Jahrhundert, spätere Veränderungen, baulich verbunden durch das Portal mit Nummer 3 | D-1-76-123-247 Wikidata | weitere Bilder                                     |
| Walburgiberg 2 (Standort)                                                              | Pfarrhaus                                                                                | Östlicher Teil vom ehemaligen Kastengebäude des Walburgaklosters (vergleiche Walburgiberg 4), jetzt Pfarrhaus, dreigeschossig, am Westrand der Traufseite ehemalige Ladeluke in Form eines Zwerchhäuschens, vier Eingänge und Rundbogeneinfahrt, bezeichnet mit dem Jahr 1711 (siehe auch Walburgiberg 4 und Nummer 6/8) | D-1-76-123-248 Wikidata | weitere Bilder                                     |
| Walburgiberg 3 (Standort)                                                              | Ehemaliges Richteramtshaus                                                               | Ehemaliges Richteramtshaus des Klosters, später Marienheim, eingeschossiger Mansarddachwalmbau mit Zwerchgiebel, zur Talseite dreigeschossig, um 1747 von Benedikt Ettl erbaut, wohl auf älterem Kern | D-1-76-123-249 Wikidata | weitere Bilder                                     |
| Walburgiberg 4 (Standort)                                                              | Volksschule                                                                              | Westlicher Teil des ehemaligen Kastengebäudes des Walburgiklosters, viergeschossiger Trakt mit rustiziertem Sockelgeschoss, bezeichnet mit dem Jahr 1711, äußeres Ende 19. Jahrhundert, jetzt Volksschule (siehe auch Walburgiberg 2 und Nummer 6/8) | D-1-76-123-250 Wikidata | weitere Bilder                                     |
| Walburgiberg 5 (Standort)                                                              | Ehemaliges Klosterrichterhaus                                                            | Ehemaliges Klosterrichter- und Gästehaus, talseitig viergeschossiger, sonst dreigeschossiger Zweiflügelbau mit Mansarddach und Putzfassade, im Untergeschoss die St. Anna-Kapelle integriert, 1746–1748 von Benedikt Ettl, 1758/1759 Umbau des 2. Geschosses von Giovanni Domenico Barbieri sowie Bau der Brücke zur Kirche, (siehe auch Walburgiberg 2/4 und Nummer 6/8). | D-1-76-123-251 Wikidata | weitere Bilder                                     |
| Walburgiberg 6; Walburgiberg 8; Westenstraße 36; Westenstraße 44 (Standort)            | Benediktinerinnenkloster St. Walburg mit Wallfahrtskirche und Klostergarten              | Katholische Benediktinerinnen-Klosterkirche St. Walburg, Wandpfeileranlage von Martin Barbieri, 1629 bis 1631 auf mittelalterlicher Grundlage erbaut, Gruft der Hl. Walburga, mittelalterlich, Turm von Johann Benedikt Ettl, 1746 mit Walburgastatue von Franz Thaddäus Lang, Freitreppe und Vorhalle von Steinmetz Georg Rößler nach Plänen von Ettl 1746; mit Ausstattung; Benediktinerinnenkloster, weitläufige Anlage auf mittelalterlicher Grundlage; im Osten zweiflügelige Abtei mit ehemaligen Kastengebäuden, bezeichnet 1711 (siehe Walburgiberg 2 und 4), im Westen dreiflügeliger, monumentaler Konventbau, 1688/1690, mit Teilen des 17. Jahrhunderts; nördlich und westlich Zug der Stadtmauer mit drei Wehrtürmen, 13./14. Jahrhundert (siehe auch Westenstraße und Webergasse); Sommerhaus, zweigeschossiger Walmdachbau über Sockelgeschoss, unter Einbezug eines Befestigungsturms an die Stadtmauer gebaut, 18. Jahrhundert; Klostergarten: westlich mit Terrassierung, Anlage des 18. Jahrhunderts, mit erhaltenen Teilen der Ummauerung; nördlich am Hang, mit neugotischer Klostermauer, 1901. | D-1-76-123-252 Wikidata | weitere Bilder                                     |
| Walburgiberg 7 (Standort)                                                              | Handwerkerhaus                                                                           | Dreigeschossig im Winkel zwischen Westenstraße und Walburgiberg mit leicht geknickter Giebelfront, um 1710 über älterem Gewölbekeller, wohl des 17. Jahrhunderts, errichtet, Dachstuhl um 1733 dendrochronologisch datiert | D-1-76-123-448 Wikidata | weitere Bilder                                     |
| Walburgiberg 7; Westenstraße 24 (Standort)                                             | Walburgistiege                                                                           | Freitreppe zur Kloster- und Wallfahrtskirche St. Walburg, 17. Jahrhundert, von Giovanni Giacomo Engel, 1971/72 erneuert; zwischen Westenstraße 24 und 26 | D-1-76-123-273 Wikidata | weitere Bilder                                     |
| Webergasse 1 (Standort)                                                                | Bürgerhaus                                                                               | Zweigeschossig, giebelständig mit flachgeneigtem Satteldach, mit hohem Kniestock, bauzeitliches Türgewände mit Oberlicht und Türblatt, Anfang 18. Jahrhundert | D-1-76-123-253 Wikidata | weitere Bilder                                     |
| Webergasse 3 (Standort)                                                                | Bürgerhaus                                                                               | Giebelständig mit flachgeneigtem Satteldach, zweigeschossig mit hohem Kniestock, laut Chronogramm am Oberlicht der Haustür bezeichnet mit dem Jahr 1754 | D-1-76-123-254 Wikidata | weitere Bilder                                     |
| Webergasse 13 (Standort)                                                               | Wohnhaus                                                                                 | Barocker, traufständiger Flachsatteldachbau mit Zwerchgiebel, dreigeschossig mit Fassadenstuck, um 1743 (dendrologisch datiert), auf zwei Untergeschossen. | D-1-76-123-255 Wikidata | weitere Bilder                                     |
| Webergasse 15 (Standort)                                                               | Wohnhaus                                                                                 | Giebelständig, mit hohem Kniestock und Stuckfassade, laut Chronogramm bezeichnet mit dem Jahr 1737 | D-1-76-123-256 Wikidata | weitere Bilder                                     |
| Webergasse 34 (Standort)                                                               | Wappentafel                                                                              | Wappentafel am Haus, bezeichnet mit dem Jahr 1603 | D-1-76-123-257 Wikidata | Wappentafel                                        |
| Webergasse 38 (Standort)                                                               | Kleines Wohnhaus                                                                         | Eingeschossiger Giebelbau mit asymmetrischer Dachneigung, wohl 17. Jahrhundert | D-1-76-123-258 Wikidata | Kleines Wohnhaus                                   |
| Weißenburger Straße 1 (Standort)                                                       | Haustür                                                                                  | Kalksteingewände, von 1687, mit gefelderter Haustür, um 1820 | D-1-76-123-260 Wikidata | Haustür                                            |
| Weißenburger Straße 2 (Standort)                                                       | Sogenanntes Magerhaus                                                                    | Wohnhaus am ehemaligen Hofwäscheplatz, giebelständiges zweigeschossiges Seitenflurhaus mit flachgeneigtem Satteldach und mit Steinstufenaufgang, im Kern um 1700, 1793 und Mitte 19. Jahrhundert renoviert, biedermeierliche Haustür, um 1840/50, weitere Umbauten und Überformungen seit den 1960er Jahren | D-1-76-123-261 Wikidata | Sogenanntes Magerhaus                              |
| Weißenburger Straße 3 (Standort)                                                       | Ehemalige Hofwäscherei                                                                   | Mit der Traufseite zu einem aus Weißenburger Straße 1 bis 4 gebildeten ehemaligen Hofwaschplatz, zweigeschossiges Jurahaus mit hohem Kniestock und Ladeluke, urkundlich erbaut 1689 (1690 dendrochronologisch datiert), anstelle des alten Remisentors ein neugotischer Standerker auf dreieckigem Grundriss mit kupfernem Pultdach und Wasserspeier um 1903 angebaut | D-1-76-123-262 Wikidata | Ehemalige Hofwäscherei                             |
| Weißenburger Straße 6 (Standort)                                                       | Essigmayer-Haus                                                                          | Sogenanntes Essigmayer-Haus, breitgelagerter zweigeschossiger barocker Mansardwalmdachbau mit Putzgliederungen in Form profilierter Gurt- und Traufgesimse, korbbogiges Kalksteinportalgewände mit geschmiedetem Oberlichtgitter und Zweiflügelportal, um 1735/38 für den Hofkastner Josef Anton Gulden nach Plänen von Gabriel de Gabrieli von Giovanni Domenico Barbieri erbaut | D-1-76-123-263 Wikidata | weitere Bilder                                     |
| Weißenburger Straße 7 (Standort)                                                       | Justizvollzugsanstalt                                                                    | Ehemaliges Land- und Amtsgerichtsgefängnis, heute Justizvollzugsanstalt, Anlage über T-förmigem Grundriss, breitgelagerter dreigeschossiger Verwaltungsbau in neuklassizistischen Formen mit Mittelrisalit, rückwärtig langgestreckter Zellentrakt, Haustein, 1899–1900 erbaut; Im Innern Gefängniskapelle von 1901 mit Ausstattung | D-1-76-123-264 Wikidata | weitere Bilder                                     |
| Weißenburger Straße 28 (Standort)                                                      | Getreidespeicher                                                                         | Dreigeschossiger massiver Satteldachbau, zwischen 1781 und 1808/09 errichtet | D-1-76-123-265 Wikidata | Getreidespeicher                                   |
| Westenstraße 1 (Standort)                                                              | Stadtpropstei                                                                            | Ehemaliges Stadtrichtergebäude, später Stadtpropstei, an drei Seiten freistehender Mansardwalmdachbau mit Eckerkern und Stuckfassade mit antikisierenden Köpfen, von Gabriel de Gabrieli 1735, im Kern das schon im 17. Jahrhundert erwähnte Stadtrichtergebäude | D-1-76-123-267 Wikidata | weitere Bilder                                     |
| Westenstraße 2 (Standort)                                                              | Wohnhaus                                                                                 | Dreigeschossiger Eckbau mit Eckerker auf Steinlöwen, durch hohes Walmdach mit Nummer 4 verbunden, bezeichnet mit dem Jahr 1686 | D-1-76-123-268 Wikidata | weitere Bilder                                     |
| Westenstraße 4 (Standort)                                                              | Wohnhaus                                                                                 | Dreigeschossiger Traufseitbau mit Aufzugsgaube, wohl 1686, durch hohes Walmdach mit Nummer 2 verbunden | D-1-76-123-269 Wikidata | Wohnhaus                                           |
| Westenstraße 6a/6b (Standort)                                                          | Ehemaliger „Baptistbräu“                                                                 | Dreigeschossiger Eckhauskomplex mit Flachsatteldach, bestehend aus Wohnhaus mit Gastwirtschaft (Nummer 6a) und ehemaligem Brauereigebäude (Nummer 6b); Wohnhaus, als Wohn- und Wirtshaus in Fachwerkkonstruktion um 1453/54 (dendrochronologisch datiert) neu erbaut, Mitte 18. Jahrhundert barocker Umbau mit Ummauerung der Fachwerkfassaden durch massives Mauerwerk; Nördlich angeschlossen ehemaliges Bräuhaus über tonnengewölbtem, spätmittelalterlichem Keller, Obergeschoss und Dachwerk mit Kniestock 1751/52 (dendrochronologisch datiert), nach Aufgabe der Brauerei 1912 Errichtung eines „Lichtbildtheaters“, 1947/48 durch Kinoeinbau weitgehend entkernt. | D-1-76-123-403 Wikidata | weitere Bilder                                     |
| Westenstraße 8 (Standort)                                                              | Bürgerhaus                                                                               | Traufständiges dreigeschossiges Jurahaus mit Zwerchgiebel und Flachsatteldach, die Obergeschosse vorkragend, im Kern Fachwerk, 1451 (dendrochronologisch datiert), Zwerchgiebel 1719 (dendrochronologisch datiert), das Dachwerk 1888 (dendrochronologisch datiert) verändert, Umbauten im 18./19. Jahrhundert, auf mittelalterlichen, tonnengewölbten Kellern. | D-1-76-123-270 Wikidata | Bürgerhaus                                         |
| Westenstraße 9 (Standort)                                                              | Gusseiserner Laufbrunnen                                                                 | Polygonaler Brunnenstock mit Rechtecktrog, 19. Jahrhundert | D-1-76-123-443 Wikidata | weitere Bilder                                     |
| Westenstraße 15 (Standort)                                                             | Handwerkerhaus                                                                           | Dreigeschossiger Giebelbau mit hohem Kniestock und Heiligennische, im Kern wohl 17. Jahrhundert | D-1-76-123-272 Wikidata | Handwerkerhaus                                     |
| Westenstraße 21 (Standort)                                                             | Ehemaliges Handwerker-Anwesen                                                            | Schmaler dreigeschossiger Giebelbau mit Fachwerk-Kniestock und flach geneigtem Satteldach, Ende 17. Jahrhundert; Längs angeschlossen zweigeschossiges Rückgebäude mit Pultdach, teilweise in Fachwerk, Ende 17. Jahrhundert | D-1-76-123-460 Wikidata | Ehemaliges Handwerker-Anwesen                      |
| Westenstraße 26 (Standort)                                                             | Bürgerhaus                                                                               | Dreigeschossiger traufständiger Eckbau, untere Geschosse 1687–1689 (dendrochronologisch datiert), Aufgestockung des obersten Geschosses 1777–1779 (dendrochronologisch datiert); umfassend renoviert 2017–2019 | D-1-76-123-274 Wikidata | weitere Bilder                                     |
| Westenstraße 28 (Standort)                                                             | Bürgerhaus                                                                               | Dreigeschossiger Giebelbau mit hohem Kniestock und Kalkplattendach, bauzeitliches Türgewände mit Oberlicht, Anfang 18. Jahrhundert | D-1-76-123-276 Wikidata | weitere Bilder                                     |
| Westenstraße 30 (Standort)                                                             | Ehemaliges Schlosseranwesen                                                              | Seitenflurhaus, giebelständig mit flachgeneigtem Satteldach, zweigeschossig mit hohem Kniestock 1687, aus dieser Bauzeit Türgewände mit Oberlicht, stuckierte Eckpilaster 1914, Umbau des Innern 1960 | D-1-76-123-278 Wikidata | weitere Bilder                                     |
| Westenstraße 31 (Standort)                                                             | Bürgerhaus                                                                               | Traufseitbau, wohl 18. Jahrhundert, aufgeputzte Lisenengliederung Anfang 19. Jahrhundert; Im Hof Batterieturm der ehemaligen Stadtbefestigung, 1460 | D-1-76-123-279 Wikidata | Bürgerhaus                                         |
| Westenstraße 35 (Standort)                                                             | Ehemaliges Gasthaus                                                                      | Dreigeschossig, giebelständig mit geschweiftem Giebel und Fassadenstuck, im Kern 1687 (dendrochronologisch datiert), größere Umbaumaßnahmen nach 1729 (urkundlich), Dachstuhlerneuerung 1737 (dendrochronologisch datiert), Umbau 1939 | D-1-76-123-281 Wikidata | Ehemaliges Gasthaus                                |
| Westenstraße 37 (Standort)                                                             | Bürgerhaus                                                                               | Zweigeschossiger Giebelbau mit hohem Kniestock und flach geneigtem Satteldach, bezeichnet mit dem Jahr 1688, Hausmadonna vielleicht von Christian Handschuher 17. Jahrhundert, Putzdekor um 1909/10 | D-1-76-123-282 Wikidata | weitere Bilder                                     |
| Westenstraße 53 (Standort)                                                             | Ehemaliges Spitalmeisteranwesen und spätere Schankwirtschaft                             | Wohn- und Geschäftshaus, später auch Mosterei, giebelständiger, zweigeschossiger breitgelagerter Flachsatteldachbau mit Kniestock, 1690 (dendro.dat.), Umbauten im 19. Jh.; nordwestlich anschließendes Rückgebäude, Werkstatt, eingeschossiger Satteldachbau mit Kniestock, teilweise Bruchsteinmauerwerk, 1912, eingeschossiger Verbindungsbau zum Haupthaus, 1924; später teilweise verändert | D-1-76-123-596          | BW                                                 |
| Westenstraße 56 (Standort)                                                             | Ehemaliger Stadel                                                                        | Später zum zweigeschossigen Seitenflurhaus ausgebaut, Giebelbau mit hohem Kniestock, 1696 errichtet, Wohnhausausbau und Teilaufstockung zweite Hälfte 18. Jahrhundert | D-1-76-123-285 Wikidata | Ehemaliger Stadel                                  |
| Westenstraße 66 (Standort)                                                             | Benefiziatenhaus                                                                         | Ehemaliges Benefiziatenhaus beziehungsweise „Caplanhaus“ von St. Maria Hilf, jetzt Pfarrmesnerhaus St. Walburg, stattlicher zweigeschossiger giebelständiger Bau mit Flachsatteldach, durch Mauer und Sakristei mit der Kapelle Maria Hilf baulich verbunden, 1707 (dendrochronologisch datiert) auf Fundamenten des 15. Jahrhunderts | D-1-76-123-287 Wikidata | Benefiziatenhaus                                   |
| Westenstraße 68 (Standort)                                                             | Katholische Kapelle Maria Hilf                                                           | Sogenannte Wasserkapelle, über Freitreppe zugänglicher Saalbau mit Lisenengliederung, Giebeldachreiter und mit eingezogenem, von Strebepfeilern umstellten gotischen Chor, 1457, erneuert 1656; mit Ausstattung; Gusseisenbrunnen, bezeichnet mit dem Jahr 1869, vor der Freitreppe | D-1-76-123-288 Wikidata | weitere Bilder                                     |
| Westenstraße 69 (Standort)                                                             | Bürgerhaus                                                                               | zweigeschossiger traufständiger Satteldachbau mit erhöhtem Kniestock, Fassade mit Blendgiebel und Stubenerker mit Korbbogenabschluss, rückwärtig Altanen, mit Legschieferdach, um 1690 (dendro.dat.), Umbauten im 19. Jh., mit westlich anschließenden zweigeschossigen Flügelbauten, südlich mit Laubengang, Legschieferdächer, 18./19. Jh., später teilweise verändert; Holzlege, Satteldachbau mit Legschieferdach, wohl 19. Jh.; Gartenpavillon, eingeschossiges Gebäude mit Zeltdach, wohl um 1800 | D-1-76-123-604          | BW                                                 |
| Westenstraße 83 (Standort)                                                             | Westenmühle                                                                              | Ehemalige Westenmühle (Lindighaus), zurückgesetzter traufständiger Bau mit flach geneigtem Satteldach und übergiebelten Seitenrisaliten, zweigeschossig mit Kniestock, die flachen Risalite lediglich durch aufgeputzte seitliche Quaderungen hervortretend, 1793–1795 dendrologisch datiert, bezeichnet mit dem Jahr 1794 | D-1-76-123-290 Wikidata | weitere Bilder                                     |
| Westenstraße 88 (Standort)                                                             | Westenfriedhof mit Michaelskapelle                                                       | Katholische Friedhofskapelle St. Michael, auf Terrasse über dem Straßenniveau, mit zwei Freitreppen, Saalbau mit steilem Satteldach und Giebeldachreiter, 1536, Umgestaltung des Innern um 1710; mit Ausstattung; nördlich Westenfriedhof, 1535 angelegt und 1851 aufgelassen, zahlreiche Grabsteine und Epitaphe 17. bis frühes 19. Jahrhundert, Kreuzigungsgruppe um 1770; barocke Friedhofsmauer mit eingelassenen Grabdenkmälern | D-1-76-123-292 Wikidata | weitere Bilder                                     |
| Westenstraße 94 (Standort)                                                             | Stadel                                                                                   | Traufständiger, zweigeschossiger Flachsatteldachbau mit Kniestock, Kalkplattendach, Bruchstein und Fachwerk, dendrologisch datiert 1697/99 | D-1-76-123-467 Wikidata | weitere Bilder                                     |
| Westenstraße 121 (Standort)                                                            | Jurahaus                                                                                 | Wohnhaus, giebelständiger, zweigeschossiger Flachsatteldachbau, teils Fachwerk, Dach an der Nordostseite abgeschleppt, Dachwerk 1691 (dendrochronologisch datiert). | D-1-76-123-667 Wikidata | Jurahaus                                           |
| Westenstraße 124 (Standort)                                                            | Villa                                                                                    | Im englischen Landhausstil, zweigeschossiger Bau mit Satteldächern, unregelmäßiger Grundriss, Putzbau mit unregelmäßiger Rustizierung des Sockelgeschosses, Kalksteinfenstergewänden und Fachwerkelementen, 1912/13 von Karl Hochhäusler; mit Ausstattung | D-1-76-123-451 Wikidata | weitere Bilder                                     |
| Westenstraße 125 (Standort)                                                            | Wohnhaus                                                                                 | Zweigeschossiger Giebelbau mit Kniestock, im Kern 17. Jahrhundert, Erker, 1905, auf figürlichen Konsolsteinen 17. Jahrhundert, Bauteile des 17./18. Jahrhunderts wiederverwendet | D-1-76-123-294 Wikidata | Wohnhaus                                           |
| Westenstraße 144 (Standort)                                                            | Ehemaliges Wohnstallhaus                                                                 | Zweigeschossig mit hohem Kniestock und Flachsatteldach, teils massiv, teils Fachwerk, 18. Jahrhundert | D-1-76-123-395 Wikidata | Ehemaliges Wohnstallhaus                           |
| Westenstraße; Nähe B13 (Standort)                                                      | Kreuzstein                                                                               | Mittelalterlich, auf der Verkehrsinsel zwischen Westenstraße und Bundesstraße 13 | D-1-76-123-209 Wikidata | weitere Bilder                                     |
| Widmanngasse 1 (Standort)                                                              | Türgerüst                                                                                | Türgerüst mit Oberlicht, Türblatt und Gusseisen-Wappentafel, bezeichnet mit dem Jahr 1785 | D-1-76-123-296 Wikidata | Türgerüst                                          |
| Widmanngasse 2 (Standort)                                                              | Wohnbau                                                                                  | Ehemaliger Domherrenhof Arzat-Gebsattel, Domvikar- und Mesnerwohnung, stattlicher spätgotischer Wohnbau mit Steilgiebeldach und eingebauter Hauskapelle, um 1500 (siehe auch Domplatz 5) | D-1-76-123-297 Wikidata | Wohnbau                                            |
| Winkelwirtsgasse 4 (Standort)                                                          | Wohnhaus                                                                                 | Traufständiger, zweigeschossiger Satteldachbau des 17. Jahrhunderts mit vorkragenden Obergeschossen, Kniestock und Dachausbau 1932, eindrucksvolles, über steilen Treppenabgang erschlossenes, gebäudetiefes Kellergewölbe, tonnengewölbt, mit Quertonne an der Hausrückseite, vermauerter Durchgang zum Keller von Winkelwirtsgasse 6, Kalkstein, 15./16. Jahrhundert. | D-1-76-123-298 Wikidata | weitere Bilder                                     |
| Winkelwirtsgasse 6 (Standort)                                                          | Wohnhaus                                                                                 | Dreigeschossiger Traufseitbau mit hohem Kniestock und auskragenden Obergeschossen, Hauswappen bezeichnet mit dem Jahr 1599 | D-1-76-123-299 Wikidata | Wohnhaus                                           |
| Wohlmuthgasse 2 (Standort)                                                             | Wohnhaus                                                                                 | Zweigeschossiger Walmdachbau mit Kalkplattendeckung, Anfang 18. Jahrhundert, an Stadtmauerabschnitt mit Wehrturm angebaut (siehe Stadtbefestigung), zugehörig Gartenmauer im Gassenverlauf nach Westen sowie südlich Parallel zum ehemaligen Dompropsteigarten (Luitpoldstraße 2) | D-1-76-123-300 Wikidata | weitere Bilder                                     |

### Blumenberg
| Lage                          | Objekt      | Beschreibung                                                                          | Akten-Nr.               | Bild           |
| ----------------------------- | ----------- | ------------------------------------------------------------------------------------- | ----------------------- | -------------- |
| Willibaldstraße (Standort)    | Grenzsäule  | In Art eines Bildstocks, bezeichnet mit dem Jahr 1606.                                | D-1-76-123-301 Wikidata | weitere Bilder |
| Willibaldstraße 13 (Standort) | Feldkapelle | Kleiner massiver Satteldachbau, mit Putzgliederung, bezeichnet 1876, mit Ausstattung. | D-1-76-123-700          | weitere Bilder |

### Buchenhüll
| Lage                                            | Objekt                                         | Beschreibung | Akten-Nr.               | Bild |
| ----------------------------------------------- | ---------------------------------------------- | --- | ----------------------- | ---- |
| Buchenhüll 6 (Standort)                         | Katholische Wallfahrtskirche Mariä Himmelfahrt | gotische Anlage des ausgehenden 13. Jahrhunderts, Langhaus 1616 erweitert, Turmobergeschoss mit Haube und Laterne um 1700, Fenstervergrößerungen 1770, Sakristeianbau unter Schleppdach an der Nordseite; mit Ausstattung; ummauerter Friedhof mit Tor und Grab Christi,um 1680/1700 und Mitte 19. Jahrhundert; barockes Grabdenkmal Kraus, klassizistisches Grabdenkmal Heiß. | D-1-76-123-302 Wikidata | BW   |
| Bürgerholz (Standort)                           | Kreuzweg                                       | 14 Steinpfeiler südwestlich der Kirche, in der Flur und im Wald, die erste, vierte und sechste Station 1591, die übrigen aus der Zeit der Wiederherstellung des Kreuzwegs, 1851, längs des Weges von Buchenhüll nach Eichstätt. | D-1-76-123-305 Wikidata | BW   |
| Bürgerholz (Standort)                           | Wegkreuz                                       | gegossene Figur des Gekreuzigten unter Dreipassbügel, wohl zweite Hälfte 19. Jahrhundert, im Bürgerholz an der Wegekreuzung am vom Ziegelhof kommenden Weg vor Beginn des Kreuzwegs. | D-1-76-123-453 Wikidata | BW   |
| Nähe Alter Stadtweg (Standort)                  | Mariengrotte                                   | 1904, südwestlich am Waldrand. | D-1-76-123-303 Wikidata | BW   |
| Nähe Alter Stadtweg (Standort)                  | Herz-Jesu-Grotte                               | 1904; südwestlich am Waldrand. | D-1-76-123-304 Wikidata | BW   |
| Von Buchenhüll zur Kreisstraße EI 21 (Standort) | Wegkreuz                                       | Kreuz mit eisernem Bügeldach, der Gekreuzigte und Maria als Metallreliefs, bezeichnet mit dem Jahr 1896, westlich der Ortschaft an der Straße von Buchenhüll zur Kreisstraße EI 21 gelegen. | D-1-76-123-452 Wikidata | BW   |

### Häringhof
| Lage                       | Objekt            | Beschreibung                                                      | Akten-Nr.               | Bild       |
| -------------------------- | ----------------- | ----------------------------------------------------------------- | ----------------------- | ---------- |
| Wimpasing 8 (Standort)     | Einfriedungsmauer | Zugehörige Einfriedungsmauer des Gutshofes, wohl 18. Jahrhundert. | D-1-76-123-307 Wikidata | BW         |
| Ziegelhof Äcker (Standort) | Wegkapelle        | 19. Jahrhundert; mit Ausstattung                                  | D-1-76-123-306 Wikidata | Wegkapelle |

### Landershofen
| Lage                                     | Objekt                          | Beschreibung | Akten-Nr.               | Bild           |
| ---------------------------------------- | ------------------------------- | --- | ----------------------- | -------------- |
| Doktorberg; Staatsstraße 2225 (Standort) | Figurenfeld Wünsche-Mitterecker | Mahnmal gegen Krieg und Gewalt, 78 überlebensgroßen Betongussfiguren von Alois Wünsche-Mitterecker, in abstrahierend-expressionistisch-kubistischen Formen menschlicher und tierischer Gestalten wie von Kriegsgerät, vom Künstler ab 1950 konzipiert für eine in die Juralandschaft eingebundene Aufstellung in und um die Geländemulde östlich vor der Stadt 1958–1977 aufgestellt. | D-1-76-123-399 Wikidata | weitere Bilder |
| Lindenstraße 15 (Standort)               | Ehemaliges Kleinbauernhaus      | „Weber-Söldhaus“, erdgeschossig mit Kniestock, und verputztem Fachwerkgiebel, Ende 18./Anfang 19. Jahrhundert, angeschlossen jüngerer Stadelteil. | D-1-76-123-406 Wikidata | weitere Bilder |
| Lindenstraße 17 (Standort)               | St. Benedikt                    | Katholische Filialkirche St. Benedikt, im Kern romanische Chorturmkirche mit Halbrundapsis, um 1190 geweiht, im 18. Jahrhundert erneuert, Turmabschluss mit Quersatteldach 1843; mit Ausstattung; Friedhofsmauer, 18. Jahrhundert. | D-1-76-123-308 Wikidata | weitere Bilder |
| Pfünzer Straße (Standort)                | Steinkreuz                      | Mittelalterlich, beim Parkplatz an der Pfünzer Straße, westlich des Wegkreuzes. | D-1-76-123-309 Wikidata | weitere Bilder |
| Pfünzer Straße (Standort)                | Wegkreuz                        | Kalkpfeiler, bezeichnet mit dem Jahr 1845, mit eisernem Kruzifix, beim Parkplatz an der Pfünzer Straße. | D-1-76-123-310 Wikidata | weitere Bilder |
| Pfünzer Straße (Standort)                | Zwei Steinkreuze                | Mittelalterlich, an der Pfünzer Straße, Abzweigung Haselberg. | D-1-76-123-311 Wikidata | weitere Bilder |
| Nähe Lindenstraße (Standort)             | Steinkreuz                      | Steinkreuz, mittelalterlich | D-1-76-123-312 Wikidata | BW             |
| Untere Au 6 (Standort)                   | Kleinbauernhaus                 | Ehemaliges Kleinbauernhaus (sogenannte Schneidersölde), traufständiges, giebelseitig erschlossenes Mittelflurhaus mit ehemaligen Längsstall, Obergeschoss und Giebel Fachwerk, Mitte 18. Jahrhundert. | D-1-76-123-384 Wikidata | weitere Bilder |

### Lüften
| Lage                                   | Objekt                            | Beschreibung                                                                                 | Akten-Nr.               | Bild           |
| -------------------------------------- | --------------------------------- | -------------------------------------------------------------------------------------------- | ----------------------- | -------------- |
| Dörrenhof, Nähe Lüftenstaße (Standort) | Wegkreuz, sog. Wegkreuz Dr. Seitz | Schmiedeeisen, mit Heiligenporträt, über Natursteinsockel mit Widmungsinschrift, 1924        | D-1-76-123-719          | BW             |
| Wimpasing 11 (Standort)                | Lüftenkapelle                     | Wegkapelle, sogenannte Lüftenkapelle, Kleine Kapelle mit Satteldach und Wandmalereien, 1712. | D-1-76-123-313 Wikidata | weitere Bilder |
| Wimpasing 11 (Standort)                | Kreuzstein                        | wohl 17. Jahrhundert, links vor der Lüftenkapelle.                                           | D-1-76-123-314 Wikidata | weitere Bilder |
| Wimpasing 11 (Standort)                | Wegkreuz                          | bezeichnet mit dem Jahr 1859; nahe der Lüftenkapelle.                                        | D-1-76-123-357 Wikidata | weitere Bilder |
| Wimpasing 11 (Standort)                | Kreuzstein                        | mittelalterlich, ehemals nordöstlich an der Landstraße, heute rechts vor der Lüftenkapelle.  | D-1-76-123-358 Wikidata | weitere Bilder |

### Marienstein
| Lage | Objekt                                        | Beschreibung | Akten-Nr.               | Bild           |
| --- | --------------------------------------------- | --- | ----------------------- | -------------- |
| Blumenberger Straße 24 (Standort)                                                                               | Wohnhaus Dr. Diener                           | In Terrassenform als Hanghaus angelegter, ein- bis zweigeschossiger Wohnbau im Bungalowstil mit Flachsattel- und Pultdach, Karljosef Schattner 1974–76; mit Ausstattung; terrassierte Gartenanlage, von Gerhart Teutsch, gleichzeitig. | D-1-76-123-702          | BW             |
| Klosterhof 1, 2, 3, 4, 5, 6, 8, 10, 12, Klostergarten 1, 33, Rebdorfer Straße 71, 73, 73 a, 75 a, 77 (Standort) | Ehemaliges Augustinerinnenkloster Marienstein | Schlichte, um mehrere Höfe geordnete Anlage aus Kirche und den Wohn- und Wirtschaftsgebäuden Klosterhof 1–6, 8, 10, 12, Rebdorfer Straße 71, 75a, 77, 86, um 1460 gegründet, Klosterbau 1470/1471, nach Zerstörung (1634) Wiederaufbau von Kirche und Klostergebäuden in barocker Form ab 1669, Auflösung des Klosters 1806, Abbruch von Konventbau und Kirchenchor 1838, Neuweihe 1843, die Klostergebäude heute profaniert; ehemalige Klosterkirche St. Maria, heute katholische Filialkirche St. Anna, 1470/71, 1669 barockisiert; Wohn- und Wirtschaftsgebäude des Südflügels des ehemaligen Klosters, zweite Hälfte 17. Jahrhundert; Torhaus 17. Jahrhundert; Torhaus und Wohngebäude des ehemaligen nordwestlichen Wirtschaftshofs, zweite Hälfte 17. Jahrhundert; ehemalige Klostermauer, mehrere erhaltene Mauerzüge, wohl zweite Hälfte 17. Jahrhundert. | D-1-76-123-320 Wikidata | weitere Bilder |
| Rebdorfer Feld (Standort)                                                                                       | Feldscheune                                   | Stattlicher, streng symmetrischer Kalksteinquaderbau mit flach geneigtem Satteldach Mitteldurchfahrt und gekuppelten schlitzartigen Lüftungsöffnungen, um 1860. | D-1-76-123-440 Wikidata | weitere Bilder |
| Rebdorfer Straße 84 (Standort)                                                                                  | Ehemaliges Wohn- und Werkstattgebäude         | In unverputztem Kalksteinmauerwerk mit Eckquaderung und Segmentbogenfenstern, im Erdgeschoss (ehemalige Steinmetzwerkstätte) Säulenstellung, erbaut um 1870. | D-1-76-123-383 Wikidata | BW             |
| Rebdorfer Straße 92 (Standort)                                                                                  | Ehemaliges Bauernhaus                         | Breitgelagerter, giebelseitig erschlossener Flachsatteldachbau mit integriertem ehemaligem Stallteil, wohl Ende 17. Jahrhundert, mit jüngerem firstparallelem Stadelanbau unter Dachabschleppung und Ausbaudetails des frühen 19. Jahrhunderts im Obergeschoss. | D-1-76-123-405 Wikidata | BW             |

### Pietenfeld an der Leithen
| Lage                           | Objekt      | Beschreibung | Akten-Nr.               | Bild           |
| ------------------------------ | ----------- | --- | ----------------------- | -------------- |
| Nähe An der Leithen (Standort) | Wegkapelle  | Kleiner Saal mit Giebeldachreiter, um 1900; am Hang über Pietenfeld an der Leithen gelegen.                                                                                      | D-1-76-123-459 Wikidata | weitere Bilder |
| An der Leithen (Standort)      | Steinbrücke | Über einen ehemaligen Seitenarm der Altmühl, zweijochig gewölbt, bezeichnet mit dem Jahr 1783, westseitig Brüstung mit Nepomuk-Figur, wohl 19. Jahrhundert, auf barockem Sockel. | D-1-76-123-328 Wikidata | weitere Bilder |

### Rebdorf
| Lage                                             | Objekt                                        | Beschreibung | Akten-Nr.               | Bild |
| ------------------------------------------------ | --------------------------------------------- | --- | ----------------------- | --- |
| Johann-Herden-Weg 8 (Standort)                   | Ehemalige Pfarrkirche St. Johannes            | Im Kern ein gotischer Saalbau mit leicht eingezogenem Rechteckchor unter gemeinsamem steilem Satteldach, 13./14. Jahrhundert, Barockisierung 1601, nach 1806 profaniert und zu einem zweigeschossigen Wohnhaus ausgebaut, am ehemaligen Chor aufgeputzte Eckquaderung. | D-1-76-123-329 Wikidata | weitere Bilder |
| Nähe Kilian-Leib-Straße; Weinleite 13 (Standort) | Friedhofummauerung                            | Friedhofummauerung, 1857 | D-1-76-123-338 Wikidata | [[Vorlage:Bilderwunsch/code!/O:Friedhof Weinleite!/C:48.88384,11.16451!/D:Nähe Kilian-Leib-Straße; Weinleite 13, Friedhofummauerung!/\|BW]] |
| Nähe Pater-Moser-Straße (Standort)               | Wegsäule                                      | Barock mit Reliefs der Kreuzigung und des Hl. Ignatius, bezeichnet mit dem Jahr 1776. | D-1-76-123-336 Wikidata | weitere Bilder |
| Pater-Moser-Straße 3 (Standort)                  | Ehemaliges Augustiner-Chorherrenstift Rebdorf | Begründet 1156, barocker Ausbau erste Hälfte 18. Jahrhundert durch Gabriel de Gabrieli und Matthias Seybold, Aufhebung des Stifts 1806, 1857 Umwandlung zum „Polizeilichen Arbeitshaus“ mit Landwirtschaft, seit 1958 Niederlassung der Herz-Jesu-Missionare und Realschule, seit 2014 Realschulzentrum; ehemalige Augustiner Chorherren-Stiftskirche St. Johannes d. T., jetzt Katholische Pfarrkirche und Klosterkirche der Herz-Jesu-Missionare, langgestreckte romanische Pfeilerbasilika ohne Querhaus zweite Hälfte 12. Jahrhundert, Doppelturmfassade um 1230, Neubau der ursprünglich halbrunden Mittelapsis mit polygonalem Chorschluss erstes Viertel 14. Jahrhundert, Wölbung der Schiffe 1317–1336, barocker Ausbau der Anlage (Pilastergliederung, oktogonale Turmaufbauten mit geschweiften verkröpften Haubenlaternen, zwischen den Türmen Schweifgiebel) 1732–1734 durch Matthias Seybold, klassizistisches Turmportal von Maurizio Pedetti, bezeichnet mit dem Jahr 1793, darüber Statue Johannes d. T.; mit Ausstattung; Klostergebäude: Kreuzgang (alter Konventbau) südlich an die Kirche anschließend, mittelalterliche Anlage mit spätgotischen Arkadengängen und ehemaligem Kapitelsaal, barocke Erweiterungen und Überbauungen 1711 und Folgejahre, Ausbau des Südflügels zur Prälatur mit barocken Repräsentationsräumen und mit barocker Südfassade, letztere um 1735 von Matthias Seybold; neuer Konventbau, östlich von Kreuzgang und Kirche, barocker Arkadenhof in drei Flügeln, 1715 und Folgejahre von Gabriel de Gabrieli erbaut (Gabrielihof); mit Ausstattung; großer Klosterhof (Schulhof), Osttrakt als südliche Verlängerung des Ostflügels des Gabrielihofs mit insgesamt 183 m langer Schauseite des Klosters zur Altmühl (sogenannter Wasserfrontbau), 1715 und Folgejahre von Gabriel de Gabrieli, Westtrakt mit im Kern mittelalterlichem Torbau und anschließendem traufseitigen Wirtschaftstrakt des 18. Jahrhunderts (Südseite des Schulhofs jetzt modern bebaut, Gebäude des südlich anschließenden Wirtschaftshofes weitgehend abgebrochen); ehemaliges Klosterrichterhaus (Pater-Moser-Straße 5), Traufseitbau mit steilem Satteldach, im Kern 15./16. Jahrhundert, barocker Putzdekor zweite Hälfte 17. Jahrhundert, 1857 bis 1990 Gasthaus; Wohngebäude in Jurabauweise (Pater-Moser-Straße 9/11), ehemalig zum Kloster gehörig, zweigeschossiger traufständiger Putzbau mit Flachsatteldach und Legschieferdeckung, Eckraum im Erdgeschoss mit Segmentbogengliederung, Dachstuhl 1601/02 (dendrologisch datiert); anschließend nördlicher Teil des ehemaligen Torbaus zum Ökonomiehof (Pater-Moser-Straße 13), schmaler zweigeschossiger Flachsatteldachbau, Südseite abgeschrägt, im Kern 18. Jahrhundert; ehemaliger Pferdestall, langgestreckter massiver Satteldachbau als südlicher Abschluss des Ökonomiehofs, um 1730, Erdgeschoss ehemals gewölbt; Einfriedungsmauer des ehemaligen Klostergartens, um 1750, nördlich der Kirche und des Gabrielihofs; Kelleranlage (Am Wald 2), ehemalig zum Kloster gehörig, massiv mit Bruchstein ausgebauter Kellerraum mit winkelförmigem Grundriss, Kellerhals und Räume mit Tonnengewölbe, mit Brunnen, 17./18. Jahrhundert, Einzug von Zwischenwänden wohl erste Hälfte 20. Jahrhundert. | D-1-76-123-330 Wikidata | weitere Bilder |
| Pater-Moser-Straße 12 (Standort)                 | Villa                                         | Villa der Direktoren des Arbeitshauses Rebdorf, zweigeschossiger spätklassizistischer Kubus mit Mezzaningeschoss und Giebelrisalit mit Dreiecksgiebel, flach geneigtes Walmdach, nach 1857 erbaut; Einfriedungsmauer der zugehörigen Obstplantage, wohl nach 1857; Gartenpavillon in der Plantage, zweigeschossig mit flachgeneigtem Pyramidendach, 18. Jahrhundert; Einfriedung, Zaun aus gusseisernen Lanzetten, um 1860. | D-1-76-123-337 Wikidata | weitere Bilder |
| Rebdorfer Steg (Standort)                        | Hochwassersteg                                | Steinerner Steg, etwa 250 m langer, 1 m breiter und circa 60 cm hoher Steg aus unterschiedlich großen, von 78 cm bis zu 3,80 m langen Kalksteinplatten auf Steinstützen, diese teils mit Ziegeln untermauert, der Großteil handbearbeitete Platten vor 1800, im 19. Jahrhundert durch gesägte Platten ergänzt, im 20. Jahrhundert mit Betonplatten repariert. | D-1-76-123-465 Wikidata | weitere Bilder |
| Weiheracker (Standort)                           | Steinbrücke                                   | Zweijochig, über die Altmühl, bezeichnet mit dem Jahr 1847. | D-1-76-123-339 Wikidata | weitere Bilder |

### Wasserzell
| Lage                               | Objekt                              | Beschreibung | Akten-Nr.               | Bild                  |
| ---------------------------------- | ----------------------------------- | --- | ----------------------- | --------------------- |
| Altmühlstraße 17 (Standort)        | Ehemaliges Kleinbauernhaus          | In Jurabauweise, breitgelagerter erdgeschossiger Bau mit flachgeneigtem Kalkplattendach und zweireihigem, dachtragendem, in wesentlichen Teilen erhaltenem Ständerinnengerüst, 1436 (dendrologisch datiert) errichtet, bezeichnet mit dem Jahr 1803.                                                      | D-1-76-123-341 Wikidata | weitere Bilder        |
| Altmühlstraße 19 (Standort)        | Ehemalige Scheune                   | In Jurabauweise, ehemals zu Nr. 17 gehörig, jetzt als Wohnhaus ausgebaut, Kalkbruchstein und Fachwerk, mit flachgeneigtem Kalkplattendach, der Fachwerkteil 1693/94 (dendrologisch datiert), der Bruchsteinbau 1858/59 (dendrologisch datiert). Siehe auch: Denkmalschutzmedaille 2018                    | D-1-76-123-342 Wikidata | weitere Bilder        |
| Altmühlstraße 40 (Standort)        | Bauernhaus                          | Stattliches Bauernhaus, über hohem Keller zweigeschossig mit flachgeneigtem Satteldach, unter dem Giebel querovale Okuli, Anfang 19. Jahrhundert. | D-1-76-123-344 Wikidata | weitere Bilder        |
| Bahnhofstraße 6 (Standort)         | Bahnhof Eichstätt (Fernbahnhof)     | Empfangsgebäude, zweieinhalbgeschossiger Pavillon mit flachgeneigtem Walmdach und mit symmetrisch angesetzten eingeschossigen Flügelbauten, Backstein verputzt, zum Bahnsteig Perronvordach mit Schleierbrettern, spätklassizistisch, um 1865/70; zugehörige Güterhalle, letztes Viertel 19. Jahrhundert. | D-1-76-123-396 Wikidata | weitere Bilder        |
| Brückenstraße 1 (Standort)         | Ehemaliges Bauernhaus               | In Jurabauweise, stattlicher zweigeschossiger Eckbau mit teilergänztem barockem Türgewände, 18. Jahrhundert. | D-1-76-123-345 Wikidata | Ehemaliges Bauernhaus |
| Brückenstraße 5 (Standort)         | Scheune                             | Zugehörige Scheune in Jurabauweise, Kalkbruchstein-Bau mit Kalkplattendach, erste Hälfte 19. Jahrhundert. | D-1-76-123-346 Wikidata | Scheune               |
| Nähe Eichstätter Straße (Standort) | Wegkreuz                            | Südöstlich unterhalb der Frauenbergkapelle an einer Wegegabelung am Fußweg nach Wasserzell, Eisenkreuz auf Steinsockel, bezeichnet mit dem Jahr 1909. | D-1-76-123-446 Wikidata | weitere Bilder        |
| Hauptstraße 1 (Standort)           | Filialkirche Hl. Vierzehn Nothelfer | Spätgotischer Saalbau mit polygonalem Chor, vollendet 1489, an der Chornordseite Turm von 1610, Renovierung erstes Viertel 18. Jahrhundert, westliche Langhauserweiterung und Anbau des schmalen niedrigen Seitenschiffs 1927; mit Ausstattung                                                            | D-1-76-123-340 Wikidata | weitere Bilder        |

### Wimpasing
| Lage                       | Objekt      | Beschreibung                                                              | Akten-Nr.               | Bild           |
| -------------------------- | ----------- | ------------------------------------------------------------------------- | ----------------------- | -------------- |
| Wimpasing 2 (Standort)     | Reliefstein | In die Giebelfront eingelassen, 18. Jahrhundert.                          | D-1-76-123-350 Wikidata | Reliefstein    |
| Ziegelhof Äcker (Standort) | Kreuzstein  | wohl 17. Jahrhundert, an der Straße nach Eichstätt, Abzweigung Ziegelhof. | D-1-76-123-351 Wikidata | weitere Bilder |
| Ziegelhof Äcker (Standort) | Kreuzstein  | wohl 17. Jh. wohl identisch mit D-1-76-123-351                            | D-1-76-155-14           | BW             |

### Wintershof
| Lage                          | Objekt                    | Beschreibung | Akten-Nr.               | Bild           |
| ----------------------------- | ------------------------- | --- | ----------------------- | -------------- |
| Geisberg (Standort)           | Hohes Kreuz               | Sogenanntes Hohes Kreuz oder Cholerakreuz, auf dem Geisberg über dem Parkplatz Schönblick, 1854, mit monumentaler Gusseisen-Christus-Figur von 1901.                                                            | D-1-76-123-360 Wikidata | Hohes Kreuz    |
| Geisberg (Standort)           | Bildstock                 | Mit Stifterinschrift, bezeichnet mit dem Jahr 1633 und 1648. | D-1-76-123-454 Wikidata | weitere Bilder |
| Im Grundfeld (Standort)       | Moierkreuz                | Sogenanntes Moierkreuz, an der Wegkreuzung nach Langensallach, Kreuzigungsgruppe mit Figuren aus Gusseisen, zweite Hälfte 19. Jahrhundert.                                                                      | D-1-76-123-359 Wikidata | Moierkreuz     |
| Kirchenfeld (Standort)        | Wegkreuz                  | Auf balusterartigem Steinsockel bemalte Eisengussreliefs von Maria und dem Gekreuzigten, bezeichnet mit dem Jahr 1841, mit Eisenkreuz, ehemals am Stadtweg, heute am Hang in der Verlängerung der Wolfsdrossel. | D-1-76-123-362 Wikidata | weitere Bilder |
| Kreut (Standort)              | Bildstock                 | An der Straße nach Lüften (neben dem sogenannten Vogelbauernkreuz), mit drei Reliefs, (Kreuzigung, männliche und weibliche Figur) und Inschrift, bezeichnet mit dem Jahr 1665.                                  | D-1-76-123-355 Wikidata | weitere Bilder |
| Kreut (Standort)              | Wegkreuz                  | Sogenanntes Vogelbauernkreuz, an der Straße nach Lüften, Eisen auf Steinpfeiler, 19. Jahrhundert. | D-1-76-123-361 Wikidata | Wegkreuz       |
| Nähe Wolfsdrossel (Standort)  | Wegkapelle                | Mit flachgeneigtem Satteldach, 18. Jahrhundert, neben Figurenweg 8 am Abzweig in die Sackgasse Wolfsdrossel. | D-1-76-123-353 Wikidata | Wegkapelle     |
| Prinz-Max-Straße 2 (Standort) | Kirche Zum Heiligen Kreuz | Katholische Filialkirche, schlichte Saalkirche mit Walmdach und Westturm, zweite Hälfte 20. Jahrhundert; mit historischer Ausstattung.                                                                          | D-1-76-123-352          | weitere Bilder |
| Steingrub (Standort)          | Wegkreuz                  | Gusseisenreliefs von Maria und dem Gekreuzigten, wohl zweite Hälfte 19. Jahrhundert. | D-1-76-123-455 Wikidata | Wegkreuz       |

### Ziegelhof
| Lage                       | Objekt                  | Beschreibung | Akten-Nr.               | Bild                    |
| -------------------------- | ----------------------- | --- | ----------------------- | ----------------------- |
| Wimpasing 6 (Standort)     | Gutshof und Gutskapelle | Gutshof Ziegelhof, Gutshaus, stattliche Rechteckanlage in Jura-Bauweise, bezeichnet mit dem Jahr 1725; Gutskapelle mit Dachreiter, 1899; mit Ausstattung. | D-1-76-123-363 Wikidata | Gutshof und Gutskapelle |
| Ziegelhof Äcker (Standort) | Feldkapelle             | 19. Jahrhundert, südlich von Ziegelhof; mit Ausstattung                                                                                                   | D-1-76-123-364 Wikidata | weitere Bilder          |

## Ehemalige Baudenkmäler
In diesem Abschnitt sind Objekte aufgeführt, die früher einmal in der Denkmalliste eingetragen waren, jetzt aber nicht mehr. Objekte, die in anderem Zusammenhang – also z. B. als Teil eines Baudenkmals – weiter eingetragen sind, sollen hier nicht aufgeführt werden. Aktennummern in diesem Abschnitt sind ehemalige, jetzt nicht mehr gültige Aktennummern.

| Lage                                           | Objekt                 | Beschreibung | Akten-Nr.               | Bild                   |
| ---------------------------------------------- | ---------------------- | --- | ----------------------- | ---------------------- |
| Eichstätt Büttelgasse 3 (Standort)             | Rundbogiges Türgewände | Beziffert mit dem Jahr 1625. | D-1-76-123-41 Wikidata  | Rundbogiges Türgewände |
| Eichstätt Herzoggasse 4 (Standort)             | Inschrifttafeln        | Bezeichnet mit dem Jahr 1767 und 1825. | D-1-76-123-82 Wikidata  | Inschrifttafeln        |
| Eichstätt Kardinal-Preysing-Platz 4 (Standort) | Steinerne Wappentafel  | Bezeichnet mit dem Jahr 1588; über dem Eingang. | D-1-76-123-4 Wikidata   | Steinerne Wappentafel  |
| Eichstätt Luitpoldstraße 32 (Standort)         | Wohnhaus               | Auf unregelmäßigem Grundriss, viergeschossig, dreiachsiger Hauptbau mit Flachsatteldach und zweiachsiger seitlicher Erweiterungsbau mit Schleppdach, mit Putzbandgliederungen und Rustizierung im Erdgeschoss, 1432 dendrologisch datiert, verändert 17. Jahrhundert, 1985 entkernt. | D-1-76-123-122 Wikidata | Wohnhaus               |
| Eichstätt Marktgasse 14 (Standort)             | Bürgerhaus             | Dreigeschossig mit Zwerchgiebel, bezeichnet mit dem Jahr 1820. | D-1-76-123-134 Wikidata | Bürgerhaus             |
| Eichstätt Turmgasse 6 (Standort)               | Nischenfigur           | Nischenfigur der Hl. Walburga, wohl 17. Jahrhundert. | D-1-76-123-244 Wikidata | Nischenfigur           |
| Wasserzell Brückenstraße 11 (Standort)         | Brunnentrog            | Zugehöriger steinerner Brunnentrog, bezeichnet mit dem Jahr 1775; vor dem Haus. | D-1-76-123-347 Wikidata | BW                     |
| Wasserzell Hauptstraße 12 (Standort)           | Ehemaliger Bauernhof   | Hakenförmige Anlage, Wohnteil erdgeschossig, Ende 18. Jahrhundert. | D-1-76-123-348 Wikidata | BW                     |
| Wegkreuz ()                                    | Wegkreuz               | Steinpfeiler mit Eisenkruzifix, zweite Hälfte 19. Jahrhundert; neben dem Bildstock an der Straße nach Lüften. | D-1-76-123-356 Wikidata |                        |

## Abgegangene Baudenkmäler
In diesem Abschnitt sind Objekte aufgeführt, die früher einmal in der Denkmalliste eingetragen waren, jetzt aber nicht mehr existieren, z. B. weil sie abgebrochen wurden. Aktennummern in diesem Abschnitt sind ehemalige, jetzt nicht mehr gültige Aktennummern.

| Lage                                  | Objekt        | Beschreibung | Akten-Nr.               | Bild           |
| ------------------------------------- | ------------- | --- | ----------------------- | -------------- |
| Eichstätt Hofmühlstraße 6 (Standort)  | Wohnhaus      | Zweigeschossiger giebelständiger Flachsatteldachbau mit Kalkplattendeckung, Kniestock und rückwärtiger Giebel in verputztem Fachwerk, um 1720 (Dachwerk 1718/19 dendrochronologisch datiert). Oktober 2012 in Denkmalliste eingetragen, 2016 abgerissen. | D-1-76-123-466 Wikidata | weitere Bilder |
| Eichstätt Westenstraße 114 (Standort) | Wohnstallhaus | Giebelständig, eingeschossig mit verputztem Fachwerk-Kniestock, spätes 17./frühes 18. Jahrhundert, rückwärtiger Scheunenanbau vor 1814, beide mit Kalkplattendach. Am 6. August 2020 wegen Baufälligkeit und akuter Einsturzgefahr abgerissen.           | D-1-76-123-387 Wikidata | weitere Bilder |